# Compagnie des mines d'Anzin
La Compagnie des mines d'Anzin est une ancienne compagnie minière. Elle se distingue par son rôle dans l'histoire économique pour avoir lancé l'exploitation du charbon dans le Nord de la France et avoir ainsi été l'une des premières grandes sociétés industrielles françaises. Elle a été créée à Anzin le 19 novembre 1757 par le vicomte Jacques Désandrouin. Les signatures officialisant sa création ont été faites dans le château de l'Hermitage à Condé-sur-l'Escaut, propriété d'Emmanuel de Croÿ-Solre à l'époque. Elle a exploité ses mines pendant près de deux siècles (1757-1949), jusqu'à la nationalisation des mines.
Dirigée par les grands noms du capitalisme et de la politique française du XIXe siècle tels que Jean Casimir-Perier ou Adolphe Thiers et décrite dans le roman Germinal d'Émile Zola, elle est devenue un symbole social et politique du capitalisme français du XIXe siècle.

## Historique: la première mine de charbon du Nord

### La découverte du charbon dans le Nord de la France
En 1678, à la suite des guerres de conquête de Louis XIV, une partie du Hainaut est rattaché à la France par le traité de Nimègue. Le rattachement à la France pose problème à quelques industries implantées dans la région : leur approvisionnement en charbon dans la région de Mons est compliqué et renchéri par le fait qu'il soit de l'autre côté de la frontière, aux Pays-Bas autrichiens.
Parmi ces industriels, la famille Désandrouin, de Lodelinsart, possède une verrerie à Fresnes, qui est alors du côté belge (et donc autrichien à l'époque) de la frontière. Le vicomte Desandrouin est convaincu que la veine du gisement houiller se poursuit dans le sous-sol côté français et obtient l'autorisation d'entamer des recherches en 1716 après la mort de Louis XIV.
Il en confie la direction à l'ingénieur Jacques Mathieu, le responsable technique de son charbonnage de Lodelinsart, qui traverse la frontière avec toute sa famille et une vingtaine de jeunes gens recrutés à Charleroi.
Ces recherches sont extrêmement difficiles, car le gisement n'affleure pas en surface. De plus, la nappe phréatique se trouvait à une distance relativement faible de la surface. On devait donc, au fur et à mesure qu'on approfondissait les puits, évacuer les eaux.
Une première veine de quatre pieds (à peu près 1,20 m) fut découverte en 1720 à Fresnes-sur-Escaut, à 35 toises de profondeur (à peu près 70 m), dans la pâture de Jeanne Colard, qui donne son nom à la première fosse. Trois fosses y furent exploitées pendant quelques années, mais il s'agissait d'un charbon maigre, qui n'était pas apte à tous les usages. À Noël 1720, le cuvelage de l'une cède, plusieurs associés se retirent et du matériel est vendu.
Cependant, Jacques Desandrouin ne perd pas espoir et fonde une nouvelle société avec  une partie des associés qui lui sont fidèles et le soutien de l'État, représenté par l'intendant de Hainaut, René Hérault, de la famille Hérault de Séchelles.
Les travaux furent poursuivis pendant dix ans, en creusant de nouvelles fosses, mais en se déplaçant vers l'est, vers Valenciennes. On trouve à Anzin le premier gisement de houille exploitable de la région en 1734, c'est la "fosse du Pavé" et son charbon gras. De 1720 à 1734, la plupart des 35 puits que l'on trouve sont rentables. Désormais, le Nord de la France devient une grande région productrice de charbon alors que ce dernier était auparavant acheté en Belgique.

### Histoire de la compagnie
La  compagnie des mines d'Anzin est créée en 1757 par la fusion de trois des Premiers entrepreneurs du charbon français qui se disputent un territoire proche, le vicomte Jacques Désandrouin, François Marie Le Danois et  Emmanuel de Croÿ-Solre, seigneur haut justicier de la région. La Compagnie Desandrouin-Taffin et la Compagnie Desandrouin-Cordier, toutes deux appartenant à Jacques Désandrouin et ses associés, les premiers avoir développé les mines, n'obtiennent que 9 des 24 parts.
La Compagnie des mines d'Anzin est la plus ancienne des grandes mines du Nord, celle qui y a lancé l'exploitation de charbon. Lors de la fusion, elle devient l'une des premières sociétés industrielles d'Europe.
Dès ses débuts, la société profite d'innovations puisque, vers la fin du XVIIIe siècle, ses machines à vapeur lui permettent d'extraire du charbon à 200 mètres de profondeur. Selon le site Internet Cambacérès.fr, « En 1789, la société avec 27 puits, 12 machines à vapeur et 4 000 ouvriers assure le tiers de la production française » de charbon.
La Révolution française entraîne des remises en cause du statut de la société qui emploie Honoré-Gabriel Riqueti de Mirabeau (en 1791) puis Jean-Jacques-Régis de Cambacérès pour défendre ses intérêts. Elle donne lieu à une profonde modification de l'actionnariat. Les actifs des nobles émigrés (qui représentaient 14 sols sur un capital social de 24 sols, soient 58 % du capital) sont saisis, rachetés par Désandrouin, et revendus pour bonne part (11 sols, soit 46 % du capital) « à un groupe de financiers issu de la Compagnie française des Indes orientales. » (les familles Desprez, Le Couteulx, Claude Perier, Guillaume Sabatier, Bernier, Pourrat, Thieffries). Dès lors, « Grâce à l'appui financier de Sabatier, les Perier prennent progressivement le contrôle des Mines d'Anzin. ».
Dans la première moitié du XIXe siècle, la Compagnie d'Anzin est la plus grande société minière privée française.
Comme l'écrit Émile Zola dans Germinal, « Les succès des concessionnaires qui devaient plus tard former la Compagnie d'Anzin avaient exalté toutes les têtes. Dans chaque commune, on sondait le sol ; et les sociétés se créaient et les concessions poussaient en une nuit. ».
Anzin est « l'une des premières grandes sociétés industrielles de France ». Elle va devenir un archétype de la société capitaliste.
Du côté du capital, ses grands actionnaires et dirigeants sont des grands noms du capitalisme français du XIXe siècle, étroitement imbriqués avec les milieux politiques libéraux-conservateurs. Comme l'explique un document sur le site Internet de l'École normale supérieure, « La Compagnie des mines d’Anzin était représentative, en ce début de monarchie de Juillet, des liens nouveaux entre pouvoir économique et pouvoir politique : la Compagnie, très riche, avait accueilli dans sa direction des hommes tels que Casimir Perier puis plus tard Adolphe Thiers ». 
Jean Casimir-Perier et Adolphe Thiers ont été ses dirigeants. Autre symbole notable, Gaston d'Audiffret-Pasquier, membre du conseil d’administration des mines d’Anzin, est un des chefs orléanistes (président de l'assemblée nationale puis du Sénat). Une fois président du Conseil, au moment de la Commune de Paris, Thiers a d'ailleurs ordonné à la Marine nationale de se fournir auprès d'elle. Zola décrit dans Germinal la hausse de l'action en Bourse.
Côté ouvrier aussi, Anzin est un symbole. Parmi les mouvements sociaux, notons l'émeute des quatre sous en mai 1833, au cours duquel des grévistes ont été condamnés pour "coalition". La revendication affichée était l'annulation d'une baisse de salaire de ce montant décidée par la compagnie en 1824. Mais une autre cause était la non-prise en compte des difficultés des mineurs. Alors que les directeurs de la famille Mathieu étaient perçus comme proches de la population, ce n'était plus le cas depuis que la compagnie des mines d'Anzin avait pris toute sa dimension de société capitaliste ; un des slogans de cette grève fut « À bas les Parisiens, vive les Matthieu d'Anzin ! ». Au bout de quatre jours de grève, et d'occupation du siège, la compagnie des mines fit appel à la troupe, et 3 000 soldats occupèrent les corons et les fosses. Les mineurs reprirent le travail sans avoir rien obtenu. Les meneurs furent jugés pour coalition, et condamnés pour certains à des peines légères ; mais les journaux se faisant l'écho du procès révélèrent la condition des mineurs, et la Compagnie finit par céder sur la question de salaire.
Émile Zola choisit de la visiter pour y situer l'action de son roman Germinal. Il y arrive au moment de la grève des 12.000 mineurs de la compagnie. Cette grande grève révéla la personnalité d'Émile Basly, qui deviendra secrétaire général du syndicat des mineurs du Nord, président du syndicat des mineurs du Pas-de-Calais, député et maire de Lens et sera le modèle du personnage de Lantier dans Germinal.
La cause en était un changement d'organisation : le boisage de galeries, jusque-là confié aux « raccommodeurs » fut affecté aux mineurs de fond eux-mêmes. Non seulement cela leur faisait un manque à gagner, puisqu'ils étaient payés à la quantité de houille remontée, mais de plus cela privait d'emploi les mineurs les plus âgés, à qui était traditionnellement attribué le rôle de raccommodeur. Dès le début de la grève, le renvoi de 140 syndicalistes durcit le conflit.
Elle dura 56 jours  et, répercutée par la presse, eut un retentissement national. 
Mais la compagnie des mines ne céda pas, et le 17 avril les mineurs durent reprendre le travail.
Une conséquence de cette grève fut l'autorisation des syndicats par la loi Waldeck-Rousseau.
La Compagnie d'Anzin a innové dans plusieurs domaines, par exemple l'introduction des premiers chemins de fer dans le Nord dès 1834 (par comparaison, la première ligne française date de 1827 et la seconde de 1832, toutes deux dans la Loire) et l'ouverture de la première gare du Nord à Saint-Waast. Il semble que le chemin de fer ait fourni un avantage compétitif sur ses concurrents : « La force de la Compagnie d’Anzin réside dans le fait qu’elle comprend tout de suite l’intérêt qu’elle peut retirer de la nouvelle invention  de la machine à vapeur », estime un historien.

## Les fosses
(janvier 2013).
La Compagnie des mines d'Anzin est née de la fusion le 19 novembre 1757 de trois sociétés rivales : la Société Desandrouin-Taffin, la Société Desandrouin-Cordier et la Société de Cernay. Sauf indication contraire, les informations générales triviales proviennent de l'étude des aléas du bassin minier du Nord-Pas-de-Calais publié par Géodéris,.

### Avaleresses Point du Jour

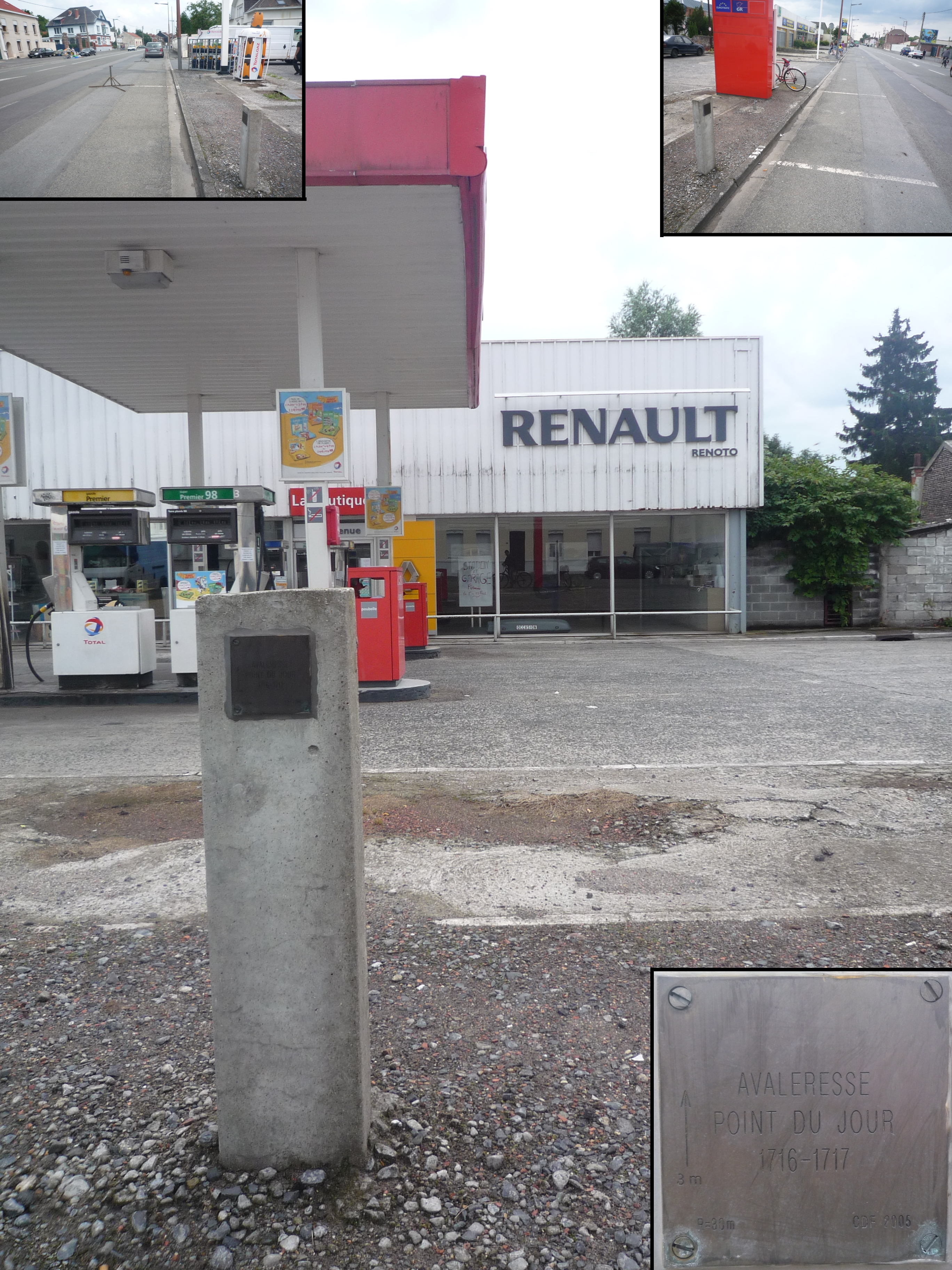
Tête de puits non matérialisée Avaleresse Point du Jour.

Avaleresse Point du Jour
50° 25′ 43″ N, 3° 34′ 11″ E
1716-1717
Seconde avaleresse Point du Jour
50° 25′ 44″ N, 3° 34′ 11″ E
1716-1717
Deux puits ont été creusés par la Société Desaubois, mais c'est un échec, d'où le nom d'avaleresses Point du jour. Seule une des deux avaleresses est matérialisée, elle est située rue Jean-Jaurès à Fresnes-sur-Escaut, au niveau de la station service Total et du concessionnaire Renault. L'autre avaleresse est située de l'autre côté de la route.

### Avaleresses du Moulin
1716-1717
Les avaleresses du Moulin, creusées un peu au nord de l'église d'Escautpont, sont commencées en 1716 et abandonnées l'année suivante.

### Avaleresses Ponchelet
1716-1717
Les avaleresses Ponchelet nos 1 et 2 sont entreprises à Escautpont en 1716, comme les avaleresses Point du jour et du Moulin, et sont également abandonnées en 1716.

### Fosse Jeanne Colard
Puits Jeanne Colard no 1
50° 26′ 27″ N, 3° 33′ 06″ E
1718-1721
Puits Jeanne Colard no 2
50° 26′ 27″ N, 3° 33′ 07″ E
1723-1732
Puits Jeanne Colard no 3
50° 26′ 27″ N, 3° 33′ 06″ E
1723-1732

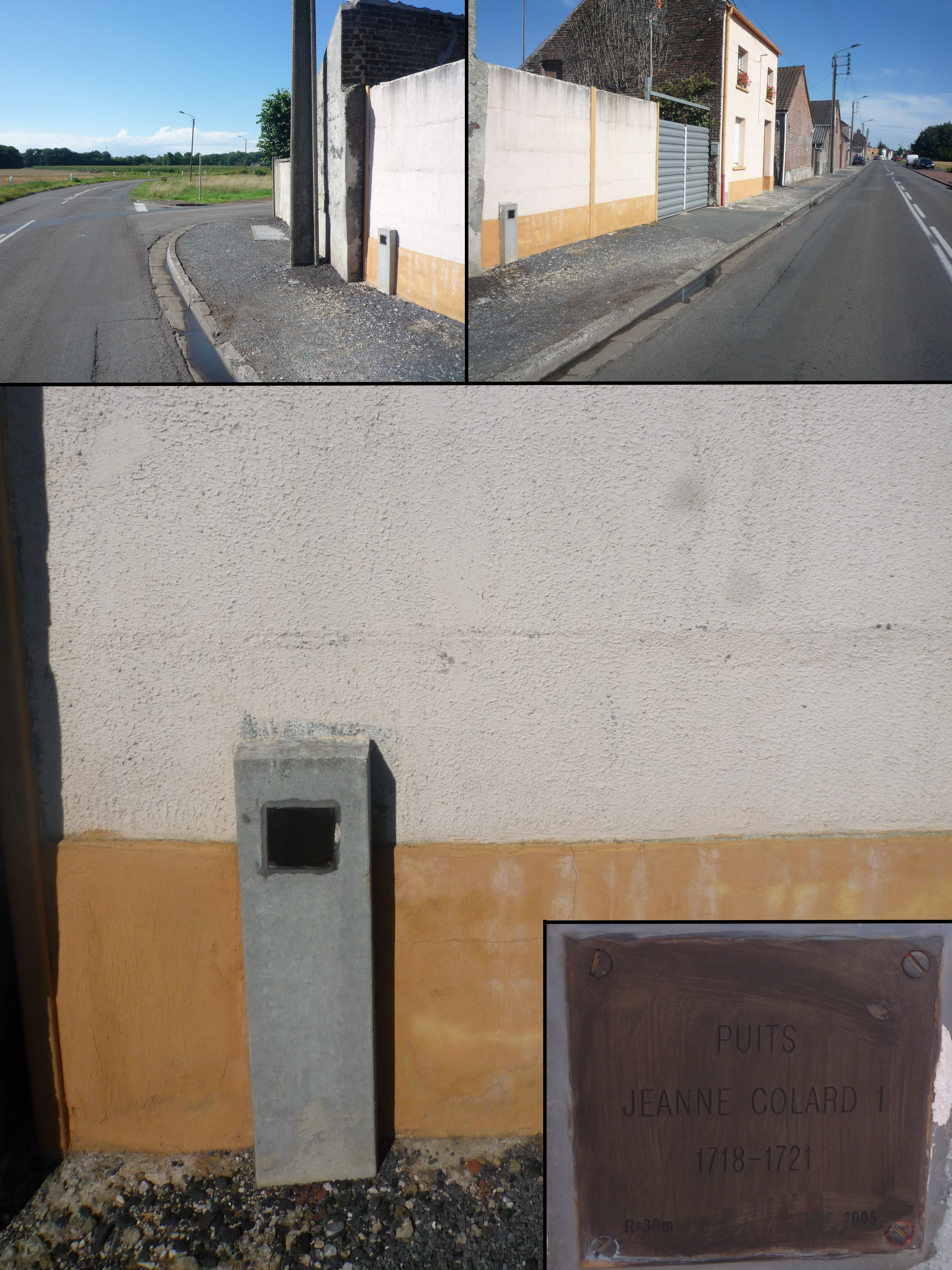
Tête de puits non matérialisée Jeanne Colard no 1.

Jeanne Colard no 1 est le premier puits exploité pour son charbon du bassin minier hors Boulonnais. Le charbon y est découvert le 3 février 1720. La rupture d'une pièce du cuvelage en 1721 entraîne la destruction du puits et son abandon. En 1723, deux autres puits, nos 2 et 3, sont effectués à proximité du premier. Le terrain houiller est atteint à la profondeur de 37 mètres. Les trois puits sont situés dans la même zone, rue Jacques-Renard à Fresnes-sur-Escaut.

### Avaleresses du Sars
1725-1725
Les avaleresses du Sars ont été entreprises sur le territoire de Petite-Forêt.

### Avaleresses Peau de loup
Puits Peau de Loup Extraction
50° 26′ 37″ N, 3° 32′ 51″ E
1726-1727
Puits Peau de Loup Épuisement
1726-1727
Le puits Peau de Loup Extraction est situé à 430 mètres au nord-ouest des fosses Jeanne Colard de Fresnes-sur-Escaut mais sur le territoire d'Odomez. Peau de Loup Épuisement est le puits d'aérage, localisé juste à côté du premier puits.

### Fosse d'Estreux
50° 21′ 34″ N, 3° 35′ 35″ E
1726-?
Le puits de la fosse d'Estreux fut foncé en 1726 à 75 mètres de profondeur. Dans l'angle que forment les périmètres des concessions de Marly et de Crespin, à 1 200 mètres environ au nord du clocher d'Estreux, la Compagnie Désandrouin a ouvert une fosse qui est restée dans les terrains rouges dévoniens. Cette compagnie est ensuite devenue la Compagnie des mines d'Anzin. Ce puits est situé en dehors de toute concession, la date d'abandon n'est pas connue. Le puits n'est pas signalisé.

### Avaleresses du Bosquiau
1728-1729
Les avaleresses du Bosquiau sont commencées en 1728 à Bruay-sur-l'Escaut, et abandonnée en 1729.

### Fosse Routard
Puits Routard Extraction
50° 26′ 31″ N, 3° 33′ 07″ E
1728-1733.
Puits Routard Épuisement
50° 26′ 31″ N, 3° 33′ 08″ E
1728-1733.

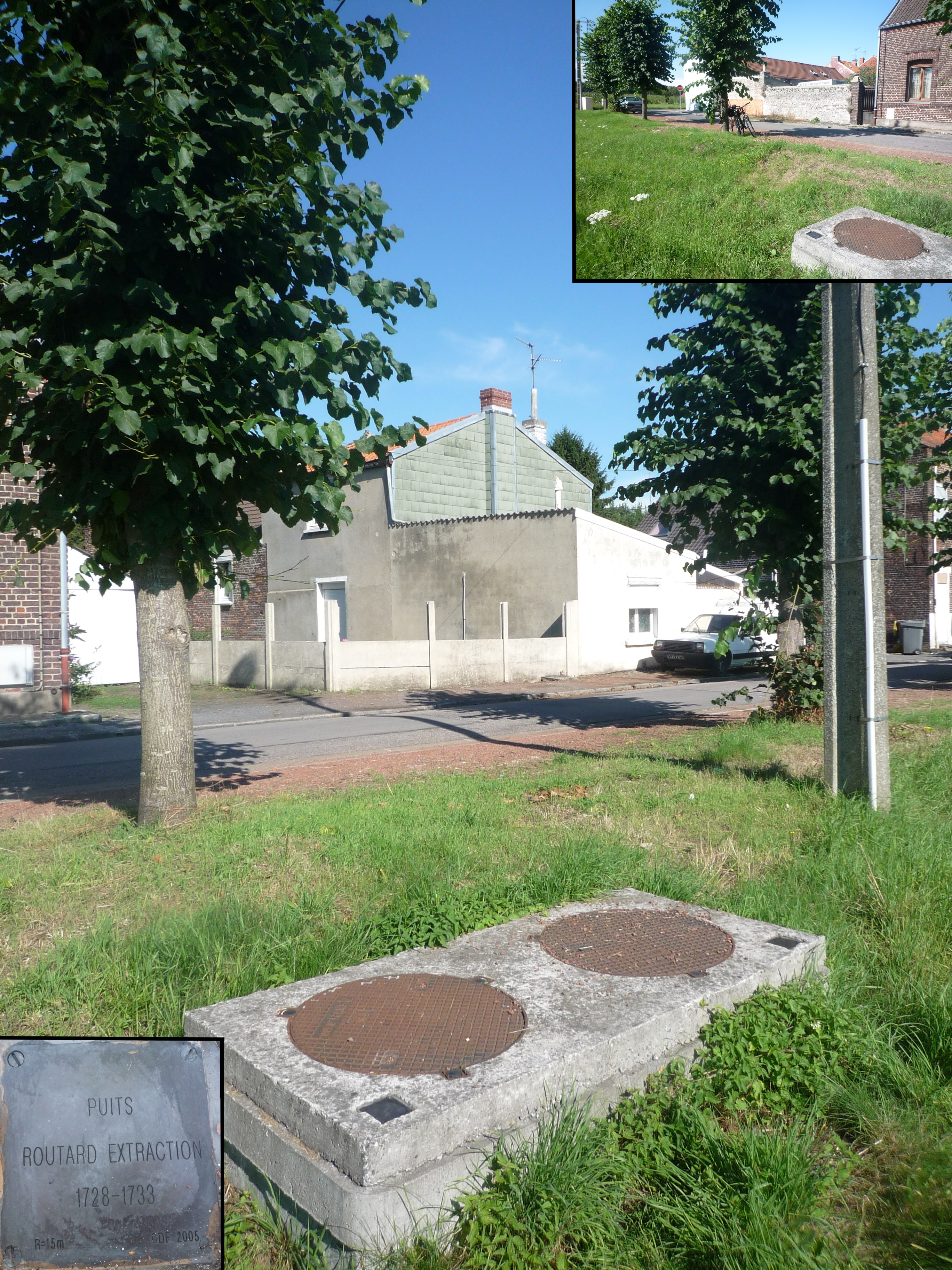
Tête de puits matérialisée Routard Extraction.

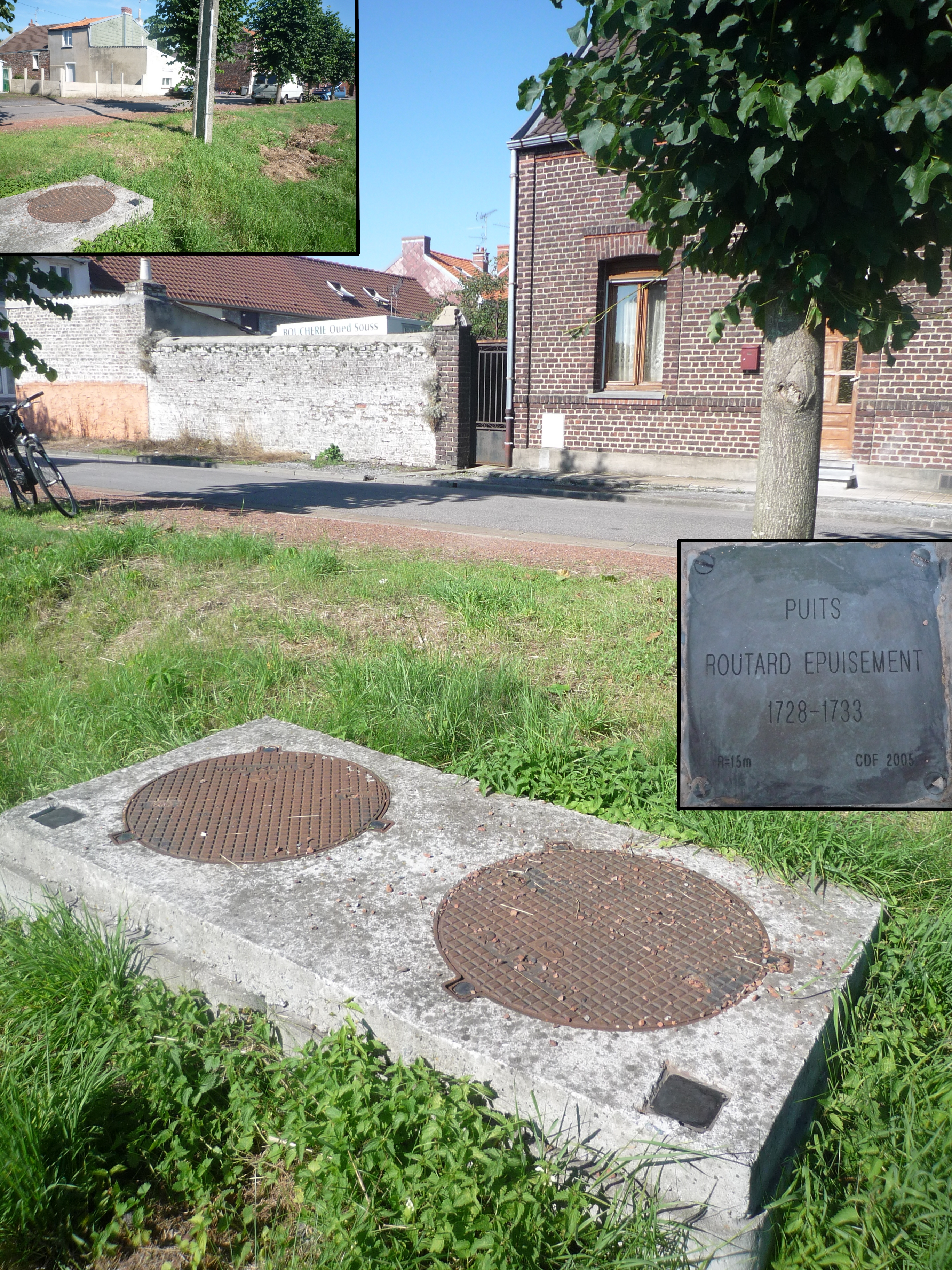
Tête de puits matérialisée Routard Épuisement.

La fosse Routard est ouverte en 1728 à 150 mètres environ au nord des puits de la fosse Jeanne Colard, la fosse est abandonnée en 1733. En 2005, Charbonnages de France retrouve les puits dans les jardins des maisons, mais, fait rare, installe les têtes de puits matérialisées, et les instruments de contrôle, de l'autre côté de la rue Jacques-Renard à Fresnes-sur-Escaut, au bord d'une prairie.

### Avaleresse Caulier
50° 26′ 41″ N, 3° 33′ 19″ E
1729-1729
L'avaleresse Caulier a été ouverte en 1729 à Fresnes-sur-Escaut et abandonnée la même année, à 180 mètres au nord-est de la fosse Long Ferva, le terrain houiller est atteint à 37 mètres. Le puits est désormais situé dans un champ. Il est indiqué par une tête de puits non matérialisée apposée au no 341 de la rue Jacques-Renard à Fresnes-sur-Escaut, sur la façade d'une maison décrépie, sous une boîte aux lettres, à droite d'une porte d'entrée et d'une gouttière.

### Avaleresses de Quarouble
1729-1729
Les avaleresses de Quarouble ont été ouvertes en 1729 à Quarouble et abandonnées la même année.

### Avaleresse de Crespin
1730-1730
L'avaleresse de Crespin a été ouverte en 1730 sur le territoire de Crespin et abandonnée la même année.

### Avaleresses de la Croix

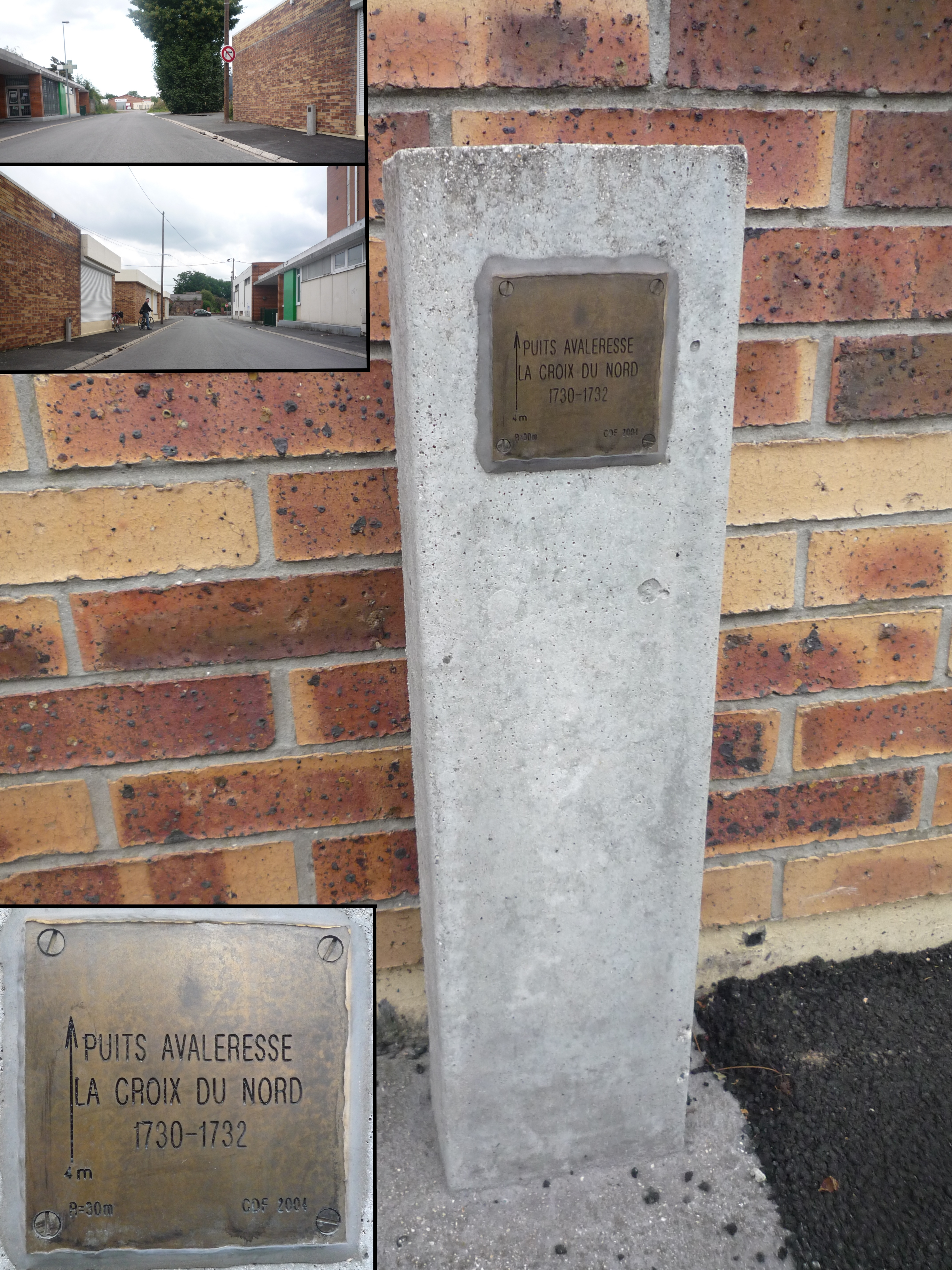
Tête de puits non matérialisée Avaleresse La Croix du Nord.

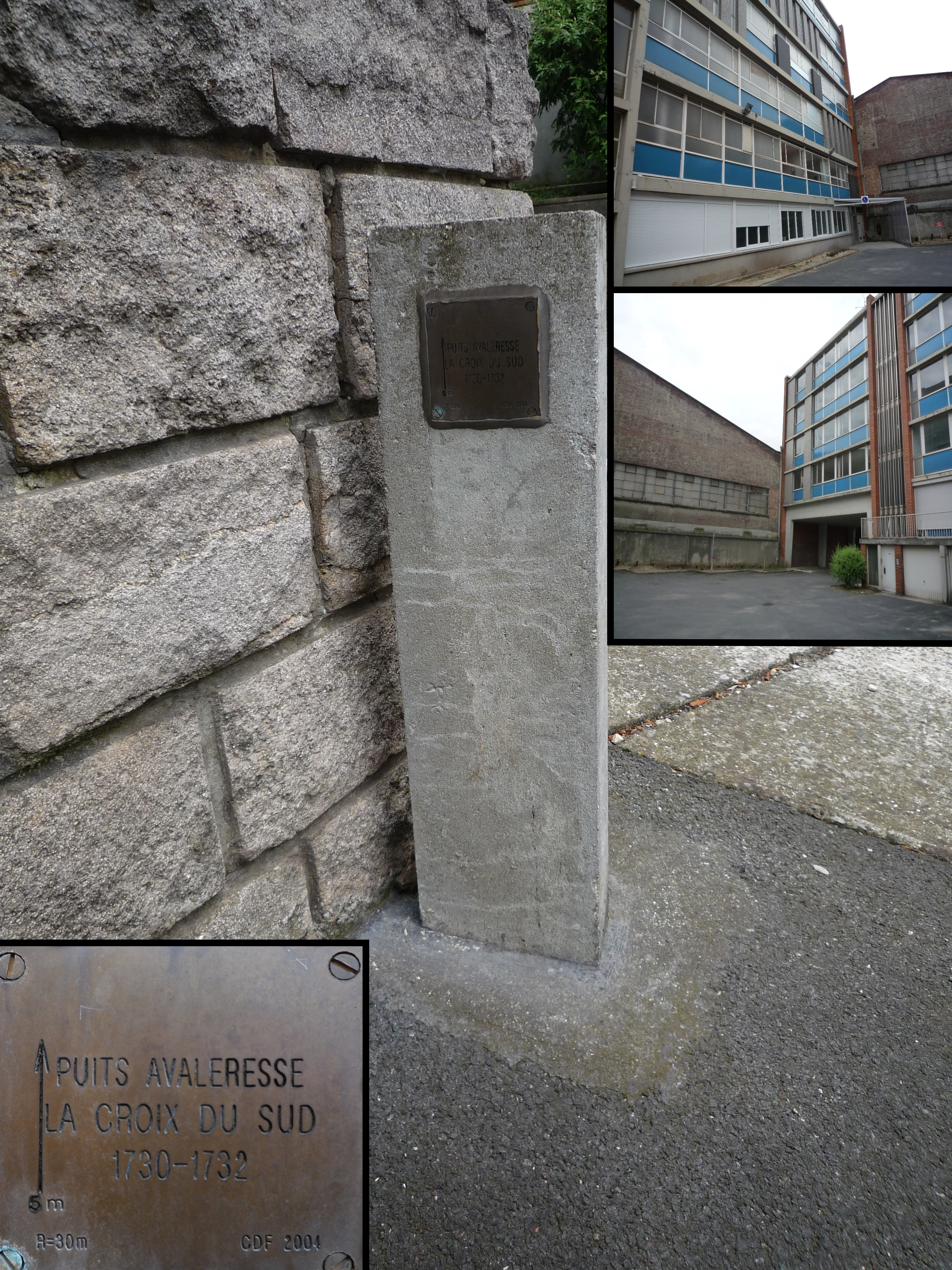
Tête de puits non matérialisée Avaleresse La Croix du Sud.

Avaleresse La Croix du Nord
50° 22′ 17″ N, 3° 30′ 48″ E
1730-1732.
Le puits est situé rue Lécaillez, en face de la pharmacie, la stèle indique qu'il est sous le bâtiment, à quatre mètres de cette dernière.
Avaleresse La Croix du Sud
50° 22′ 16″ N, 3° 30′ 48″ E
1730-1732.
Les avaleresses de la Croix sont les deux premiers puits tentés sur le territoire d'Anzin. Ce fut un échec. L'avaleresse La Croix du Nord est sise rue Lécaillez, en face de la pharmacie, la tête de puits non matérialisée indique que le puits est quatre mètres derrière, sous un bâtiment. L'avaleresse de la Croix du Sud est située 25 mètres plus au sud, dans la descente qui ramène au parking employés du centre de santé, le puits est situé cinq mètres derrière la tête de puits non matérialisée.

### Fosse Long Farva
50° 26′ 36″ N, 3° 33′ 14″ E
1730-1735
Le fonçage du puits a lieu en 1730, 210 mètres au nord-est du puits Joseph Routard Extraction, rue Jacques-Renard à Fresnes-sur-Escaut. Le terrain houiller est atteint à la profondeur de 39 mètres. Le puits est censé être indiqué par une tête de puits non matérialisée, mais celle-ci n'existe plus, ou n'est pas située sur la voie publique. Le nom de la fosse est parfois orthographié Longfarva.

### Fosse Toussaint Carlier
50° 26′ 19″ N, 3° 33′ 27″ E
1730-1739
Le puits de la fosse Toussaint Carlier est foncé en 1730. Il est désormais situé dans le jardin du no 56 de la rue Jacques-Renard, 110 mètres après le trottoir. Le puits n'est pas matérialisé.

### Fosse Petites Fosses

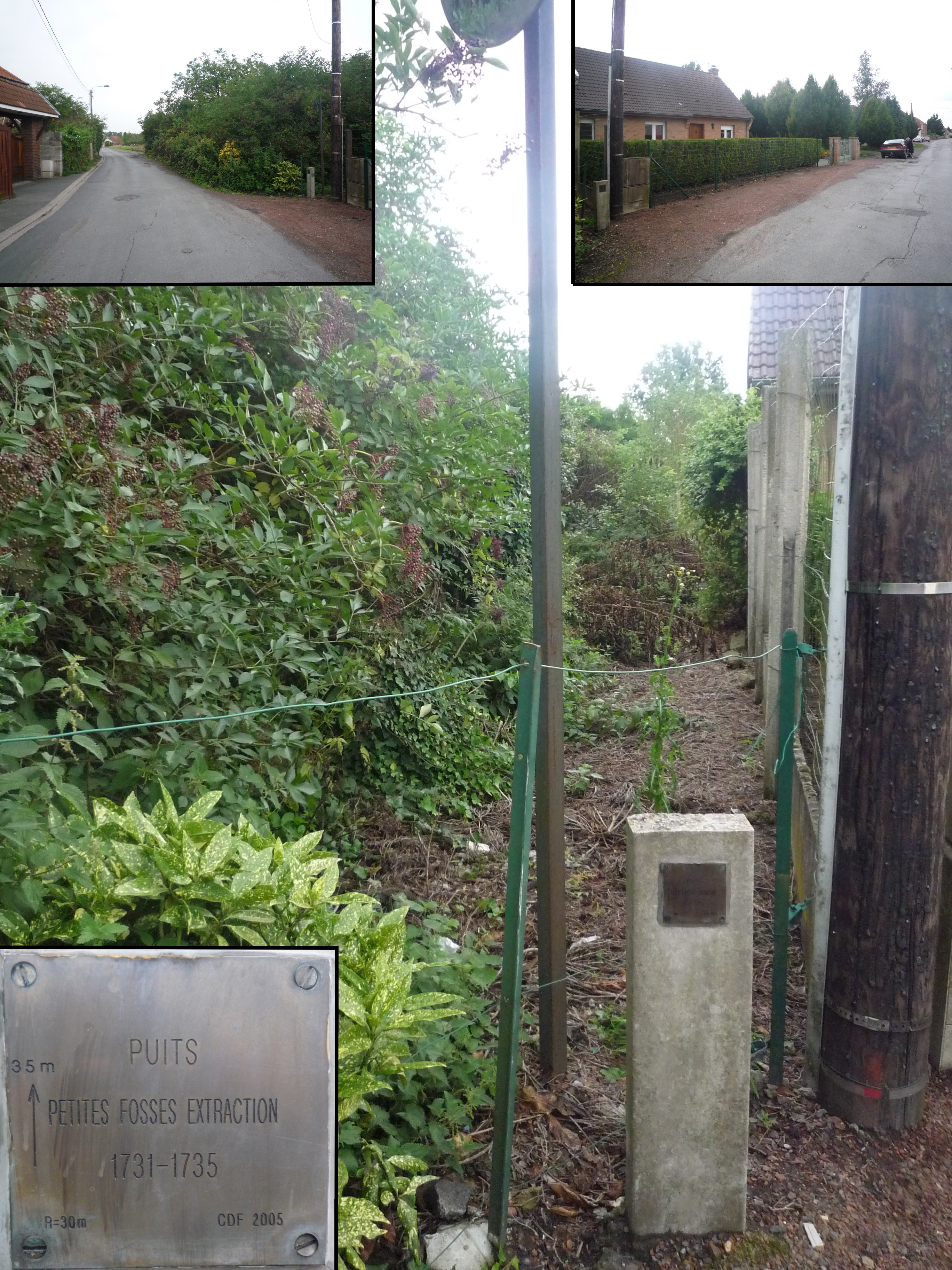
Tête de puits non matérialisée Petites Fosses Extraction.

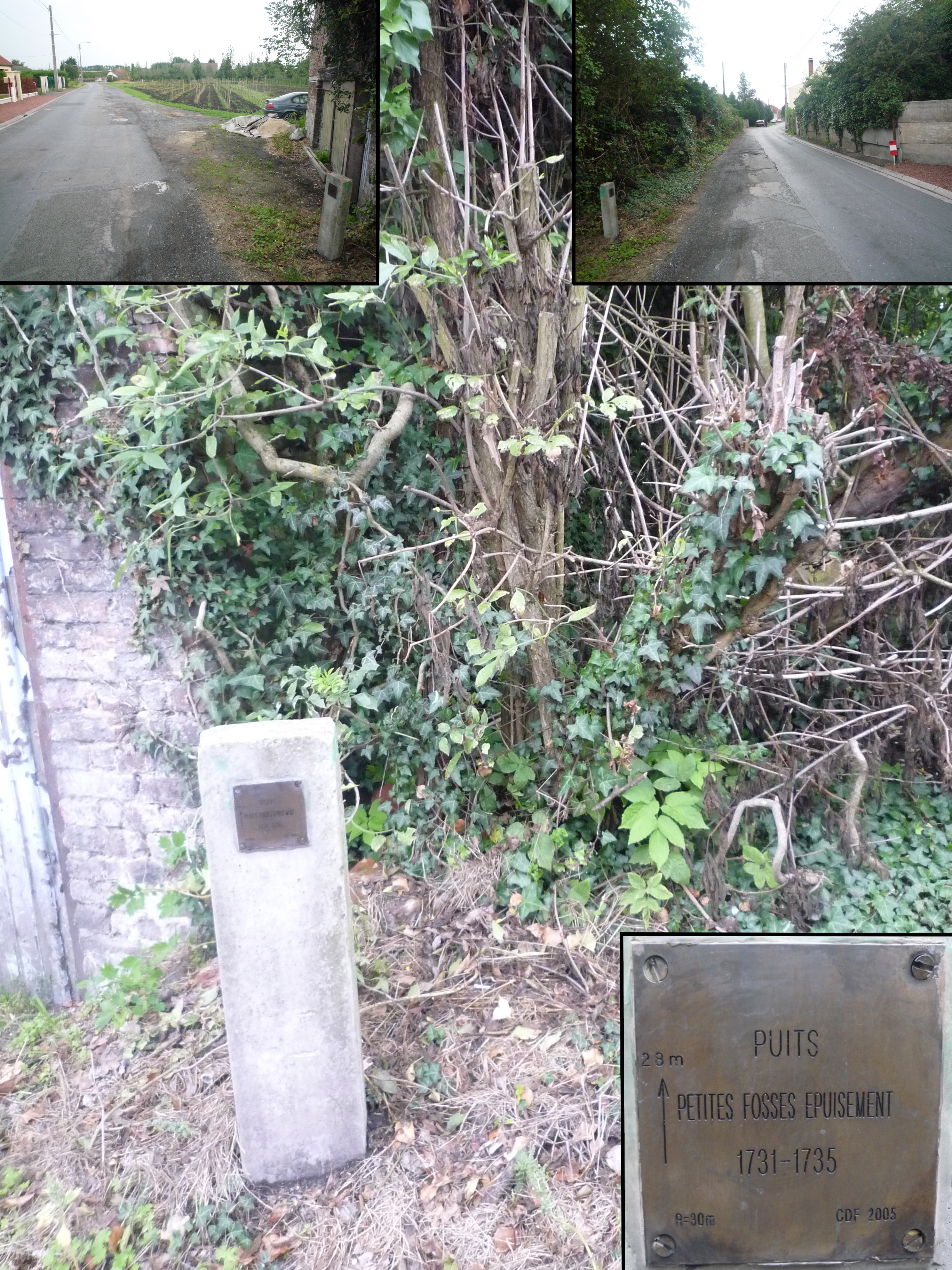
Tête de puits non matérialisée Petites Fosses Épuisement.

Puits Petites Fosses Extraction
50° 26′ 24″ N, 3° 33′ 37″ E
1731-1735
Puits Petites Fosses Épuisement
50° 26′ 24″ N, 3° 33′ 36″ E
1731-1735
La première machine à vapeur équipe le puits d'extraction de la fosse Petites Fosses, le terrain houiller est atteint à 39 mètres. Les deux puits sont localisés rue Léon Gambetta à Fresnes-sur-Escaut. La tête de puits non matérialisée Petites Fosses Extraction indique que le puits est situé 35 mètres derrière, le long de la clôture avec la maison mitoyenne, le puits d'épuisement est situé 28 mètres derrière sa tête de puits non matérialisée.

### Fosse de la Citadelle
50° 21′ 12″ N, 3° 30′ 07″ E
1731-1733
Le puits de la fosse de la Citadelle a été ouvert en 1731, et abandonné en 1733. Au midi de Heureuse, il n'y a que deux petites veines connues qui ont été atteintes autrefois par les fosses La Citadelle et Bon Air. Elles paraissent correspondre à celles recoupées sur la concession de Marly par les fosses Petit et de Saint-Saulve.
Il s'agit du tout premier puits ouvert sur le territoire de Valenciennes. Une tête de puits non matérialisée indique l'emplacement du puits, elle est située rue Marcelin-Berthelot, près d'une haie et de deux garages, les maisons de l'autre côté de la rue sont numérotés 26 et 28.

### Fosse Crève-Cœur
Puits Crève-Cœur Extraction
50° 26′ 23″ N, 3° 33′ 19″ E
1732-1736
Puits Crève-Cœur Épuisement
1732-1736

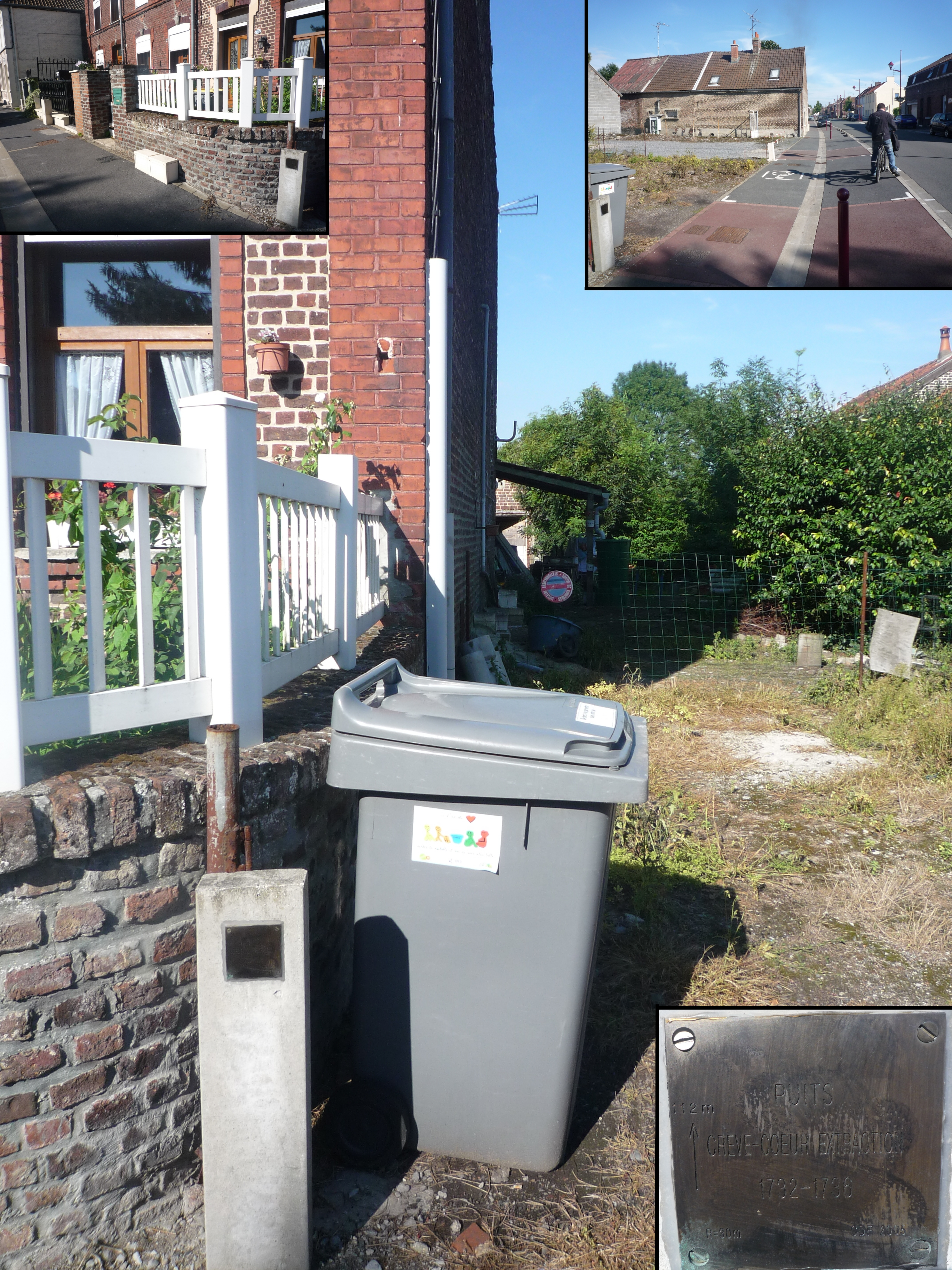
Tête de puits non matérialisée Crève-Cœur Extraction.

Le puits d'extraction de la fosse Crève-Cœur est foncé en 1732 sur le territoire de Fresnes-sur-Escaut, elle est située entre les fosses Jeanne Colard, Routard, Petites Fosses et Toussaint Carlier. La tête de puits non matérialisée est située près du no 102 de la rue Jacques-Renard, elle indique que le puits est situé 112 mètres derrière. Le puits d'épuisement quant à lui est situé 112 mètres derrière la tête de puits non matérialisée du no 110 rue Jacques-Renard, entre les deux portes d'entrées des habitations. Le nom de la fosse est parfois orthographié Crèvecœur.

### Fosse Pierronne
50° 26′ 11″ N, 3° 33′ 26″ E
1732-1784
La profondeur du puits était de 71 mètres.

### Fosse Saint-Pierre (Fresnes-sur-Escaut)
50° 26′ 16″ N, 3° 33′ 21″ E
1732-1742
Ouverte la même année, la fosse Saint-Pierre est située au sud-ouest de la fosse Crève-Cœur. Le puits est profond de 64,20 mètres. Le puits est signalisé par une tête de puits non matérialisée, visible en bas de la porte du garage du no 4 de l'impasse de la rue Paul-Éluard.

### Avaleresse du Bois de Hurlies
1732-1742
L'avaleresse du Bois de Hurlies a été ouverte en 1732 sur le territoire de Condé-sur-l'Escaut et abandonnée dix ans plus tard.

### Fosse du Pavé
Puits du Pavé Nord
50° 22′ 13″ N, 3° 30′ 47″ E
1733-1750
Puits du Pavé Sud
50° 22′ 12″ N, 3° 30′ 46″ E
1735-1760.

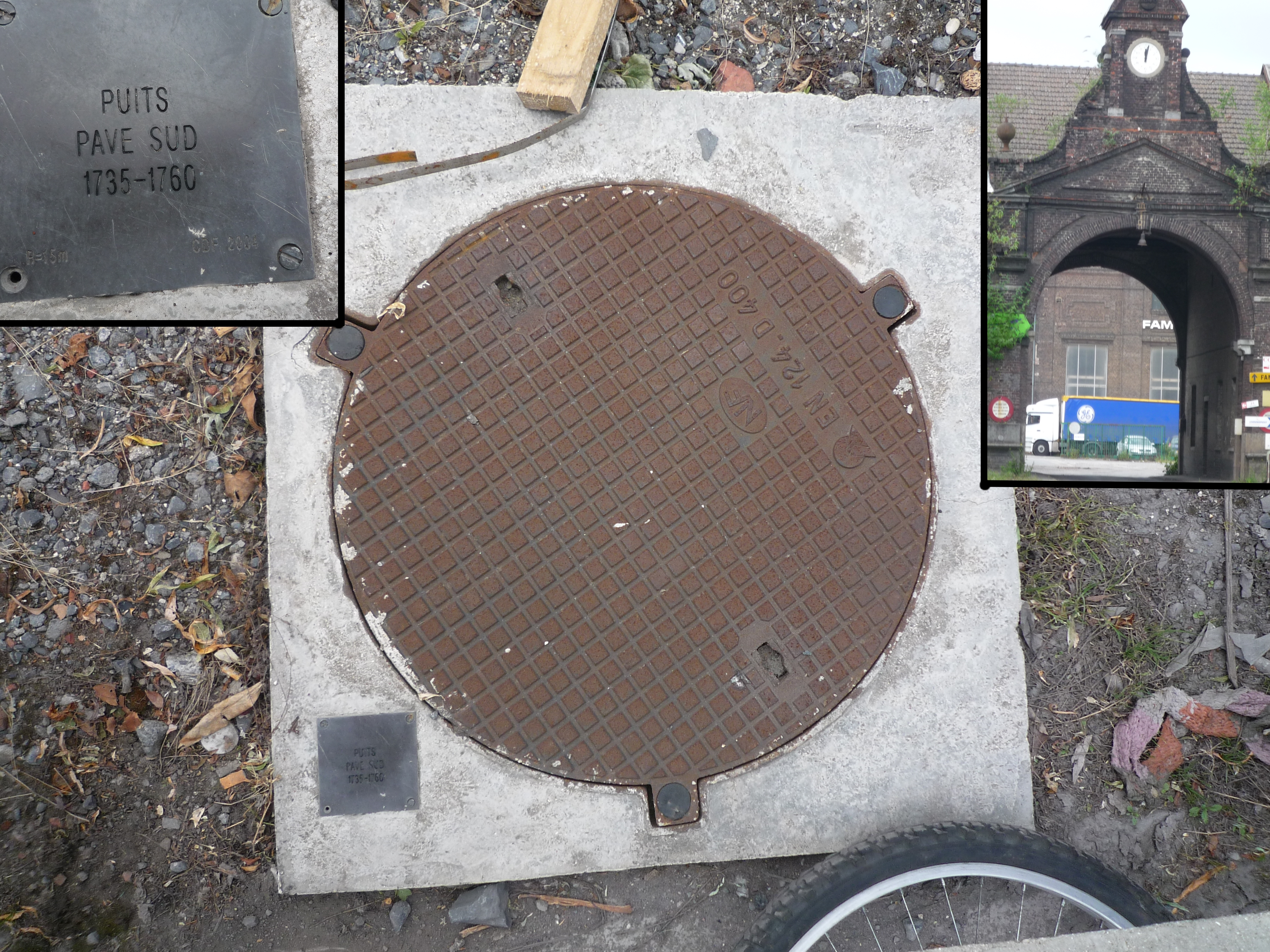
Tête de puits matérialisée Pavé Sud.

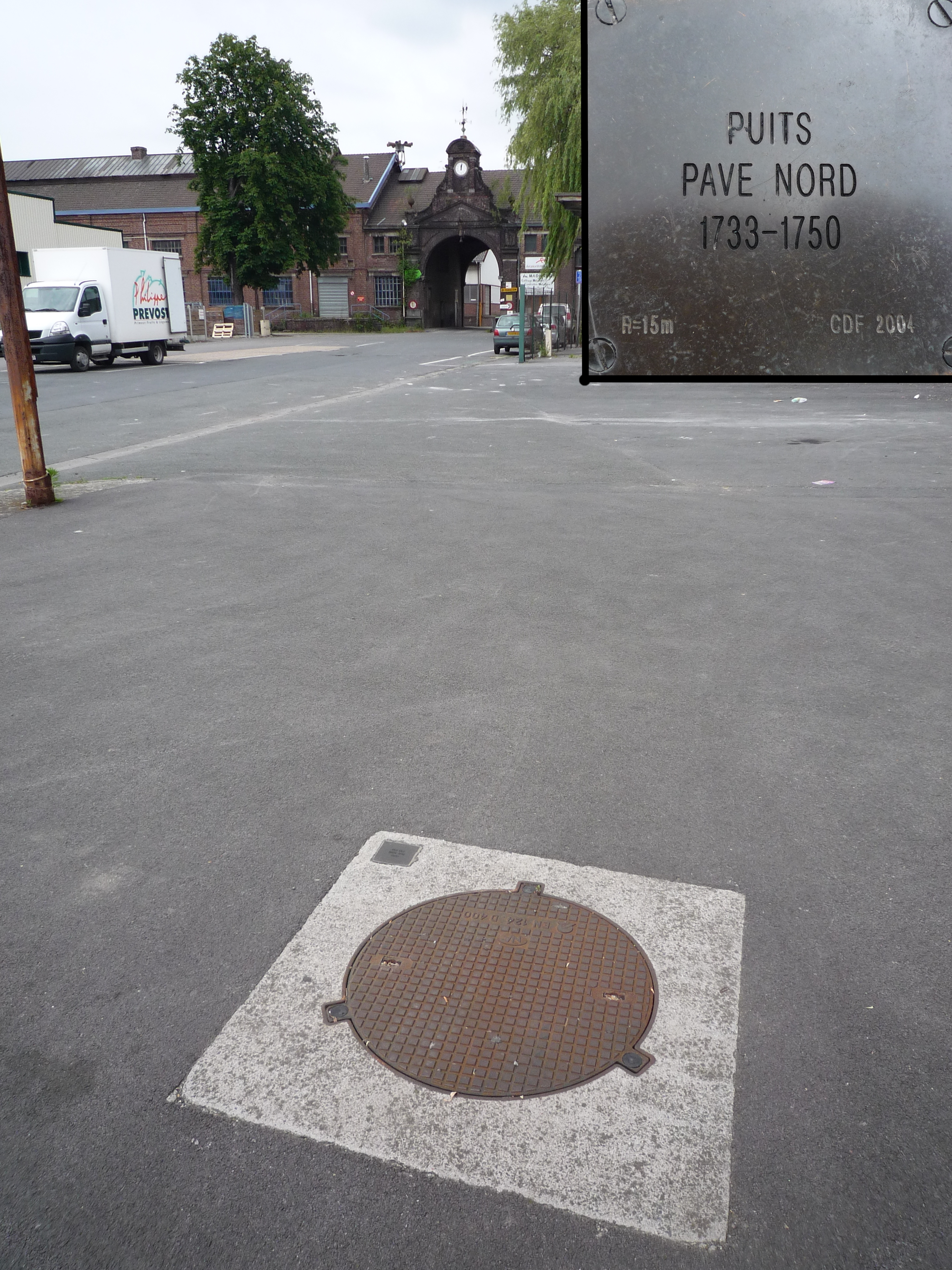
Tête de puits matérialisée Pavé Nord.

La fosse est foncée par la Compagnie Désandrouin-Taffin et découvre le charbon gras à quarante toises et cinq pieds (73 mètres) dans une veine appelée « Grande Droiteuse ». Il faut creuser un second puits, Pavé Sud, avant d'exploiter afin d'assurer l'exhaure des eaux, il est débuté en 1735. La profondeur est de 182 mètres. Le premier puits est fermé en 1750 et le second en 1760.
À l'emplacement des deux puits ont été implantés les Ateliers centraux de la Compagnie d'Anzin (plus communément appelés « Le Chantier des Mines ») puis ceux du Groupe de Valenciennes des HBNPC lors de la nationalisation. Cet espace a progressivement laissé la place à des entreprises privées à partir de 1990. Les deux puits sont indiqués par des têtes de puits matérialisées.

### Fosse du Mitant (Anzin)
1736-1779
Une autre fosse du Mitant existait sur Valenciennes. Celle-ci est située à Anzin, et le puits est indiqué par une tête de puits non matérialisée.

### Fosse de la Patience
50° 22′ 18″ N, 3° 31′ 19″ E
1737-1793.

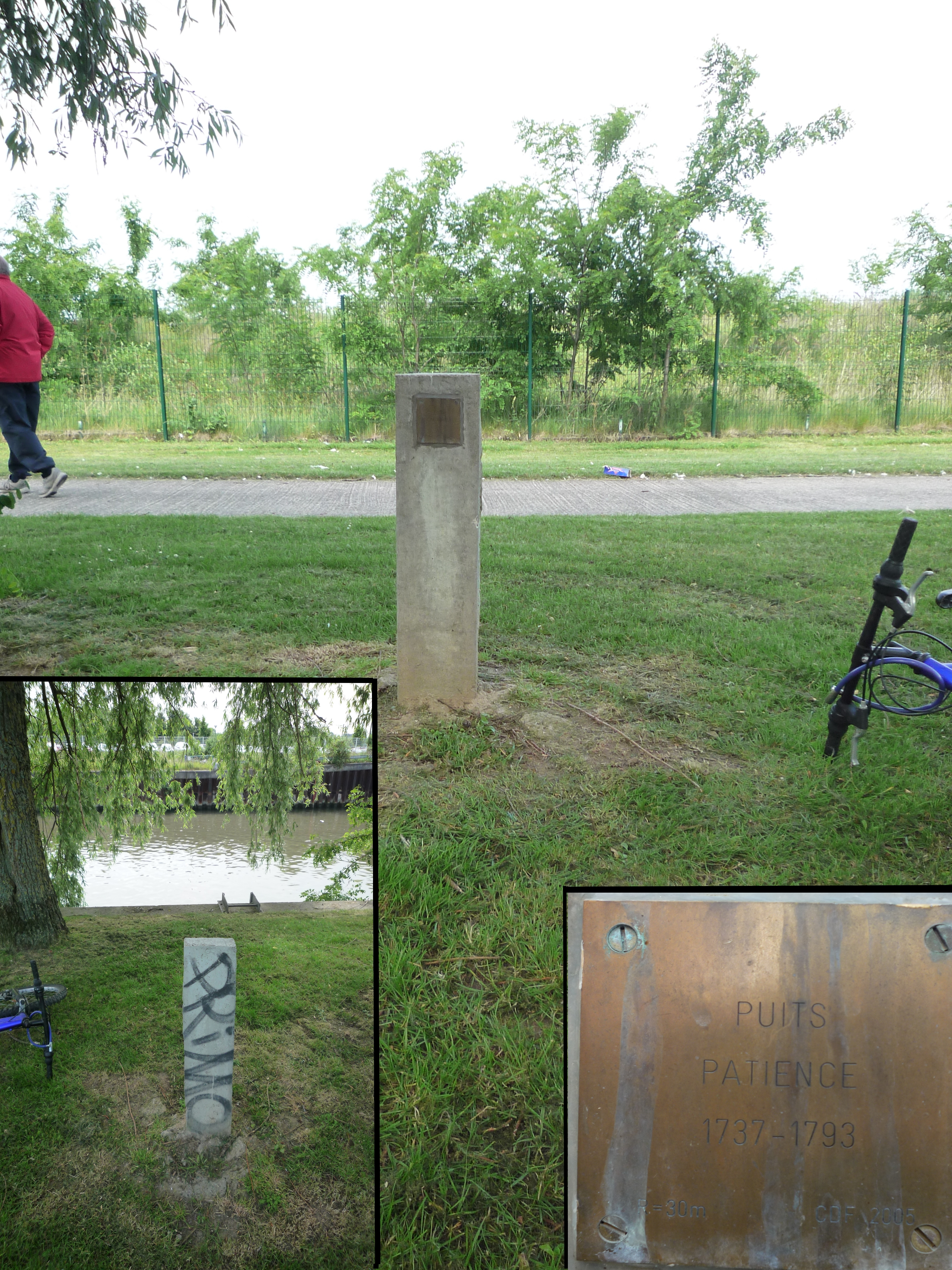
Tête de puits non matérialisée Patience.

Ce puits est situé le long du chemin de halage de l'Escaut près de l'ancienne friche industrielle Vallourec, à Anzin. Il est à moins de cinq mètres du canal de l'Escaut. La profondeur était de 150 mètres.

### Fosse de la Riviérette
Puits Riviérette no 1
50° 22′ 14″ N, 3° 31′ 07″ E
1737-1782
Puits Riviérette no 2
50° 22′ 14″ N, 3° 31′ 08″ E
1737-1788

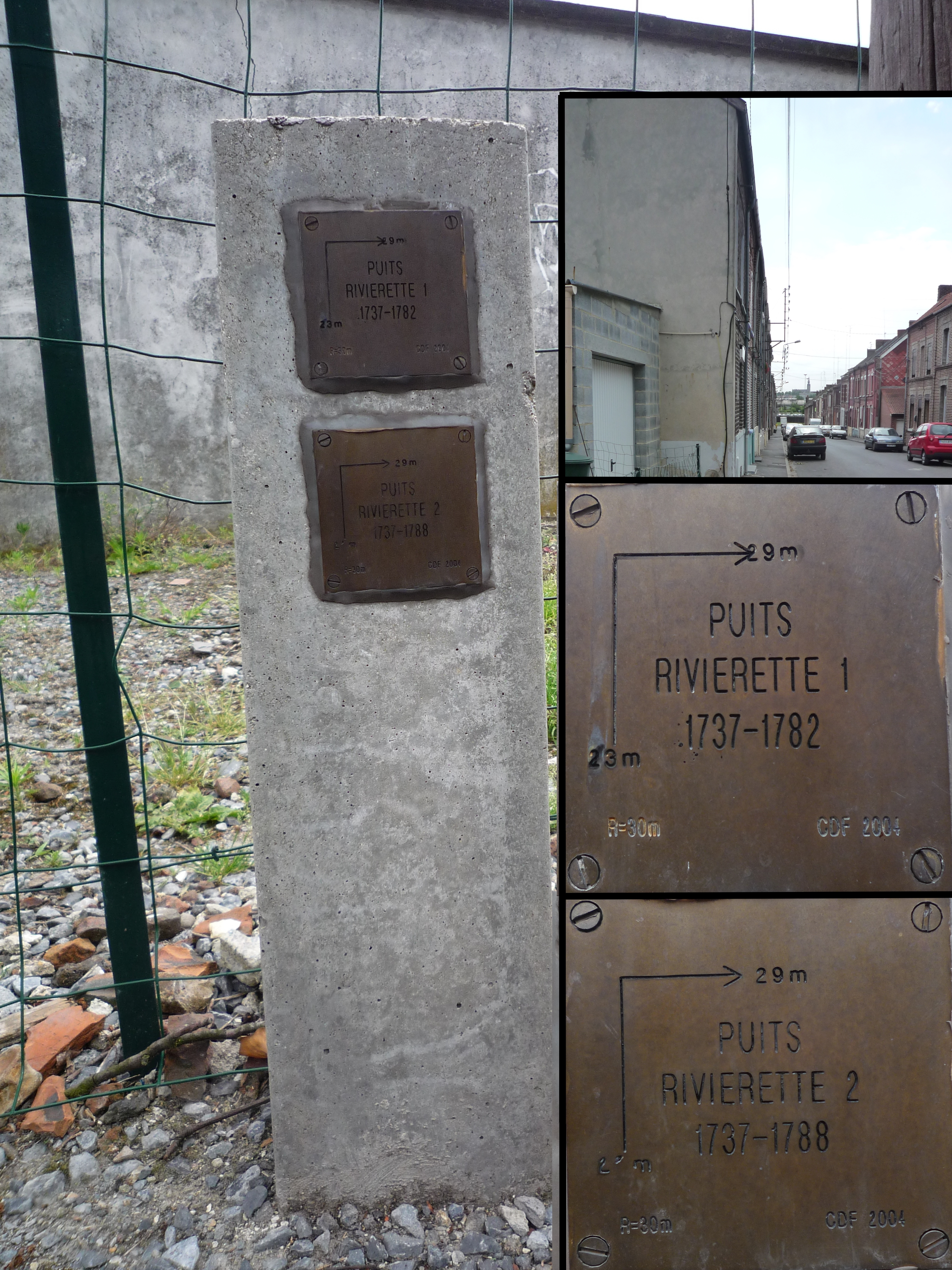
Tête de puits non matérialisée Riviérette nos 1 et 2.

Ces puits sont situés à Valenciennes dans la rue Duponchel. Cette rue dépendait autrefois d'Anzin, jusque 1834, date à laquelle le hameau de l'Écorchoir fut rattaché à Valenciennes. Une tête de puits non matérialisée est installée au croisement des rues Dupontel et Gambetta, près d'un poteau en bois. Les puits sont, d'après les inscriptions, situés dans les jardins de deux maisons.

### Fosse des Gardins
50° 22′ 08″ N, 3° 30′ 31″ E
1738-1764
Le puits est foncé en 1738 à Anzin, et abandonné en 1764. Une tête de puits non matérialisée indique le puits, elle devrait être située cour Daubresse, ou impasse Pouillé.

### Fosse Clausin

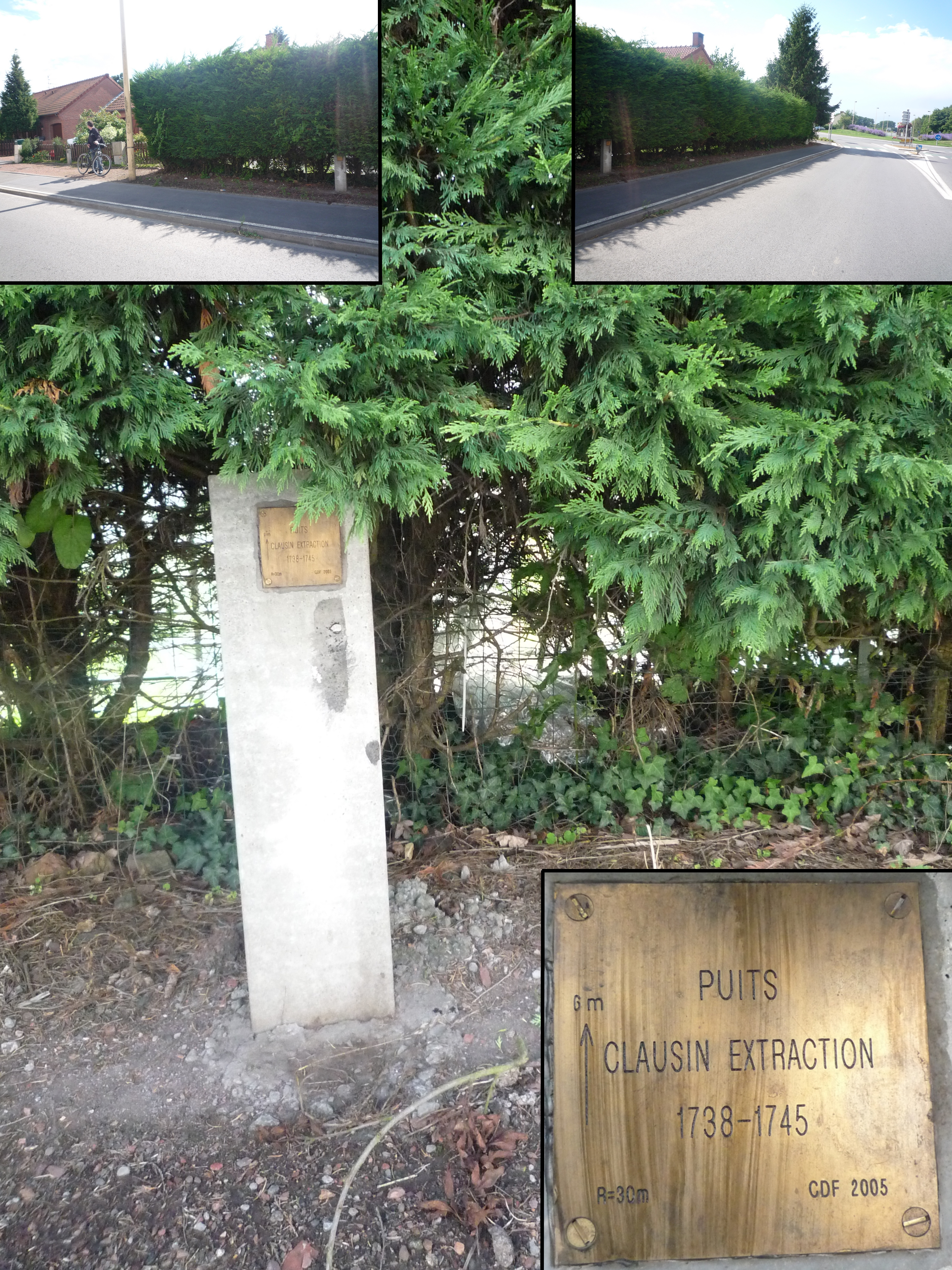
Tête de puits non matérialisée Clausin Extraction.

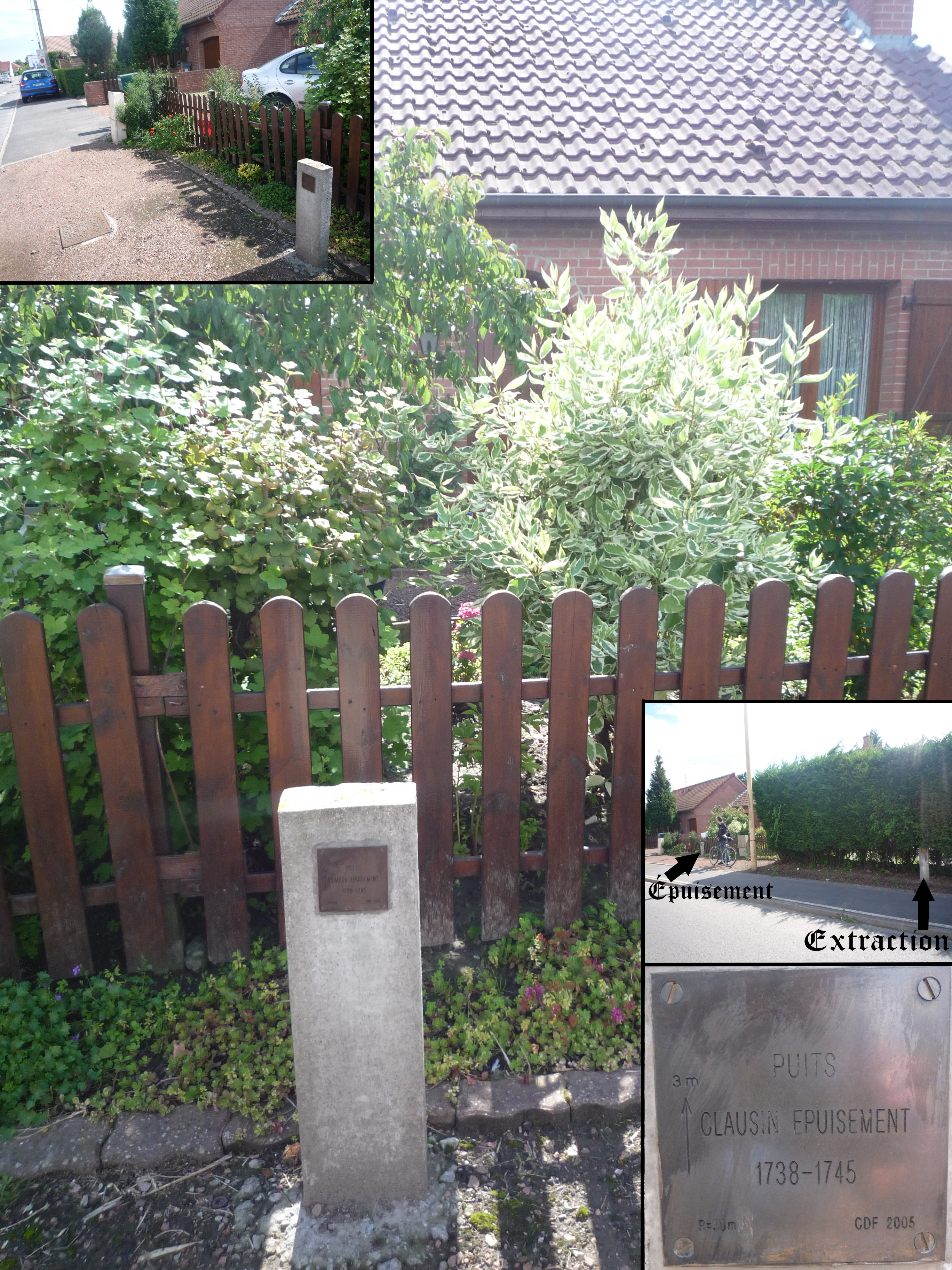
Tête de puits non matérialisée Clausin Épuisement.

Puits Clausin Extraction
50° 26′ 51″ N, 3° 33′ 23″ E
1738-1745
Puits Clausin Épuisement
50° 26′ 51″ N, 3° 33′ 23″ E
1738-1745
La fosse Clausin est ouverte la même année que la fosse Caulier 315 mètres au nord. Elle a été exploitée jusqu'à la profondeur de 103 mètres. Les puits sont indiqués par des têtes de puits non matérialisées sises rue Edgar-Loubry, non loin du rond-point, à Fresnes-sur-Escaut. Le puits d'extraction est situé six mètres derrière sa stèle, le puits d'épuisement trois mètres derrière. Les puits sont distants entre eux d'environ dix mètres.

### Fosse Durfin
Puits Durfin no 1
50° 26′ 47″ N, 3° 33′ 20″ E
1738-1752
Puits Durfin no 2
50° 26′ 47″ N, 3° 33′ 20″ E
1738-1752

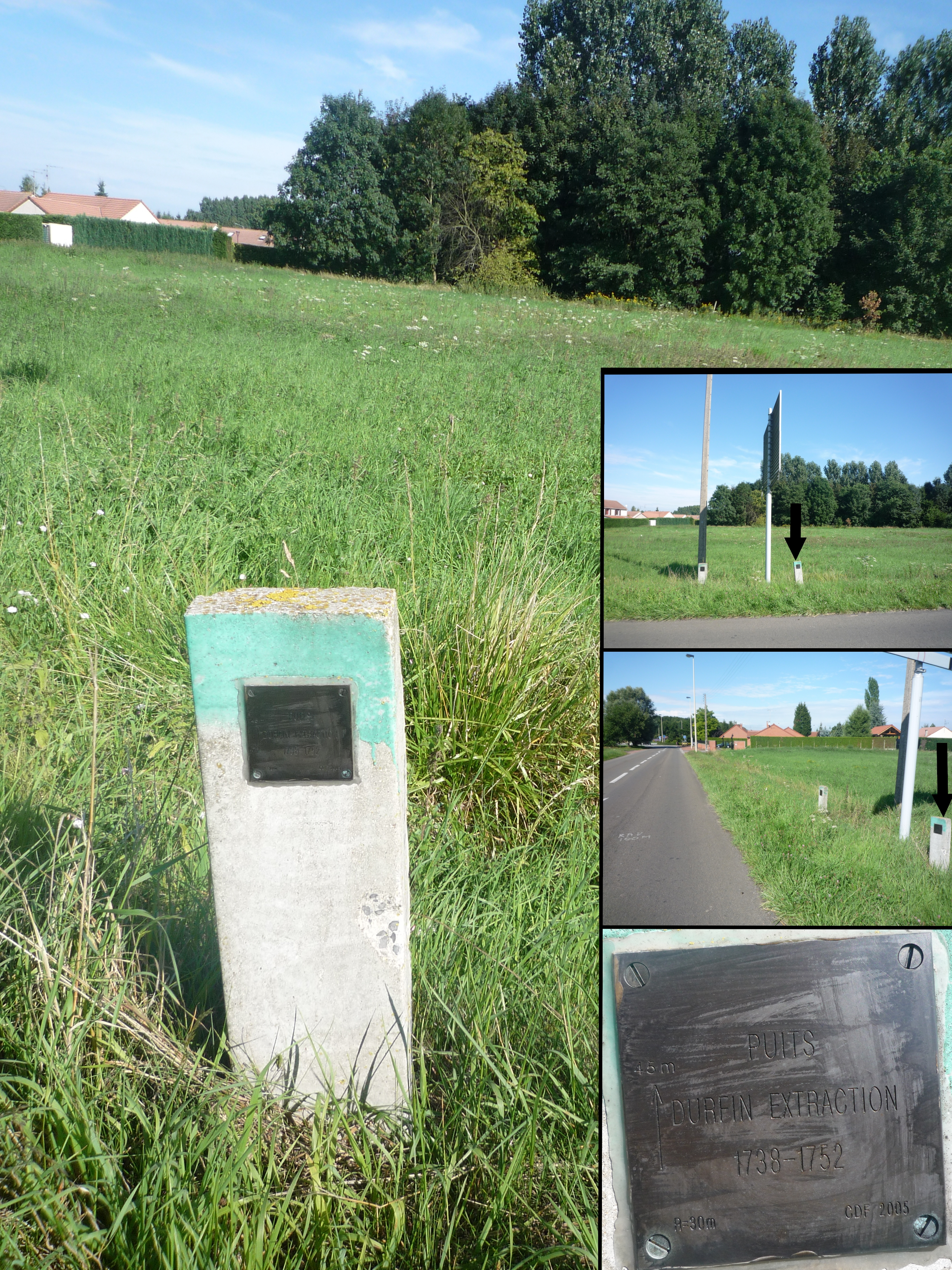
Tête de puits non matérialisée Durfin Extraction.

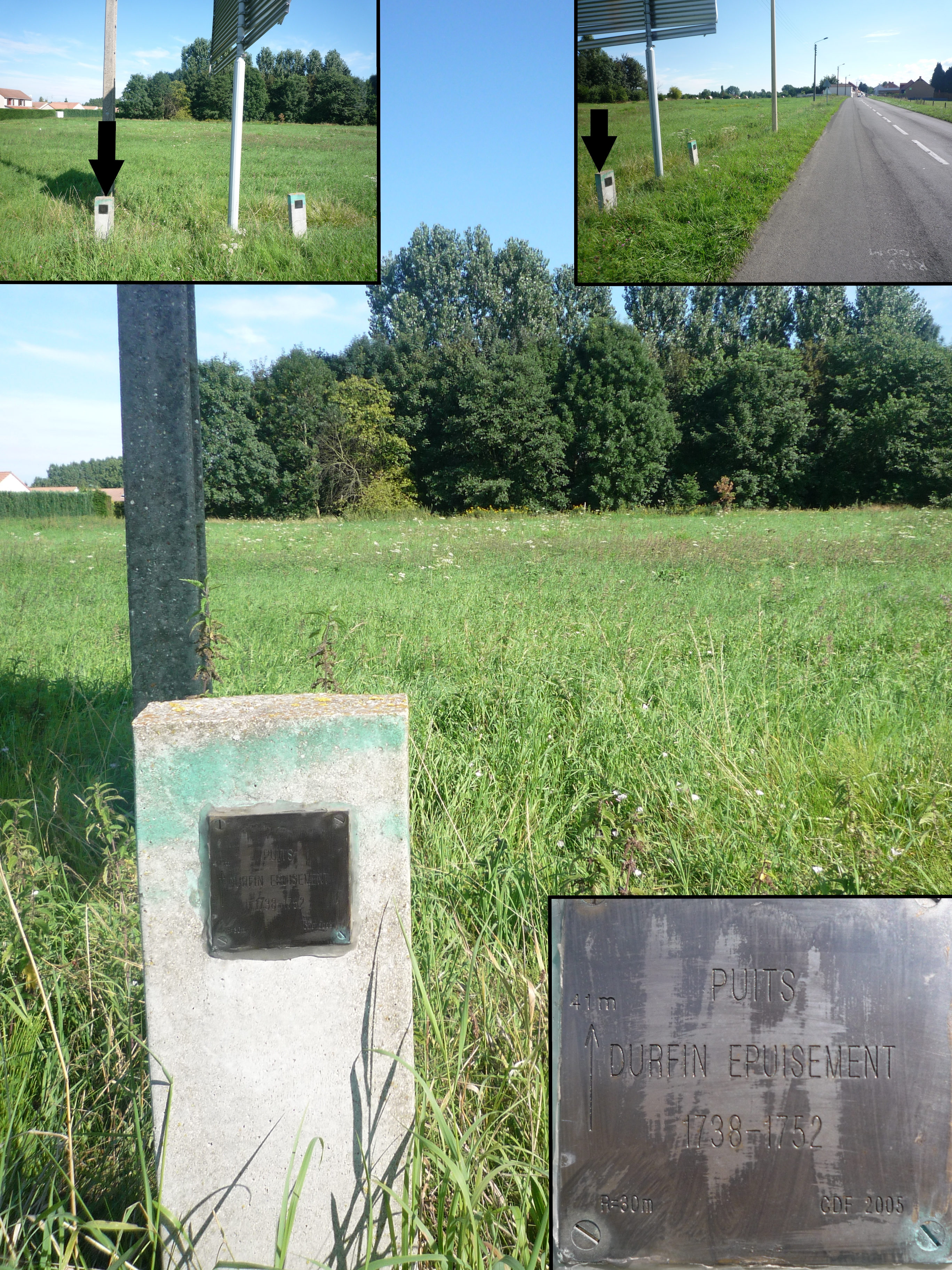
Tête de puits non matérialisée Durfin Épuisement.

En 1738 est ouverte la fosse Durfin, entre les fosses Caulier et Clausin, ouvertes la même année, à Fresnes-sur-Escaut. Le terrain houiller est atteint à trente mètres, un des deux puits est profond de soixante mètres, l'autre de 71 mètres. Les deux puits sont situés dans le fond d'une prairie. Les têtes de puits non matérialisées sont implantées en bordure de la rue Jacques-Renard. Le puits d'extraction, un peu plus au sud, est situé 45 mètres derrière sa stèle, le puits d'épuisement 41 mètres derrière.

### Fosse de la Barrière
50° 21′ 57″ N, 3° 30′ 39″ E
1740-1807
La fosse de la Barrière, également dénommée La Croix, à ne pas confondre avec les deux avaleresses creusées dix ans plus tôt un peu plus au nord, est commencée en 1840. Le terrain houiller est atteint à la profondeur de 59 mètres. La fosse est implantée à l'endroit appelé « La Croix d'Anzin », à Anzin. Elle est fermée en 1807. Le puits est indiqué par une tête de puits non matérialisée, et est situé dans le pâté de maisons formé par les rues Barbe-Parent, Saudeur, Fernig, et le boulevard Dampierre.

### Fosse Saint-Nicolas

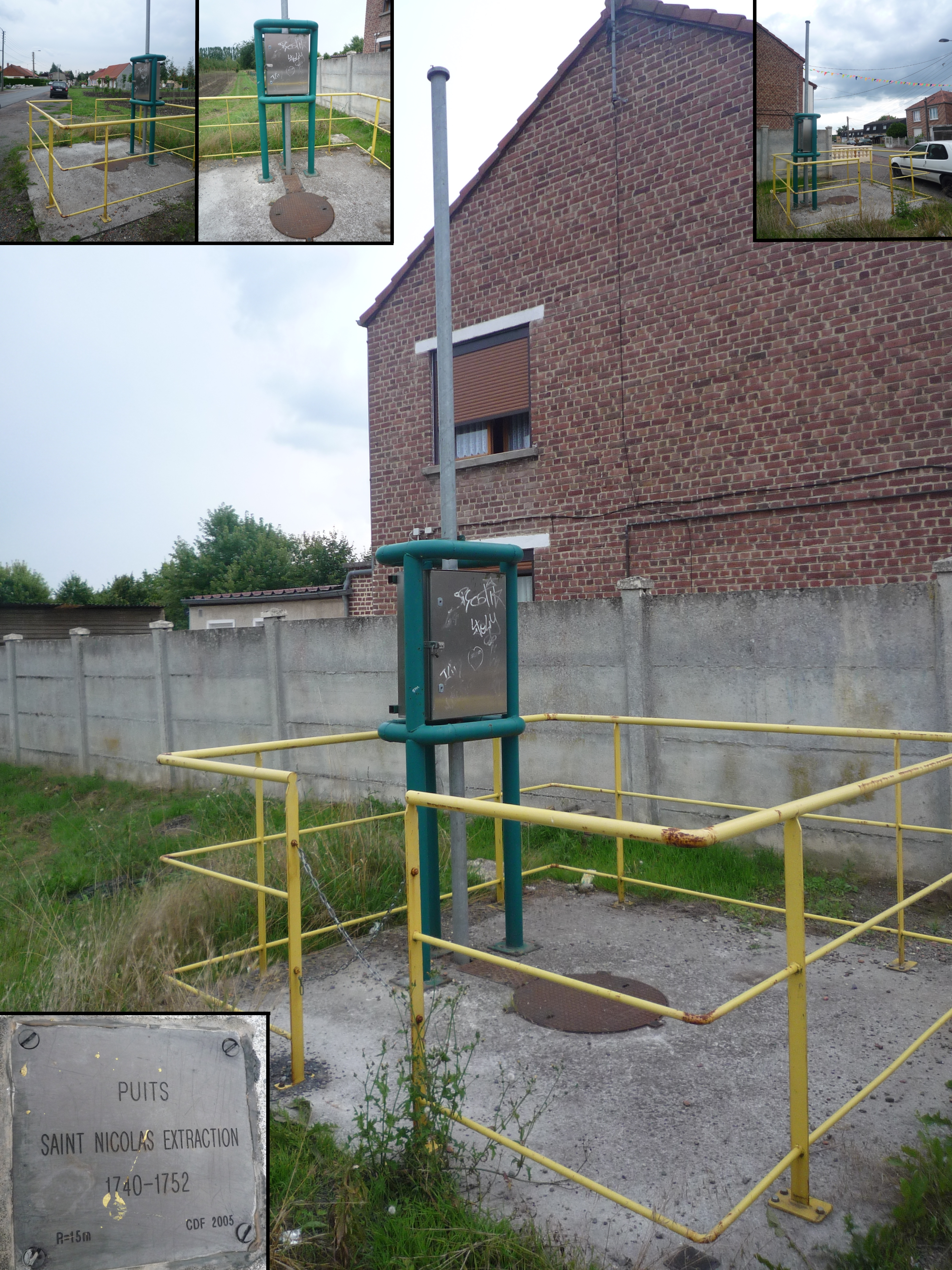
Tête de puits matérialisée Saint Nicolas Extraction.

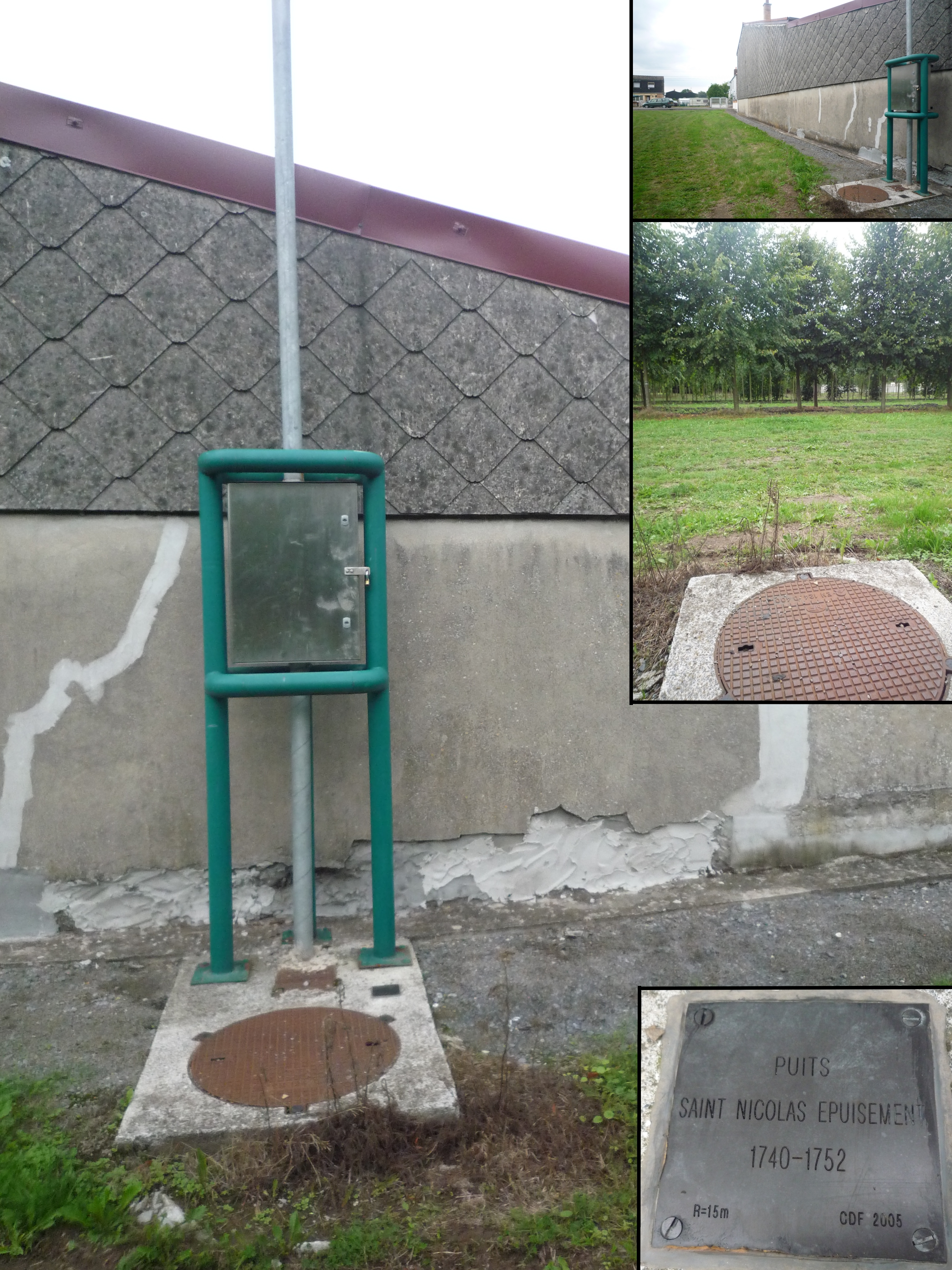
Tête de puits matérialisée Saint Nicolas Épuisement.

Puits Saint-Nicolas Extraction
50° 26′ 24″ N, 3° 33′ 56″ E
1740-1752
Puits Saint-Nicolas Épuisement
50° 26′ 24″ N, 3° 33′ 55″ E
1740-1752
Le fonçage de la fosse Saint-Nicolas est entrepris en 1740, deux puits sont creusés, espacés d'environ vingt mètres. Le puits d'extraction, situé le plus au nord, est profond de 71 mètres. Le terrain houiller est atteint à la profondeur de 37 mètres. Les têtes de puits matérialisées possèdent toutes deux un exutoire de grisou, aussi appelé « évent ». La tête du puits d'extraction est visible à gauche du no 179 de la rue des Cordiers, sur le bas-côté. La tête du puits d'épuisement est visible sur la droite du no 187 de la même rue, la maison voisine, en longeant le pignon sur une vingtaine de mètres.

### Fosse Hurbin
Puits Hubin ou Hurbin, officiellement dénommée Fosse du Rond point
50° 28′ 21″ N, 3° 35′ 51″ E
1741-1743
Ouverte en 1741 et fermée en 1743. La profondeur atteinte est de 30 mètres. Elle figure sur un plan du 15 septembre 1868. C'est le premier puits ouvert par Paul Castiau.

### Fosse Gaspard
50° 27′ 16″ N, 3° 34′ 45″ E
1743-1746
Creusé avec succès jusqu'à 80 mètres environ, ce puits rencontre une veine de charbon de 70 centimètres d'épaisseur et deux autres veines de 40 et 60 centimètres qui furent exploitées. La date de fermeture n'est pas connue avec certitude mais se situe probablement en 1746.

### Avaleresses Élisabeth Dahié

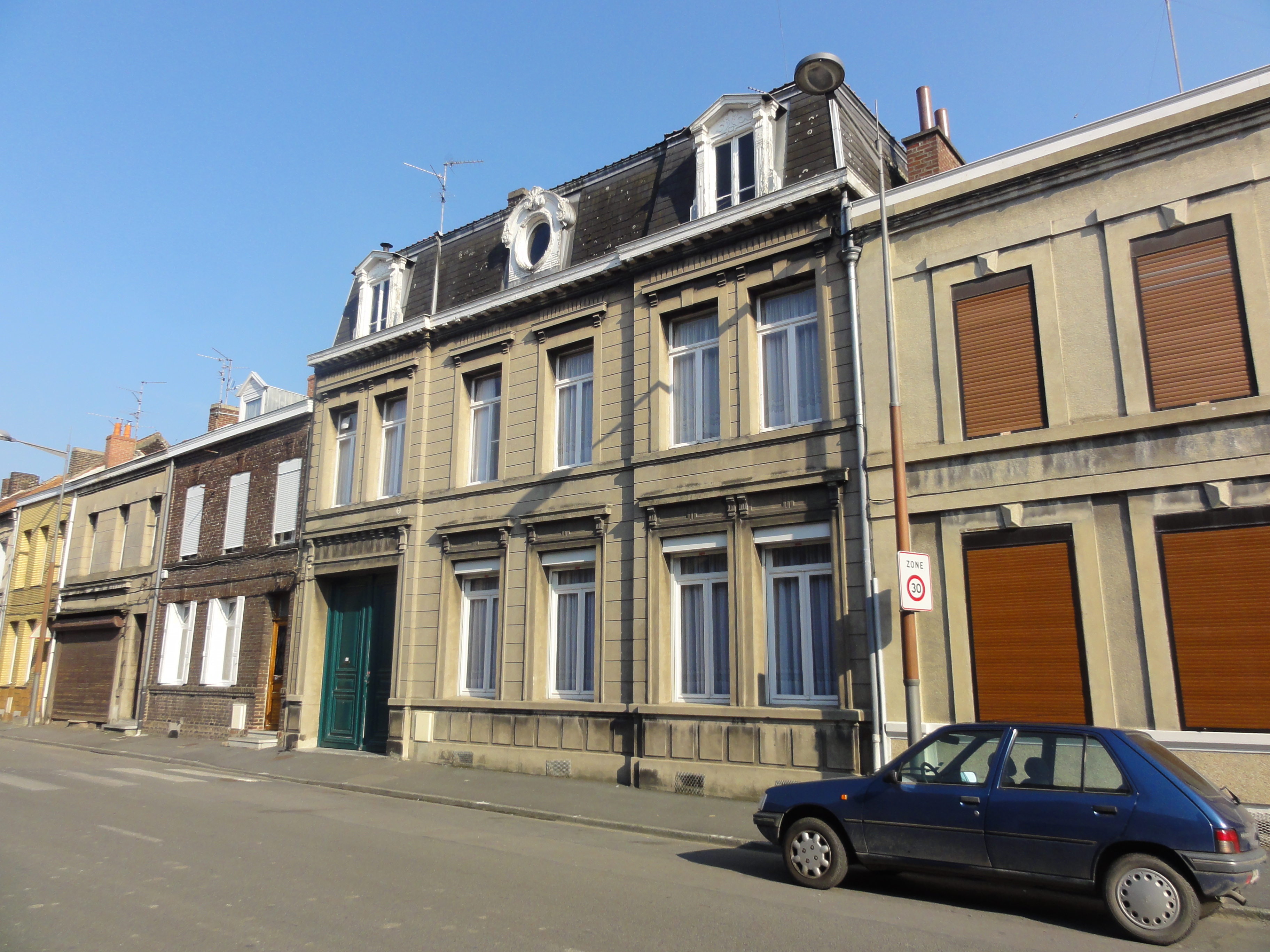
Le carreau des avaleresses Élisabeth Dahié en 2012.

Avaleresse Élisabeth Dahié levant
50° 25′ 53″ N, 3° 34′ 30″ E
1744-1748
Avaleresse Élisabeth Dahié couchant
50° 25′ 52″ N, 3° 34′ 29″ E
1744-1748
Les avaleresses Élisabeth Dahié sont entreprises à l'ouest du centre-ville de Fresnes-sur-Escaut en 1744 et sont abandonnées, à cause des venues d'eau liées à la présence proche du vieil Escaut, à la profondeur de 64 ou 65 mètres en 1748,.

### Avaleresse Rougette
50° 26′ 52″ N, 3° 33′ 46″ E
1746-1746

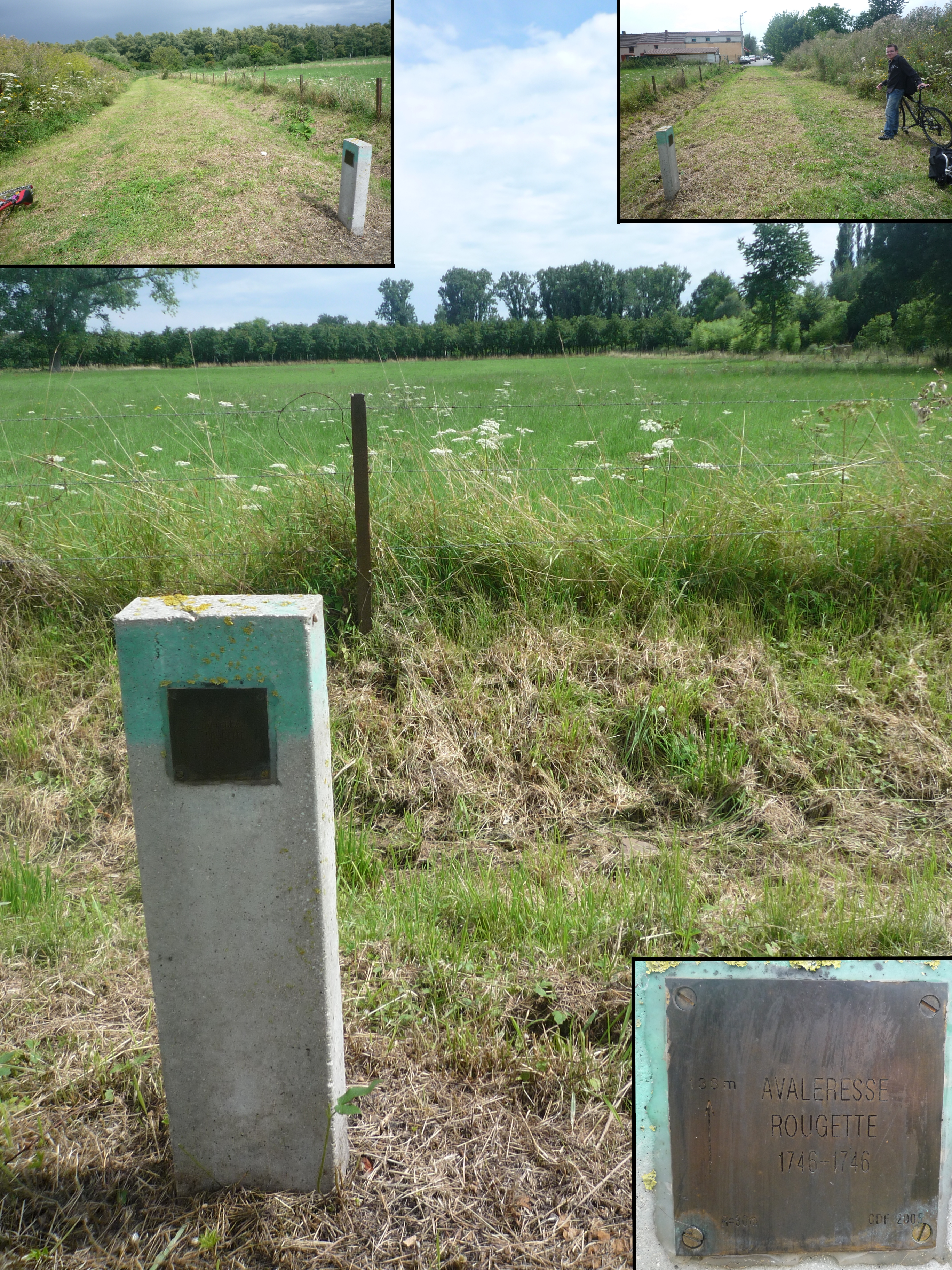
Tête de puits non matérialisée Avaleresse Rougette.

La création d'une nouvelle fosse dénommée Rougette est entreprise en 1746 à Fresnes-sur-Escaut à 470 mètres environ à l'est de la fosse Clausin, fermée l'année précédente. Pour des raisons inconnues, elle est abandonnée à six toises soit onze mètres de profondeur, et devient donc une avaleresse. Une tête de puits non matérialisée sise vers le fond de la rue Jules-Beaulieux, en bordure de chemin, indique que l'avaleresse est située 133 mètres derrière, dans une pâture.

### Fosse Sainte-Anne

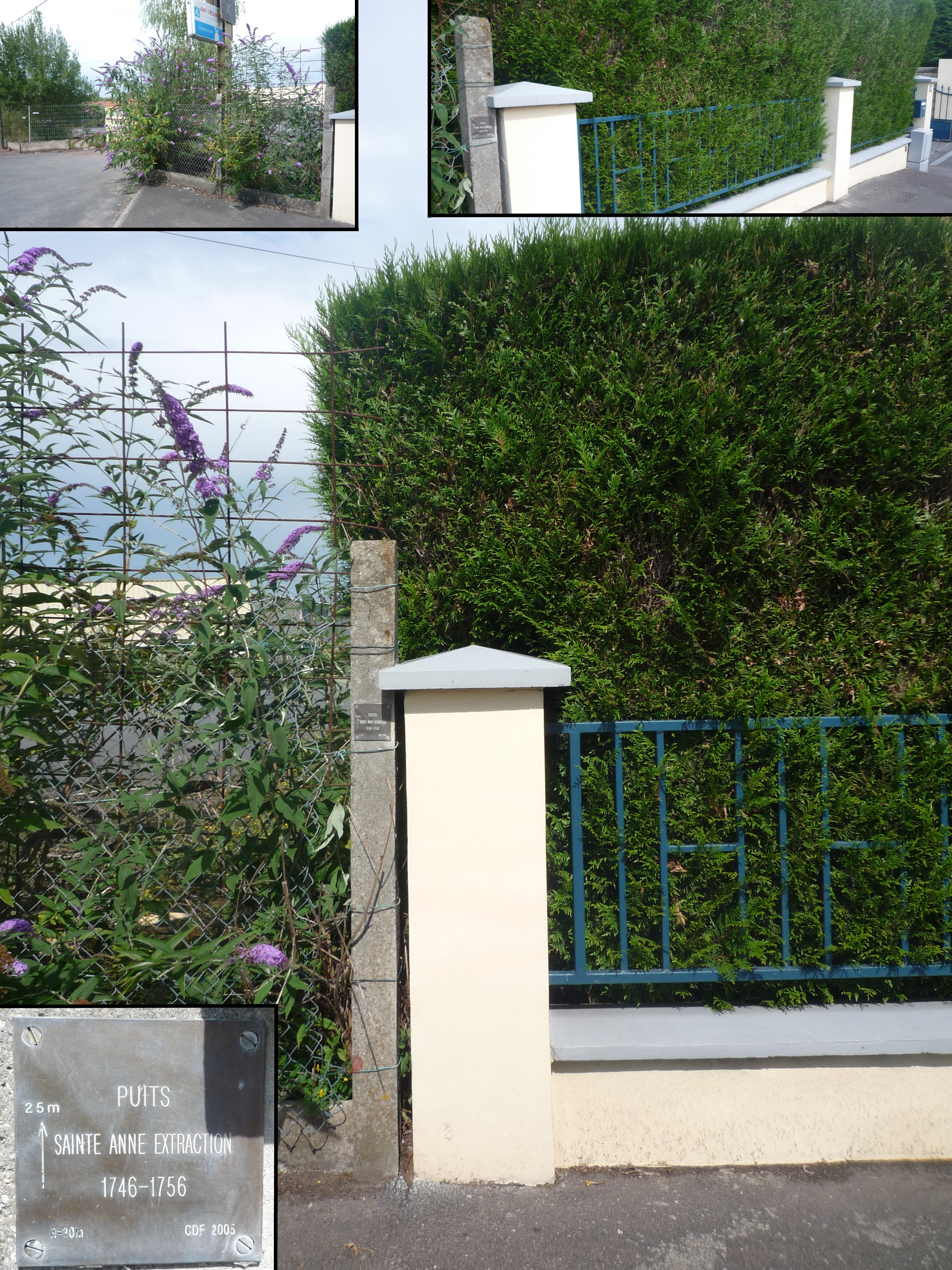
Tête de puits non matérialisée Sainte Anne Extraction.

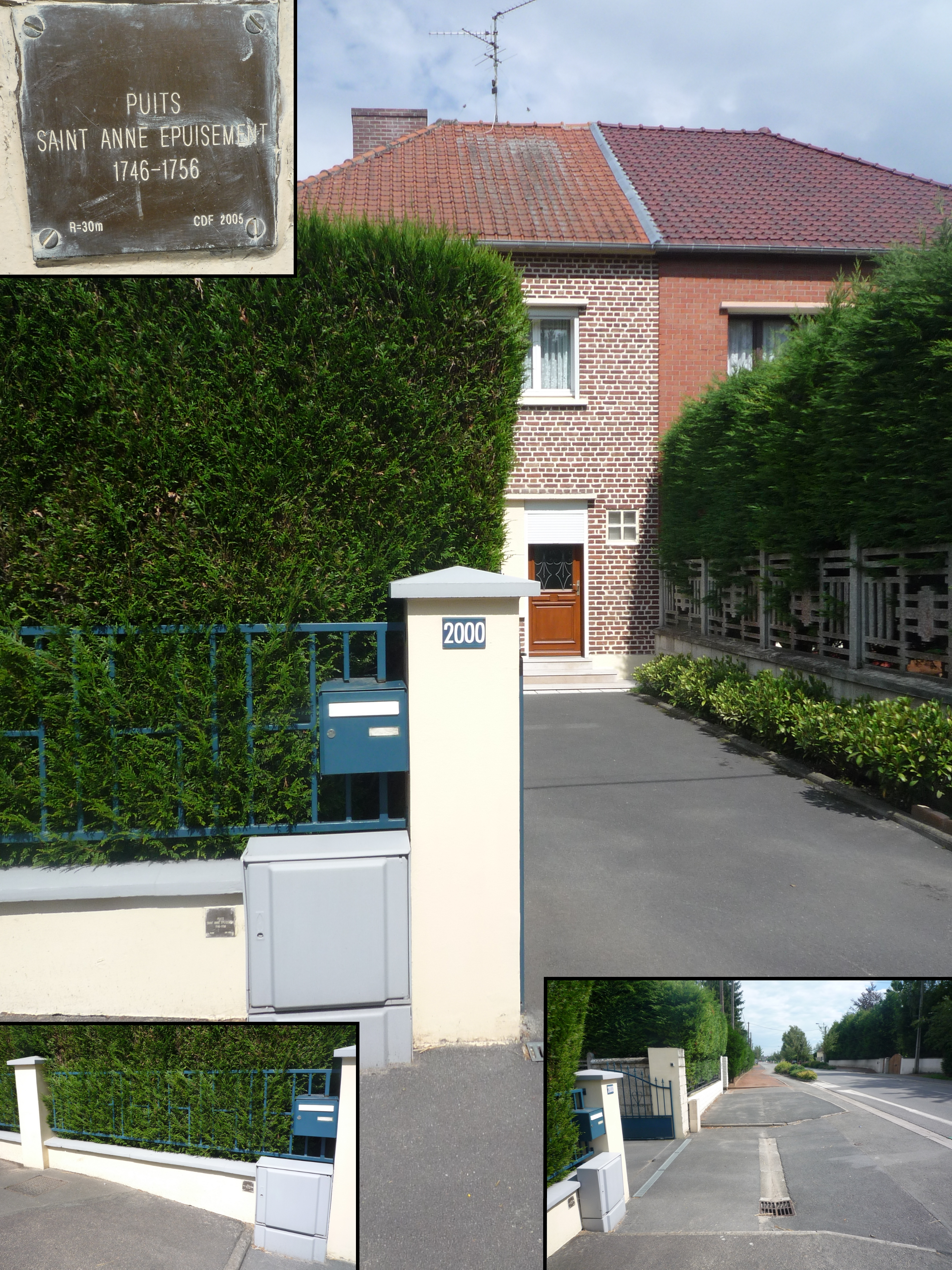
Tête de puits non matérialisée Sainte Anne Épuisment.

Puits Sainte-Anne Extraction
50° 26′ 47″ N, 3° 33′ 36″ E
1746-1756
Puits Sainte-Anne Épuisement
50° 26′ 47″ N, 3° 33′ 35″ E
1746-1756
À la suite de l'échec de l'avaleresse Rougette, et pour remplacer les puits de la fosse Clausin, fermés en 1745, une nouvelle fosse dénommée Sainte-Anne est foncée en 1746 à Fresnes-sur-Escaut, 250 mètres au sud-ouest de l'avaleresse Rougette, et à 275 mètres à l'est - sud-est du puits d'extraction de la fosse Clausin. La profondeur est de quarante toises soit 72 mètres. Le terrain houiller est atteint à la profondeur de 38 mètres. Les puits sont abandonnés en 1756.
Des têtes de puits non matérialisées les indiquent, elles sont installées sur la clôture du no 2000 de la rue Edgar-Loubry. La plaque du puits Sainte Anne Extraction l'indique vingt-cinq mètres derrière, le long de la clôture entre la maison et la friche. Elle est installée sur le haut d'un pilier de grillage en béton. La plaque du puits d'épuisement est situé quelques mètres à droite, juste à gauche du compteur à gaz de la maison, près de la boîte aux lettres. Le puits serait donc juste en dessous.

### Fosse Huvelle
Puits Huvelle Extraction
50° 27′ 21″ N, 3° 34′ 24″ E
1746 - 1750
Puits Huvelle Épuisement
50° 27′ 21″ N, 3° 34′ 24″ E
1746 - 1750
Cette fosse porte le nom du mayeur de l'époque. Les deux puits de cette fosse, ouverte en 1747, furent creusés jusque 40 toises (environ 78 mètres) de profondeur. À ce niveau, on fit une galerie au nord qui recoupa une veine de 10 paumes presque plate, bien régulière au levant et au couchant, puis une autre de six paumes, endroit qui n'a jamais été réglée. Ces deux veines furent exploitées jusqu'en 1756, date à laquelle il fallut abandonner cette fosse par suite d'une venue d'eau qu'on n'a pu, là encore, maîtriser. Le passage de la zone calcaire ou sablonneuse dans laquelle les nappes d'eau sont concentrées est toujours scabreux. De nombreux puits ont été submergés malgré l'intervention de nombreuses batteries de pompes à bras, seul moyen disponible à cette époque.

### Fosse du Milieu
Puits Moitié ou Du Mitant ou Du Milieu
50° 27′ 17″ N, 3° 34′ 35″ E
1747-1750
Cette appellation vient du fait que ce puits fut placé "au centre de gravité du panneau à déhouiller".
Ouverte en 1746. Ce puits fit à 78 mètres de profondeur, deux galeries qui recoupèrent deux belles veines de charbon maigre (anthracite) de dix paumes d'épaisseur (un mètre environ), et l'autre de quatorze paumes, dénommée la veine « de l'Escaille » (1,40 mètre environ). Ces deux belles veines furent exploitées au levant et au couchant, mais en remontant jusqu'au "tourtia", l'exploitation provoqua une venue importante d'eau dont les moyens de cette époque ne purent venir à bout. Le chantier fut noyé et la fosse abandonnée en 1748. Le puits était profond de 70 mètres.

### Fosse Balive
50° 27′ 26″ N, 3° 34′ 26″ E
1749-1751

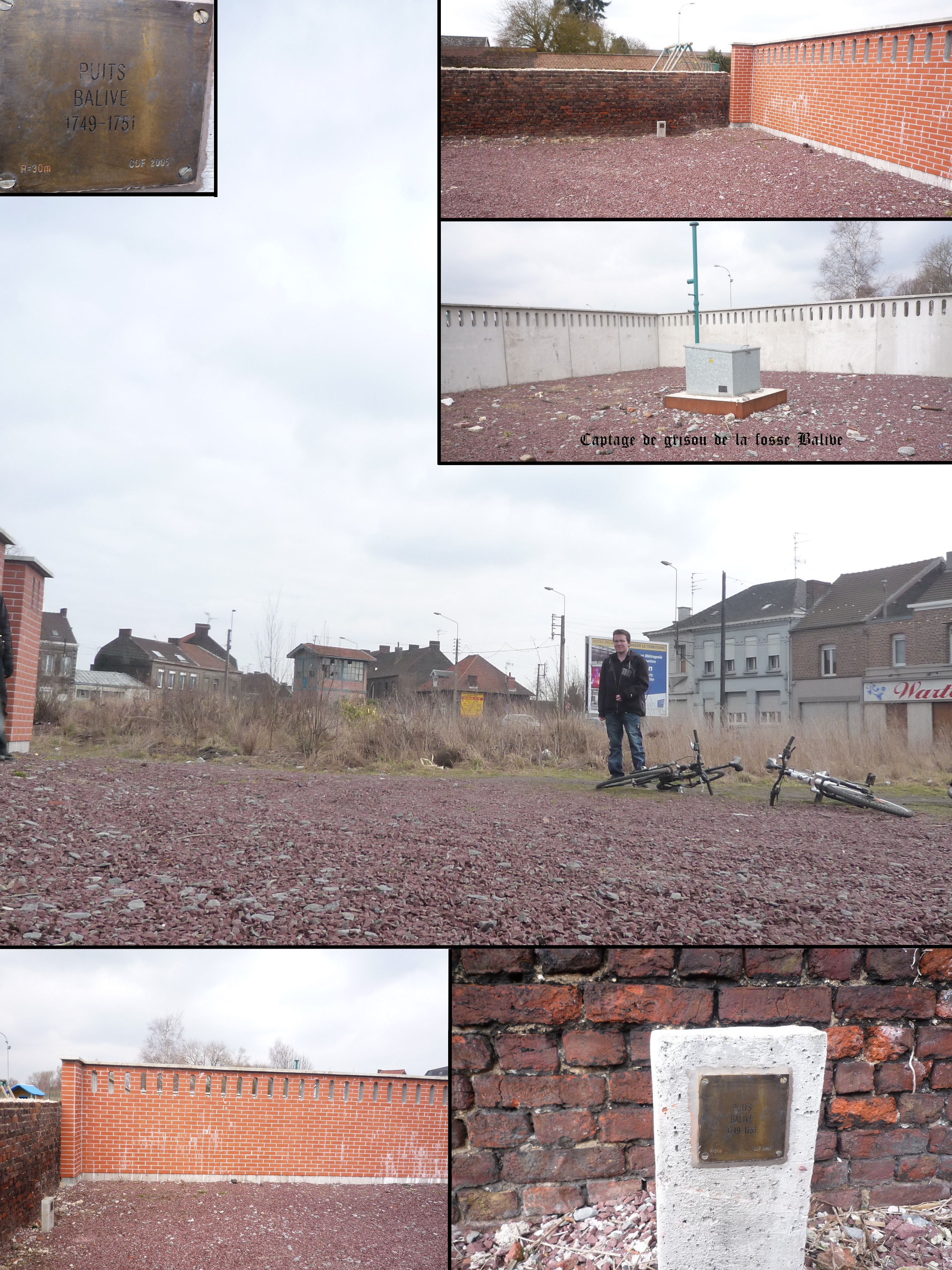
Le puits Balive et son captage de grisou en mars 2010.

Ouverte en 1749, elle fut abandonnée dans le houiller à 52 mètres de profondeur. Ce puits ne fut comblé qu'après l'ouverture de la fosse des Trois-Arbres et que le niveau de ce puits ait atteint 102 mètres de profondeur. Cette fosse, située près de la fosse Huvelle, qui exploitait en 1749 à 78 mètres, ne fut pas abandonnée sans raison. Le même mystère s'observe quant à l'explication de sa fermeture.

### Fosse des Trois Arbres

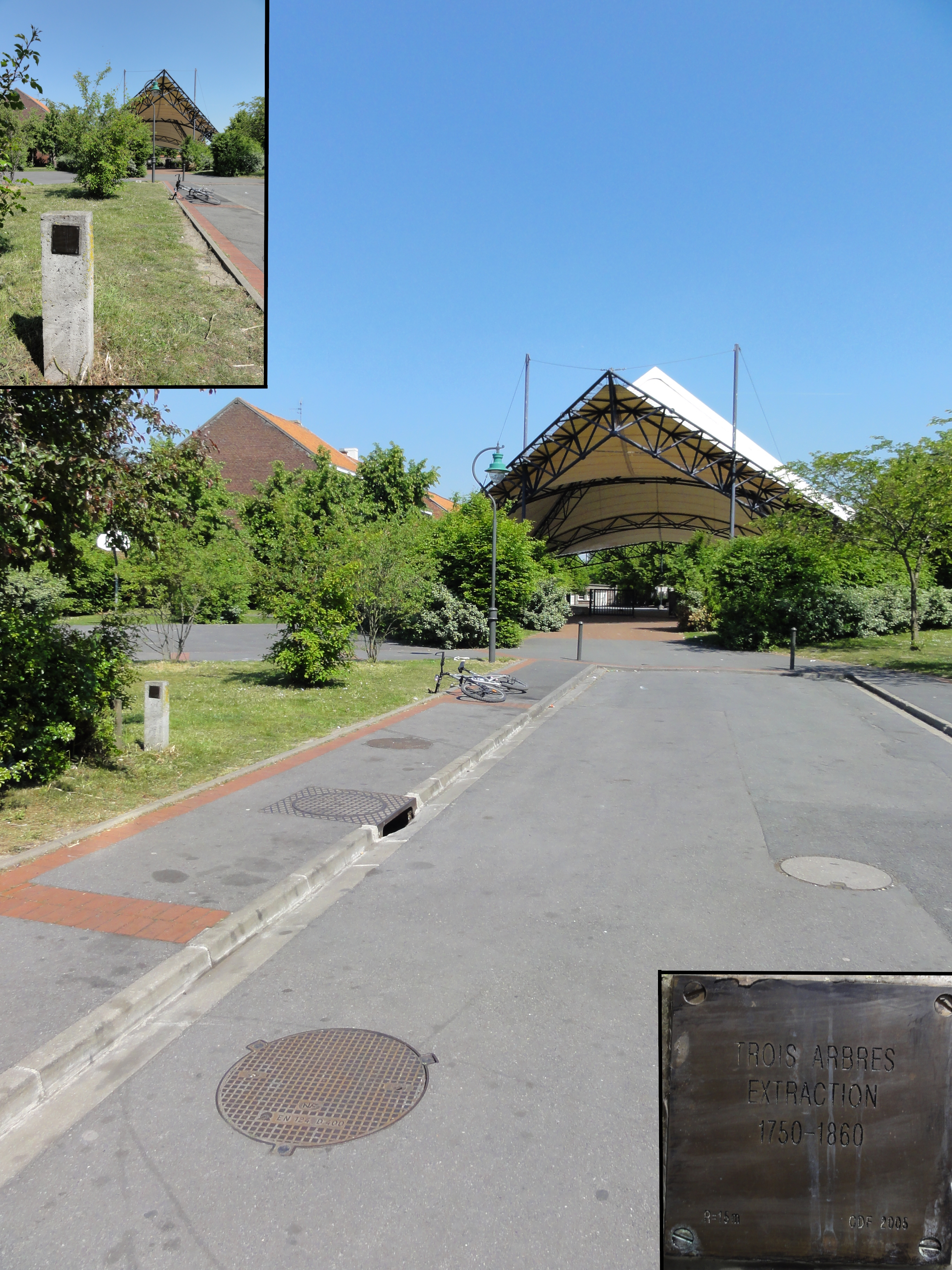
Tête de puits matérialisée Trois Arbres Extraction.

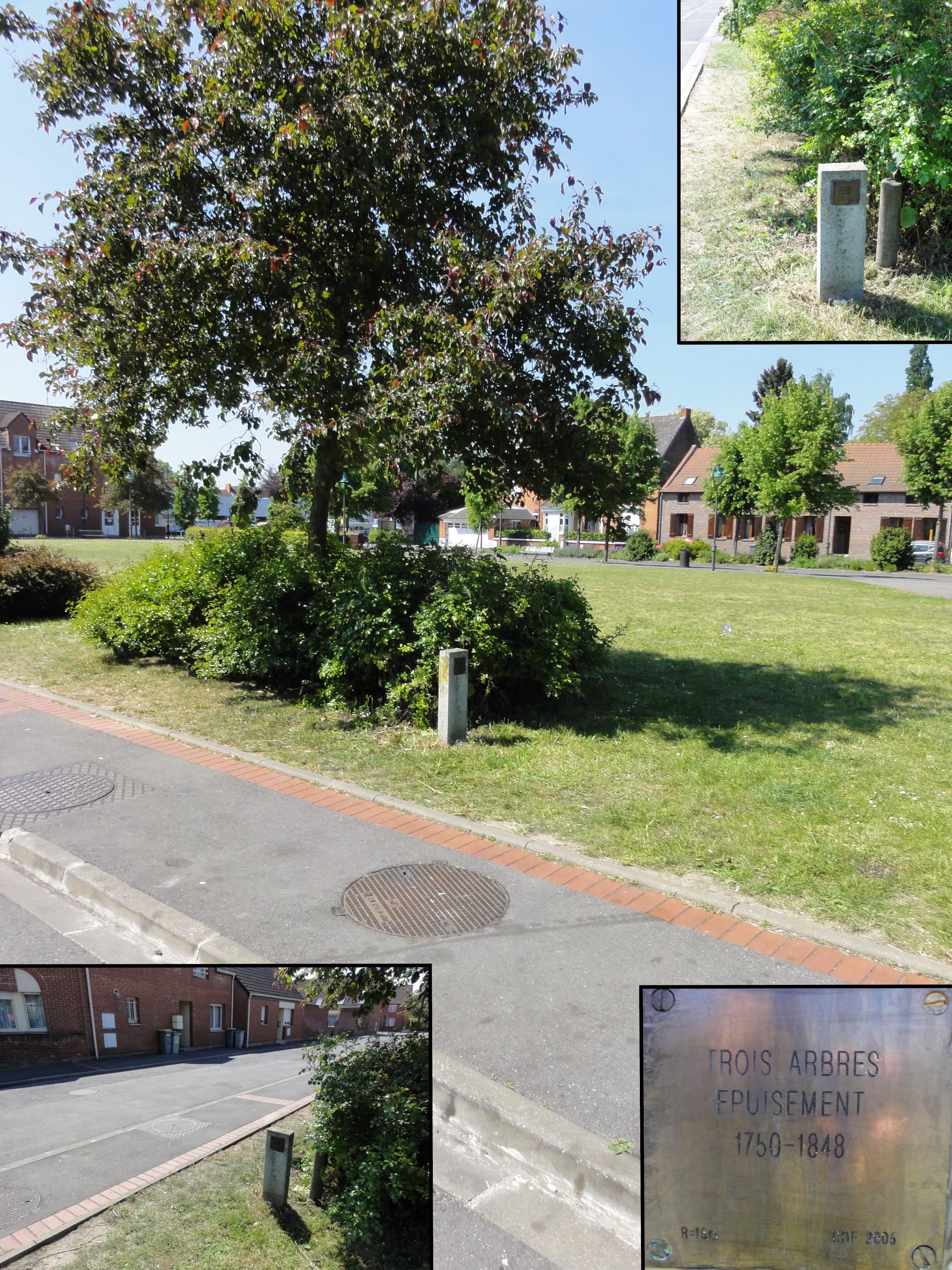
Tête de puits matérialisée Trois Arbres Épuisement.

Puits des Trois Arbres Extraction
50° 27′ 40″ N, 3° 34′ 08″ E
1750-1860
Puits des Trois Arbres Épuisement
50° 27′ 41″ N, 3° 34′ 08″ E
1750-1848
Le puits d'extraction est creusé à Vieux-Condé jusqu'à 247 mètres de profondeur, le puits d'épuisement jusqu'à 254 mètres. La fosse exploite les veines Neuf Paumes, A. Filons et Élisabeth. Le puits d'épuisement est abandonné en 1848, le puits d'extraction l'est en 1860.
La fosse est désormais située au sud de l'école Marcel-Caby, dans la cité des Trois Arbres. La tête de puits matérialisée du puits d'extraction est situé sur la route, celle du puits d'épuisement sur le trottoir. La stèle est quant à elle implantée en bordure de trottoir dans l'espace vert, et comporte les plaques indiquant le nom des puits et leurs dates sur ses deux face, ce qui est unique dans le bassin minier.

### Fosse Capote
50° 27′ 29″ N, 3° 31′ 36″ E
1750-1780
Le puits fut creusé en 1750 et fermé en 1776. Il fut creusé par la Compagnie de Mortagnes.

### Fosse Macho
50° 27′ 48″ N, 3° 31′ 03″ E
1751-1793
Le puits fut creusé en 1751, par la Compagnie de Mortagnes sur la Concession d'Odomez.

### Fosse du Gros Caillou
50° 27′ 40″ N, 3° 33′ 47″ E
1752-1787
Il porte le nom du lieu-dit, qui lui-même provient de l'emplacement d'une ancienne borne délimitant les terres relevant de l'abbaye de Saint-Amand et du comté du Hainaut.
La fosse ne possédait qu'un seul puits foncé jusqu'à 190 mètres environ. Elle exploita six belles veines de bonnes dimensions : Neuf Paumes, Escaille, Huit Paumes, Douze Paumes, A.Filons et Cinq Paumes.
Après 35 années d'exploitation, elle fut délaissée au profit de la fosse Saint-Roch. Quatre ans après sa mise en service, un terrible accident se produisit à la fosse du Gros Caillou qui fit onze morts sur les 31 ouvriers occupés dans le chantier, cet accident a vraisemblablement été causé par un coup de grisou ou de poussières.

### Fosse Saint-Mathias
Puits Saint Mathias Extraction
50° 26′ 39″ N, 3° 33′ 48″ E
1752-1759, profondeur de 93 mètres.
Puits Saint Mathias Épuisement
50° 26′ 39″ N, 3° 33′ 49″ E
1752-1759

### Fosse du Bois (Valenciennes)
50° 21′ 59″ N, 3° 29′ 26″ E
1752-1792
Le puits ouvert en 1752 est profond de 110 mètres.

### Fosse de la Machine à feu d'en haut

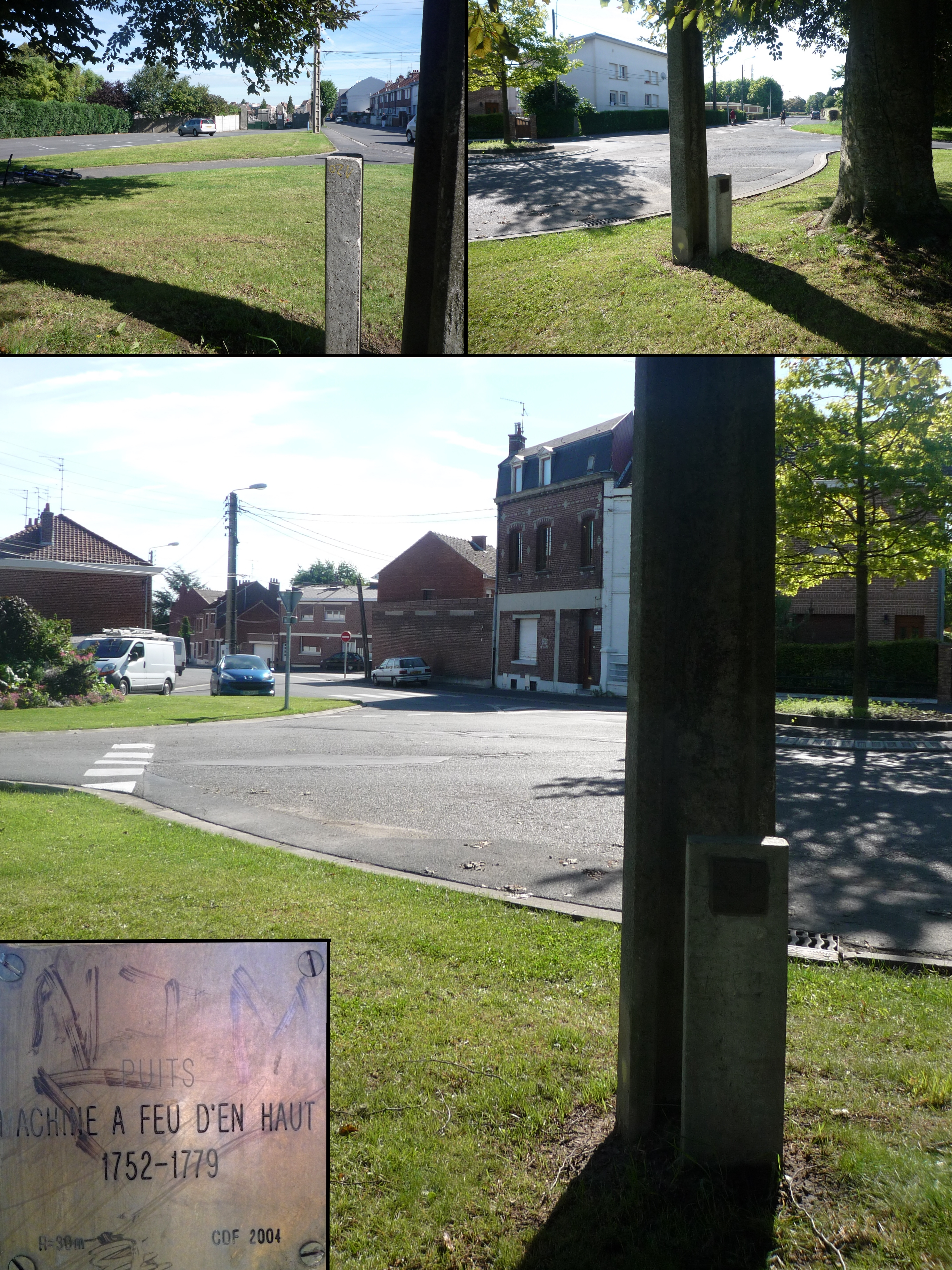
Le puits Machine à feu d'en haut en 2010.

50° 21′ 51″ N, 3° 30′ 08″ E
1752-1779

### Avaleresses de l'Écarlate
50° 28′ 24″ N, 3° 34′ 08″ E
1753-1753

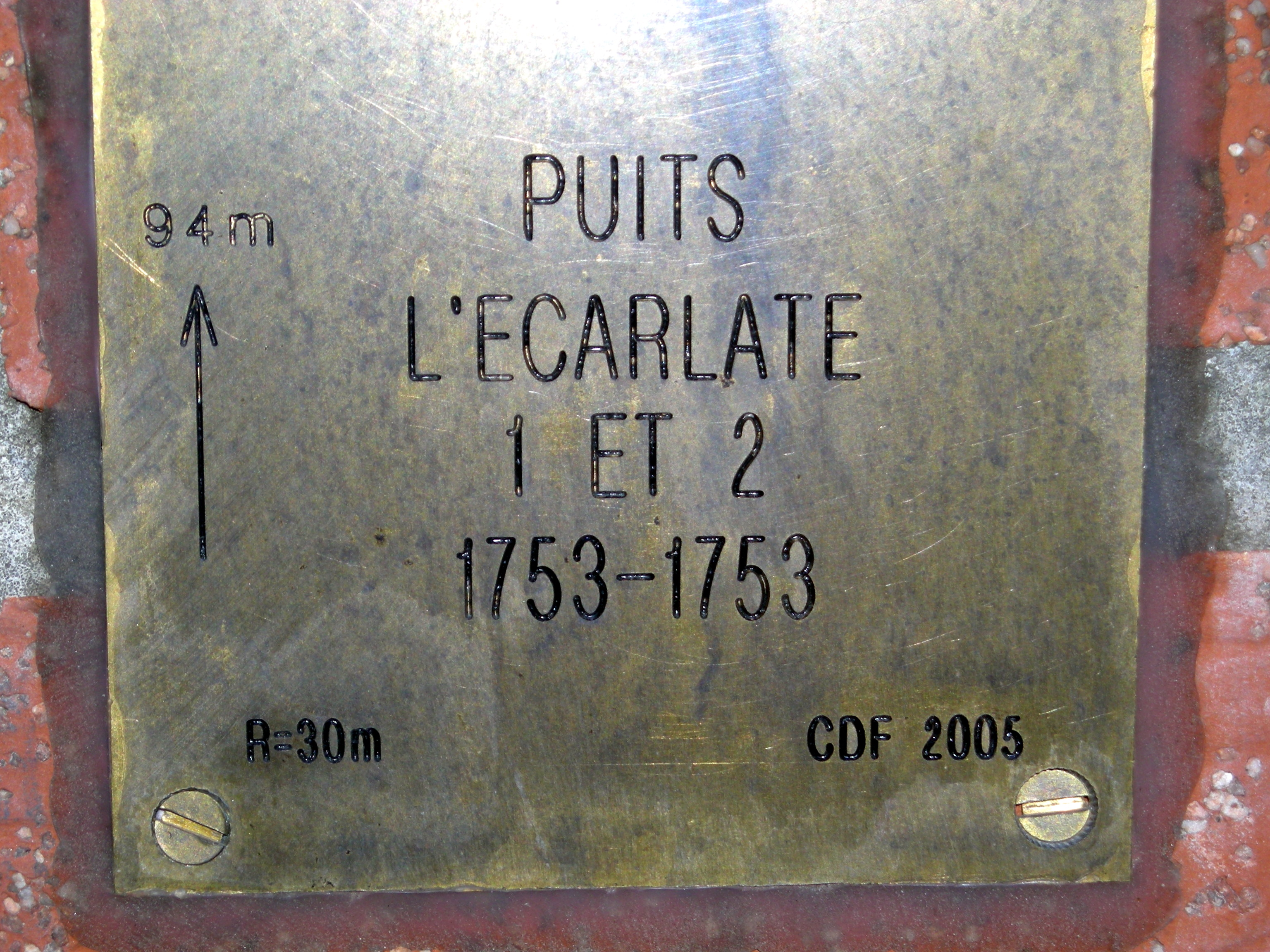
Sépulture du puits L'Écarlate à Vieux-Condé.

Du nom du lieu où cette avaleresse fut tentée, la fosse de l'Écarlate fut un échec. Situé trop au nord, cet essai d'extension du champ d'exploitation fut rapidement abandonné à dix toises seulement de profondeur à cause de la trop grande abondance des eaux dans le prolongement de l'importante nappe aquifère de « La Solitude ». Ouvert en 1753, ce puits était situé à 679 toises de la fosse Saint-Thomas.

### Fosse de la Pâture
Puits de la Pâture no 1
50° 26′ 08″ N, 3° 33′ 42″ E
1753-1780
Puits de la Pâture no 2
50° 26′ 07″ N, 3° 33′ 44″ E
1753-1825
Profondeur 80 mètres.

### Fosse Saint-Lambert
Puits Saint-Lambert Épuisement
50° 26′ 35″ N, 3° 34′ 02″ E
1754-1762
Puits Saint-Lambert Extraction
50° 26′ 34″ N, 3° 34′ 01″ E
1754-1762
Profondeur de 86 m pour le puits d'extraction.

### Fosse Saint-Thomas
50° 27′ 47″ N, 3° 33′ 53″ E
1754-1811
Ouvert en 1754, le puits unique fut creusé jusqu'à une profondeur de 62 toises (environ 112 mètres). Il recoupa cinq veines dénommées Quatorze Paumes, Pascal, Six Paumes, Élisabeth et Saint Pierre que l'on exploita jusqu'au tourtiat. Une bowette montante, effectuée au toit de Quatorze Paumes en 1805, permit ensuite de déhouiller la veine Masse ainsi que la veine Six Paumes, puis Douze Paumes et A. Filons, veines dans lesquelles Saint Thomas exploitait encore quatre tailles à la fin de l'année 1810. Mais le cuvelage de 112 mètres de profondeur étant en fort mauvais état, un procès-verbal, portant une dizaine de signatures et rédigé à la suite d'une visite des lieux le 22 décembre 1810, demandait avec insistance la fermeture de ce puits. Les conclusions de ce rapport furent adoptées et le puits fut comblé jusque 73 mètres. Toutefois, cette fosse ne fut abandonnée et serrementée qu'en octobre 1811.

### Avaleresse de 1754
1754-?
L'avaleresse de 1754 a été ouverte sur le territoire de Petite-Forêt.

### Fosse de Raismes
Puits de Raismes Extraction
50° 22′ 15″ N, 3° 29′ 41″ E
1755-1808
Puits de Raismes Épuisement
50° 22′ 14″ N, 3° 29′ 42″ E
1755-1808

### Fosse du Comble
50° 21′ 53″ N, 3° 30′ 06″ E
1735-1780

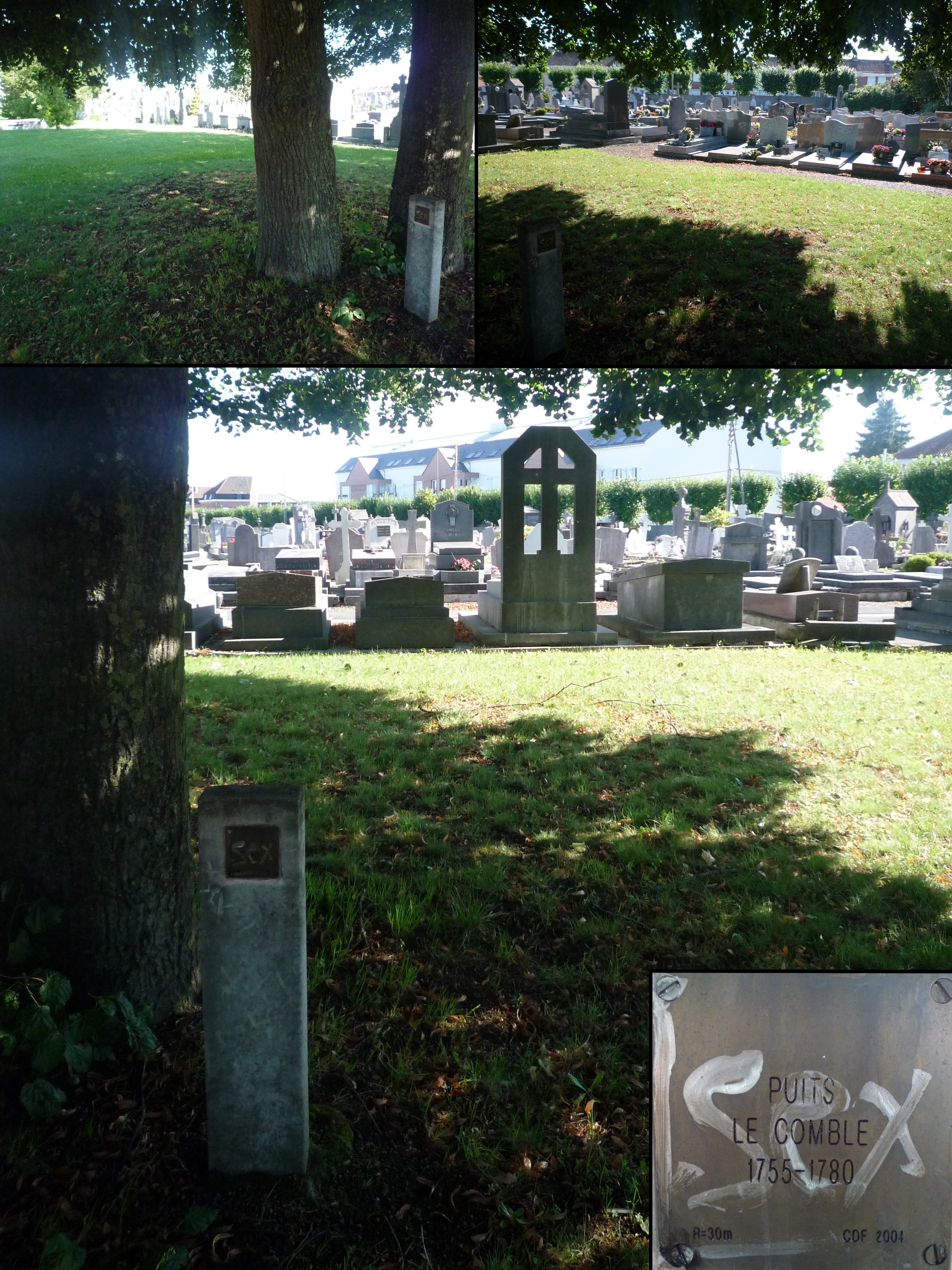
Tête de puits non matérialisée Le Comble.

Le puits était profond de 90 mètres.

### Fosse du Mitant (Valenciennes)

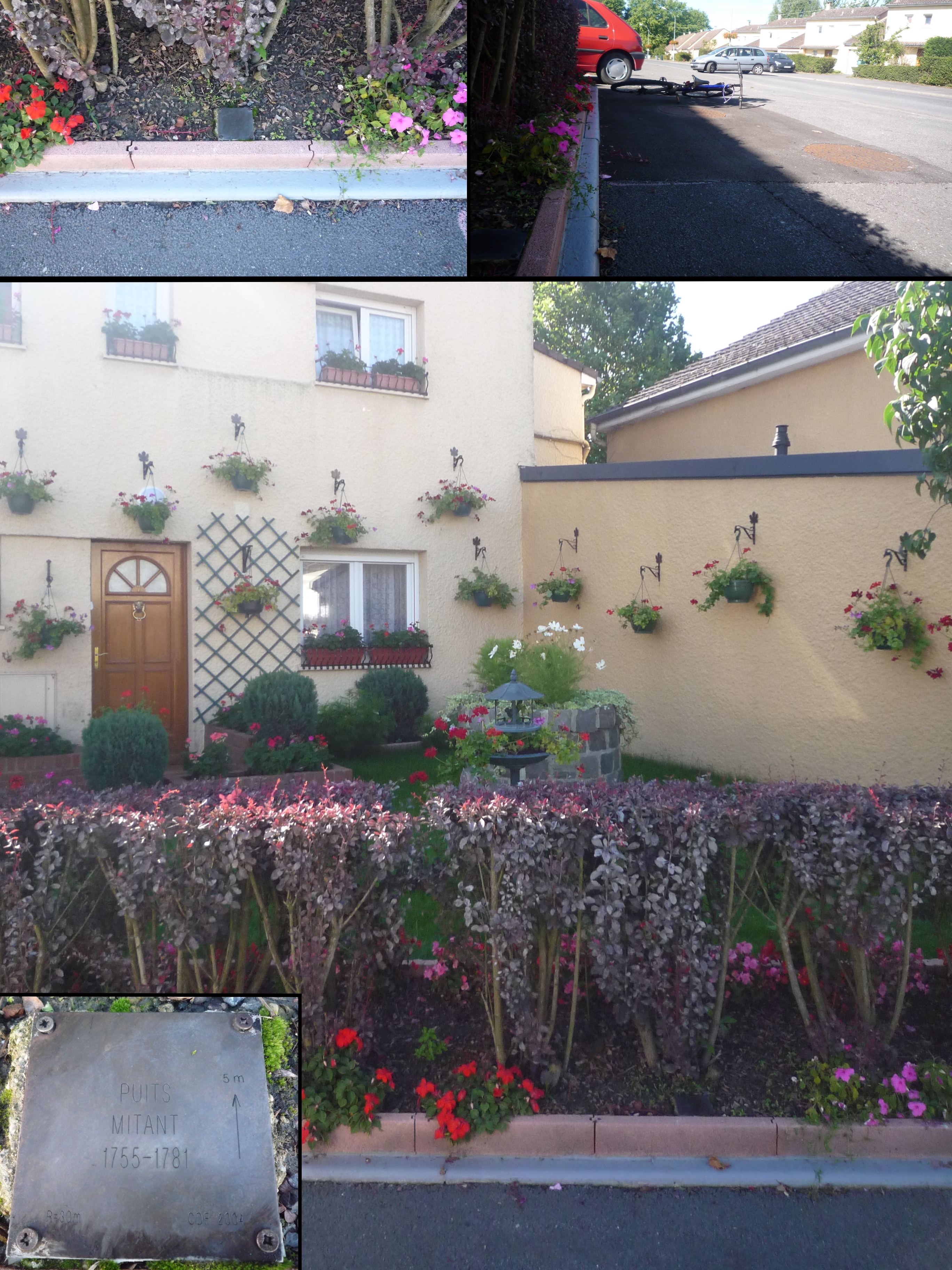
Le puits Mitant en 2010.

50° 21′ 49″ N, 3° 30′ 05″ E
1755-1781
Le puits avait atteint 155 mètres de profondeur.

### Fosse Petite machine à feu
50° 21′ 50″ N, 3° 29′ 33″ E
1755-1805
Le puits Petite Machine à feu est commencé à Valenciennes en 1755. Profond de 70 mètres, il est remblayé en 1805. Équipé d'un exutoire de grisou, il est situé rue Pierre-Warin entre deux résidences, et face à des corons.

### Fosse Tinchon
Puits Tinchon Sud
50° 21′ 41″ N, 3° 29′ 32″ E
1755-1888
Puits Tinchon Nord
50° 21′ 41″ N, 3° 29′ 32″ E
1772-1908
Le puits principal descendait à 540 mètres de profondeur. Il fut ouvert en 1755.

### Fosse Saint-Germain
Puits Saint-Germain no 1
50° 26′ 04″ N, 3° 33′ 49″ E
1756-1784
Puits Saint-Germain no 2
50° 26′ 03″ N, 3° 33′ 49″ E
1756-1784
Les deux puits sont foncés en 1756 et abandonnés en 1784, le premier puits est profond de 181 mètres, 125 mètres pour le second.

### Fosse Vieille Machine

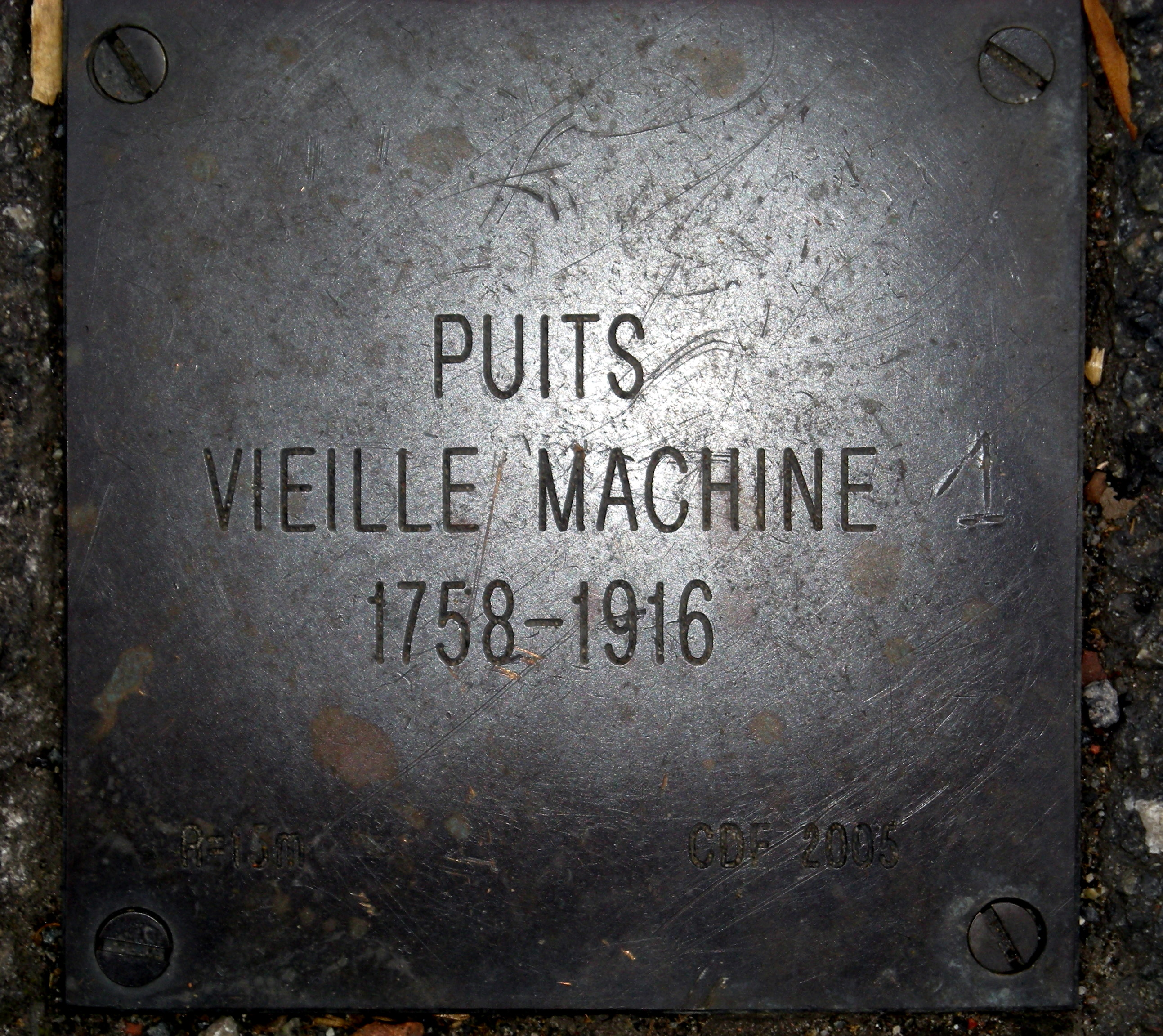
Sépulture Puits Vieille Machine 1 à Vieux-Condé.

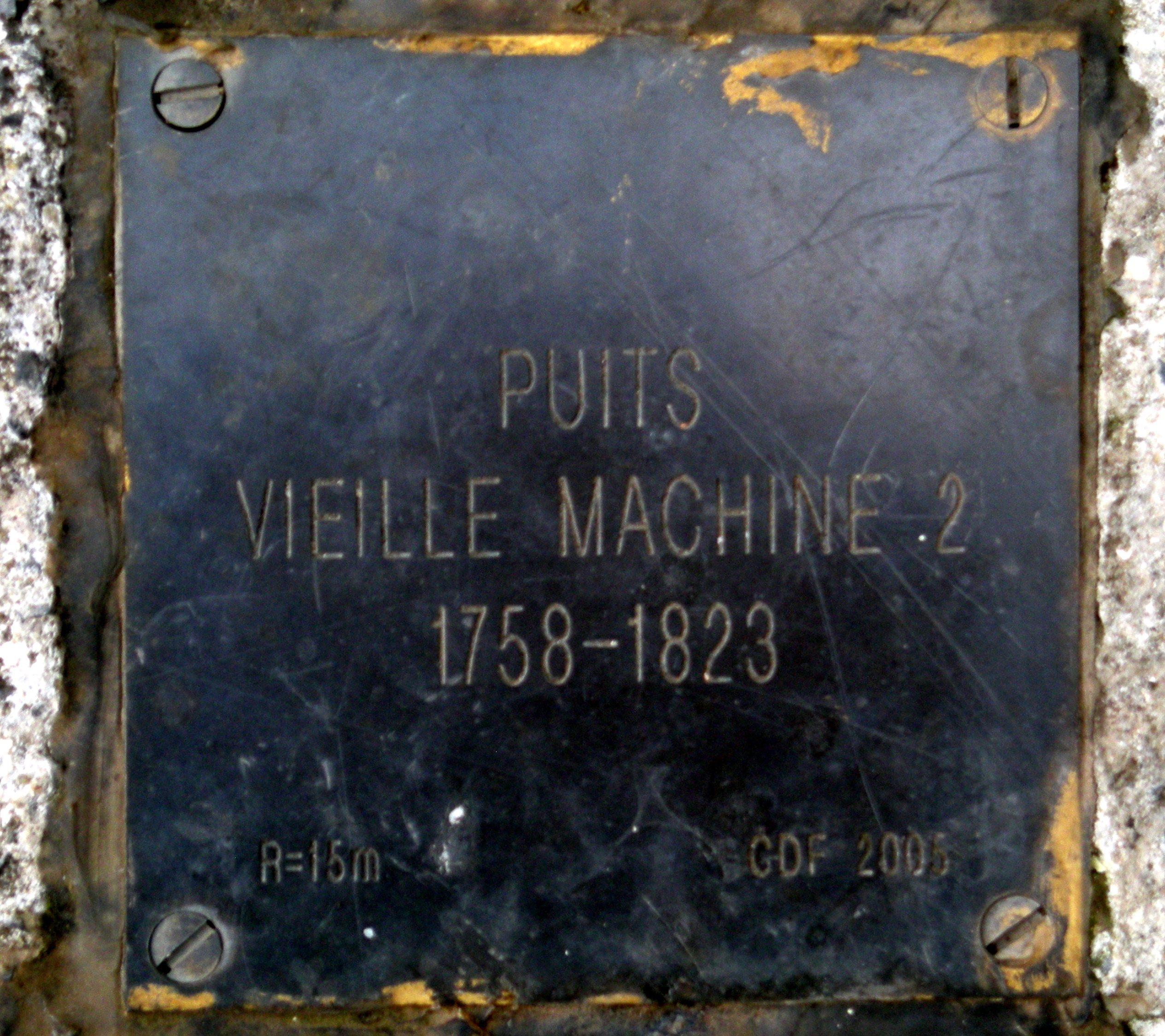
Sépulture Puits Vieille Machine 2 à Vieux-Condé.

Puits Vieille Machine no 1 Extraction
50° 27′ 36″ N, 3° 34′ 09″ E
1758-1916
Puits Vieille Machine no 2 Épuisement
50° 27′ 35″ N, 3° 34′ 10″ E
1758-1823
Cette fosse fut à l'origine désignée sous le nom de Machine à Feu, parce qu'on utilisait une machine à vapeur pour y extraire les eaux. À la constitution de la Compagnie des mines d'Anzin en 1757, les exploitations de la Compagnie Désandrouins et Cordier se réduisait à deux sièges d'extraction : Trois-Arbres et Gros Caillou. La fosse Saint Thomas n'était pas encore en service. La fosse de la Vieille-Machine, dont l'emplacement sur la place Vermesch est resté bien longtemps, fut la première fosse de la Compagnie d'Anzin. Deux puits furent ouverts en 1758. Un puits d'extraction, dont la section horizontale avait la forme d'un carré de 2,30 mètres de côté (2 mètres seulement dans le cuvelage) et un puits d'épuisement sur lequel on possède peu de renseignements. On sait seulement qu'il fut creusé jusqu'à 222 mètres. En juin 1807, ce dernier puits fut équipé d'une pompe à feu qui fonctionnait 22 heures par jour : cette pompe donnant 420 coups de piston à l'heure permettait d'exhaurer "22 000 pieds cubes" par jour. Cette installation ne devait pas être parfaite puisqu'en 1808, elle est démantelée pour être remplacée par celle de la fosse des Trois-Arbres qui, dès lors, assure seule l'exhaure de tout le secteur. Le puits d'épuisement de la Vieille-Machine est alors remblayé en partie. Sa fermeture définitive date de 1823, date à laquelle fut effectué le serrement. L'extraction par la fosse de la Vieille-Machine dura jusqu'au 30 avril 1861 date à laquelle le puits servit de retour d'air aux exploitations de la fosse Vieux-Condé no 1 jusqu'en 1909. Devenu inutile le puits de la Vieille-Machine fut serrementé et remblayé en 1916.

### Avaleresse Mon Désir
50° 26′ 33″ N, 3° 33′ 25″ E
1760-1763
Creusée jusque 64 mètres de profondeur.

### Fosse Brûlée
Puits Brûlée Épuisement
50° 26′ 14″ N, 3° 34′ 22″ E
1760-1811.
Puits Brûlée Extraction
50° 26′ 14″ N, 3° 34′ 22″ E
1760-1811.
La fosse Brûlée est la première fosse ouverte par la Compagnie des mines d'Anzin à Fresnes. Les deux puits ouverts en 1760 sont brûlés la même année. Ils sont repris en 1772, et creusés jusqu'à la profondeur de 40 toises. Les puits sont fermés vers 1780 et remblayés en 1811.

### Fosse du Pied (Vieux-Condé)
50° 27′ 38″ N, 3° 34′ 07″ E
1761-1809
Cette fosse qui ne comportait qu'un seul puits était située entre les fosses de Vieille-Machine et des Trois-Arbres à une centaine de mètres de la première et à quarante mètres de la seconde, cette situation devait assez tôt entraîner l'abandon de l'un ou l'autre de ces puits. Celui de la fosse du Pied, en très mauvais état, fut le premier fermé.

### Fosse du Mouton Noir
Puits du Mouton Noir Nord
1761-1794
Puits du Mouton Noir Midi
1761-1807

### Fosse du Pied (Valenciennes)
50° 21′ 44″ N, 3° 30′ 06″ E
1761-1793
Foncé en 1761 à Valenciennes, le puits avait atteint 204 mètres de profondeur. Il a fermé en 1793. Le puits est désormais localisé rue de la Marne.

### Avaleresse d'Odomez
50° 27′ 02″ N, 3° 33′ 09″ E
1762-1762
L'avaleresse d'Odomez a été ouverte en 1762 sur le territoire d'Odomez et abandonnée la même année.

### Fosse du Chaufour
1762-1884

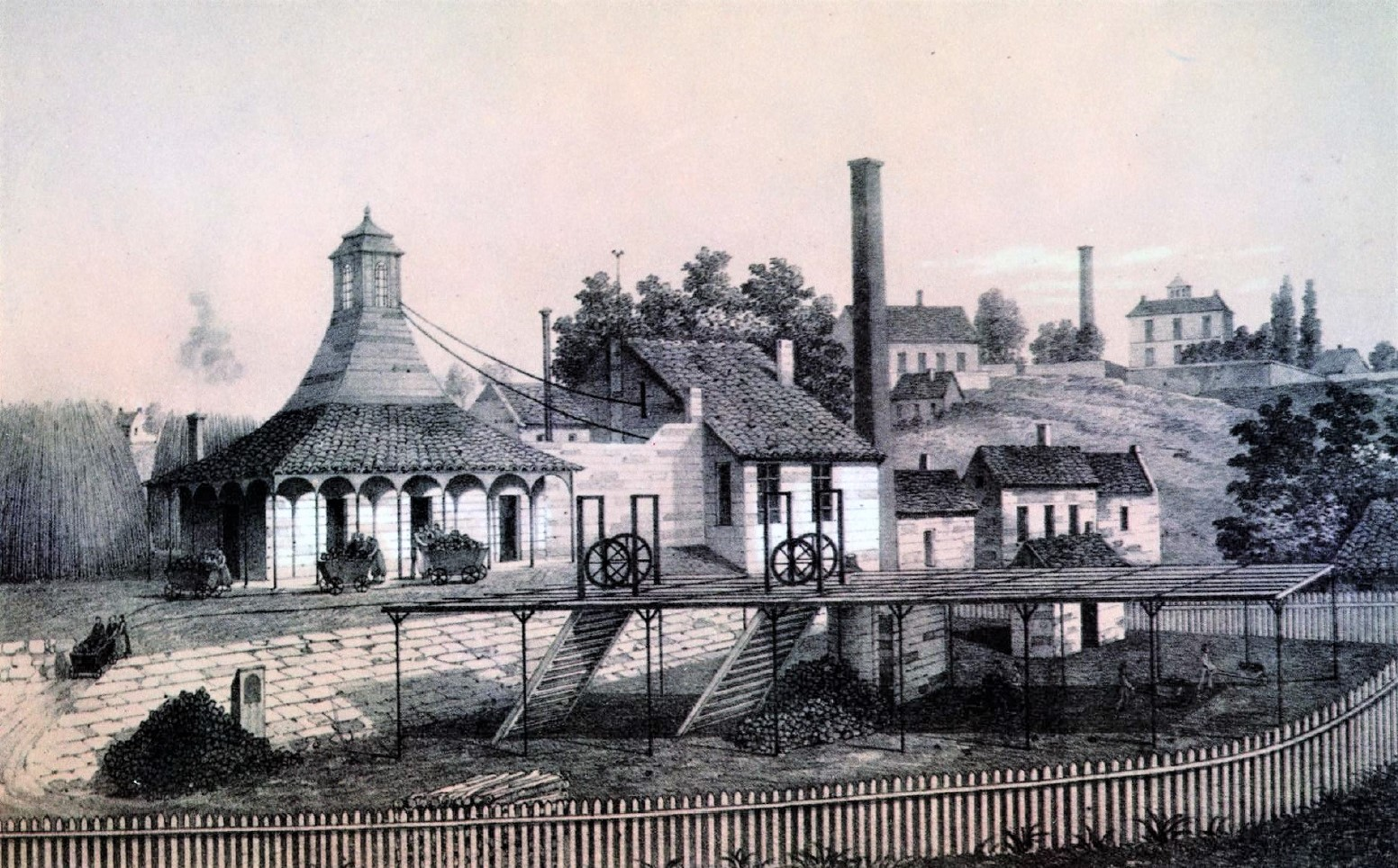
Gravure représentant la fosse du Chaufour vers 1800.

Ouverte en 1762, la fosse du Chaufour rencontre le terrain houiller à 45 mètres. La fosse approfondie à 630 mètres est longtemps la plus profonde du bassin minier du Nord-Pas-de-Calais. Elle exploite les veines grasses de Voisine, Maugrétout et Grande Veine. Elle cesse d'extraire en 1878 après avoir produit 1 300 000 tonnes après 1807. Le puits est serrementé en 1884.

### Fosse du Beaujardin
Puits du Beaujardin Extraction
50° 22′ 07″ N, 3° 31′ 01″ E
1763-1839
Puits du Beaujardin Épuisement
50° 22′ 09″ N, 3° 31′ 00″ E
1763-1839
Cette fosse se trouvait autrefois sur le territoire d'Anzin.

### Fosse Dutemple
Puits Dutemple no 1
50° 21′ 42″ N, 3° 28′ 49″ E
1764-1911
Puits Dutemple no 2
50° 21′ 41″ N, 3° 28′ 49″ E
1764-1949
Foncés en 1764, les deux puits de la fosse Dutemple rencontrent le terrain houiller à 79 m de profondeur. On rencontre pour la première fois ce que l'on appellera plus tard le Torrent d'Anzin. Les difficultés sont telles que le fonçage faillit être abandonné. Sa poursuite ne reprend qu'en 1826. La fosse Dutemple allait commencer une longue carrière qui cessera le 18 mai 1940.
Le puits no 1 (nord) avait atteint 314 mètres et fut fermé en 1911, avant la construction du chevalement en béton. Le puits no 2 (sud) avait atteint 930 m. C'est la troisième fosse, en importance, de l'établissement d'Anzin avec une production totale de 6 900 000 tonnes de charbon gras et demi gras. Le puits no 2 a été remblayé en 1949. Il s'agit du dernier chevalement en béton des Mines d'Anzin encore visible en 1992, il existe toujours. Il a été construit en 1920, au-dessus des deux puits, mais n'a servi qu'au no 2 puisque le premier puits avait été remblayé en 1911.

### Fosse Lomprez
Puits Lomprez no 1 Épuisement
50° 21′ 16″ N, 3° 29′ 21″ E
1764-1854
Puits Lomprez no 2 Extraction
50° 21′ 20″ N, 3° 29′ 20″ E
1803-1854

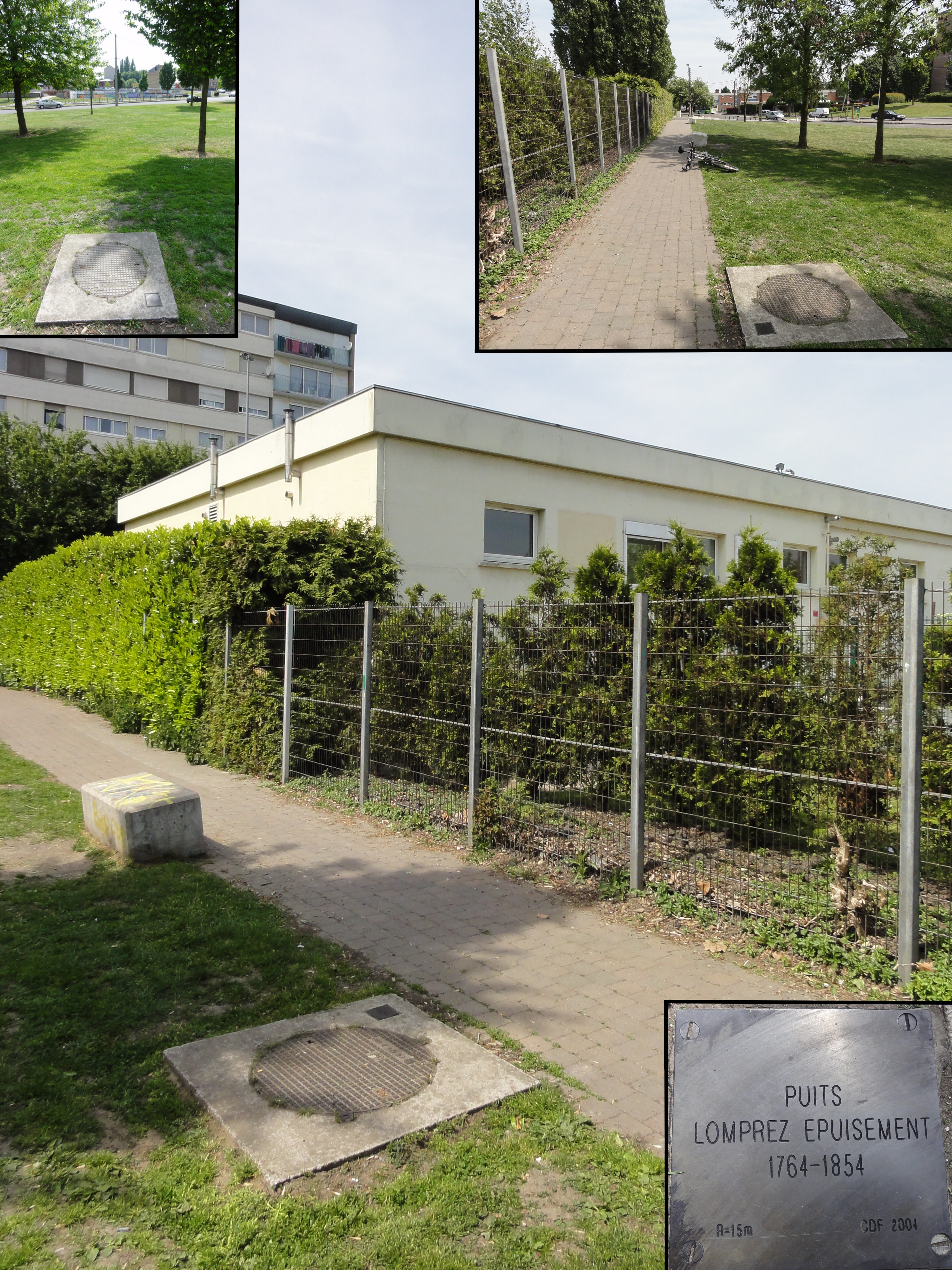
Tête de puits matérialisée Lomprez Épuisement.

Les puits sont ouverts à Valenciennes en 1764, la même année que la fosse Dutemple, sise sur la même commune, afin de contrer l'ouverture de la fosse Demézières par une autre société. Le puits d'extraction est profond de 263 mètres.
Les puits sont situés rue de Lomprez. Le puits d'épuisement, remblayé en 1854, est situé le long de la clôture du collège. Tout porte à croire que le puits d'extraction est situé dans l'enceinte de ce collège.

### Fosse Demézières
50° 21′ 10″ N, 3° 28′ 48″ E
1764-1857
M. Desmaizières était un seigneur qui possédait des terres de cultures et de chasse sur les Seigneuries de Trith (La Sentinelle actuelle depuis 1875). Il essaya d'extraire le charbon pour son compte.
Le 9 novembre 1764, la Compagnie des mines d'Anzin déplaçait ses travaux vers le Sud de sa concession, sur le territoire de Valenciennes en ouvrant le puits Long Prés (Lomprez) d'un diamètre de 2,20 m. Elle fut instruite entretemps des démarches d'une Société de recherche concurrente, connue sous le nom de Desmaizières, qui sollicita en février 1765, auprès de l'intendant du Hainaut, une permission d'exploiter du charbon sur les Seigneuries de Trith. La Compagnie des mines d'Anzin, désireuse de supplanter cette dernière, se hâta d'extraire la houille au puits Long Prés à la profondeur de 78 mètres, et d'ouvrir d'autres puits sur Trith et deux autres sur Saint Waast (fosse Dutemple). C'est en 1770, au terme d'un long procès, qu'un arrangement fut enfin trouvé entre les deux sociétés rivales. Le puits Desmézières, creusé en 1764 (le plus ancien sur le territoire de La Sentinelle), passa aux mains de la Compagnie des mines d'Anzin. En contrepartie, celle-ci s'engagea à verser au Sieur Desmézières, 300 livres par an tant qu'elle n'exploitait pas sur sa terre et 4 800 livres dans le cadre de l'extraction du charbon. Le puits Demézières a atteint la profondeur de 203 mètres.
Le puits garda son nom ainsi que les corons s'y rattachant. On remarquera l'orthographe du nom Desmézières devenu Demézières et Long Prés devenu Lomprez.

### Fosse Saint-Roch
50° 27′ 44″ N, 3° 33′ 50″ E
1764-1811
Son nom vient du fait que son ouverture eut lieu le jour de la fête de ce Saint.
Son unique puits n'atteignit que 178 mètres de profondeur. En 1805,  l'incendie de l'accrochage à 53 mètres, qui fit onze victimes eut pour conséquence la fermeture de cet étage. En 1806, la fosse fut mise en chômage et ne servit plus qu'à l'aérage jusqu'à son remblayage en octobre 1811, en même temps que celui de la fosse Saint-Thomas.

### Fosse Grosse Fosse
50° 21′ 55″ N, 3° 29′ 34″ E
1765-1884
Elle est située à 100 mètres à l'est du puits Petite Machine à feu. Le puits a atteint 464 mètres. Ce puits a été creusé en 1765.

### Fosse des Hayes
50° 27′ 26″ N, 3° 31′ 19″ E
1766-1767
Le puits fut creusé en 1766. Le terrain houiller fut atteint à 32 mètres de profondeur.

### Fosse Saint-Christophe
50° 21′ 30″ N, 3° 30′ 03″ E
1767-1781
Le puits est situé dans le périmètre de la clinique Tessier, au nord, à proximité de l'avenue Désandrouin. Le puits, ouvert en 1761, était profond de 184 mètres.

### Avaleresses Saint-Laurent
Avaleresse Saint-Laurent Couchant
50° 25′ 55″ N, 3° 33′ 46″ E
1771-1772
Avaleresse Saint-Laurent Levant
50° 25′ 55″ N, 3° 33′ 47″ E
1771-1772
Arrêt à 18 mètres de profondeur pour ces deux puits.

### Fosse du Mambour
50° 21′ 48″ N, 3° 29′ 34″ E
1771-1800
Le puits ouvert en 1771 était profond de 186 mètres.

### Fosse Saint-Louis (Fresnes-sur-Escaut)
Puits Saint Louis Extraction
50° 26′ 19″ N, 3° 33′ 40″ E
1773-1787
Puits Saint Louis Épuisement
1773-1804
Un puits subsistera jusqu'en 1804, à moins que les deux puits n'aient été serrementés en 1804.

### Fosse Mon Désir
Puits Mon Désir Nord
50° 27′ 45″ N, 3° 34′ 09″ E
1773-1823
Puits Mon Désir Sud
50° 27′ 44″ N, 3° 34′ 09″ E
1773-1861
La fosse Mon Désir est ouverte en 1773. Le puits Mon Désir Nord est équipé uniquement d'un manège à chevaux qui permet la mise en service de cuffats (grandes cuves en bois cerclées, de cent litres, remontées par des grosses cordes à l'aide d'un baritel), puis d'une machine à molettes, ce puits est remblayé et serrementé le 30 août 1823. Il s'agit du puits principal.
Le puits Mon Désir Sud est équipé en 1807 d'une machine à molettes. Comblé depuis mai 1811 jusqu'à quarante mètres de profondeur, ce puits sert depuis cette époque à la circulation du personnel et à l'aérage des travaux des puits de Mon Désir Nord, Vieille Machine et Trois Arbres. Serrementé et comblé sur la surface le 22 juillet 1861, il s'agit du puits secondaire. L'école Marcel-Caby, rue Victor-Hugo est désormais implantée sur le carreau de fosse, et les puits sont situés à l'avant du bâtiment, et tous deux équipés d'exutoires de grisou.

### Fosse du Poirier
50° 22′ 04″ N, 3° 31′ 00″ E
1773-1823
Le puits a été creusé en 1773.

### Fosse Henri
Puits Henri no 1
1773-1781
Puits Henri no 2
50° 21′ 25″ N, 3° 29′ 22″ E
1773-1781
Le puits ouvert en 1773 était profond de 218 mètres.

### Fosse Saint-Jean (Fresnes-sur-Escaut)
50° 26′ 04″ N, 3° 33′ 25″ E
1774-1784
Le puits était profond de 64 mètres.

### Avaleresse d'Oisy
50° 21′ 02″ N, 3° 25′ 56″ E
1777-1778
Le puits de l'avaleresse d'Oisy a été foncé en 1776, au sud-ouest d'Oisy. La profondeur atteinte a été de 72 mètres, mais la fosse ne semble pas avoir permis la découverte de charbon et serait restée dans les terrains morts. En 1777, le premier sondage d'Oisy est effectué quinze mètres au sud-ouest de la fosse, à la profondeur de 74,65 mètres. Une passée (veine) de charbon de trois centimètres y a été découverte. La fosse est abandonnée en 1778. En 1779, le deuxième sondage d'Oisy est entrepris 85 mètres à l'ouest de la fosse, il est profond de 70,92 mètres. Il a pénétré de cinq mètres dans le terrain houiller à partir de 66 mètres, mais aucune trace de houille n'a été détectée.

### Fosse Saint-Pierre (Valenciennes)
50° 21′ 36″ N, 3° 29′ 34″ E
1777-1793
Le puits creusé en 1777 a atteint la profondeur de 396 mètres.

### Fosse Saint-Mathieu
50° 26′ 27″ N, 3° 33′ 47″ E
1777-1804
Le terrain houiller a été atteint à 38 mètres de profondeur, la profondeur du puits est inconnue.

### Avaleresses de la Chapelle
50° 26′ 11″ N, 3° 34′ 48″ E
1778-1786
Ce puits est mentionné comme étant une avaleresse par le BRGM

### Avaleresse Menu Bois
50° 28′ 36″ N, 3° 34′ 14″ E
1779-1779
Cette avaleresse fut ouverte au nord de la fosse Écarlate en 1779. Elle fut abandonnée à trente mètres de profondeur à la suite d'une brusque montée des eaux.

### Fosse Saint-Jean (Anzin)
50° 22′ 11″ N, 3° 30′ 34″ E
1780-1822
Le puits est foncé en 1780, la fosse est arrêtée en 1822

### Fosse du Marais
1782-1834
La fosse du Marais a été commencée en 1782 à Valenciennes et abandonnée en 1834.

### Fosse Bleuse Borne
50° 22′ 48″ N, 3° 31′ 12″ E
1783-1953

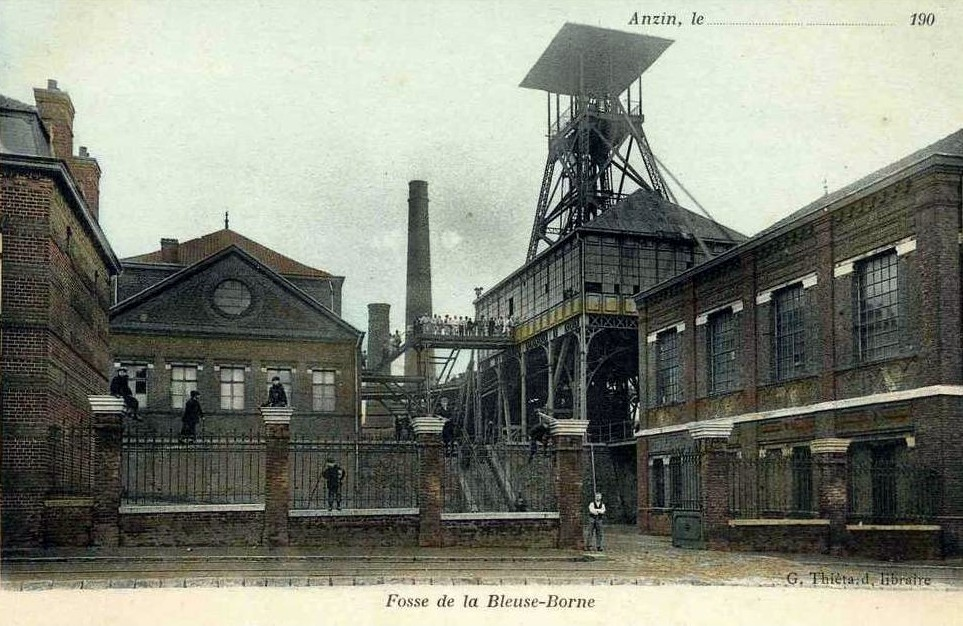
La fosse Bleuse Borne vers 1900.

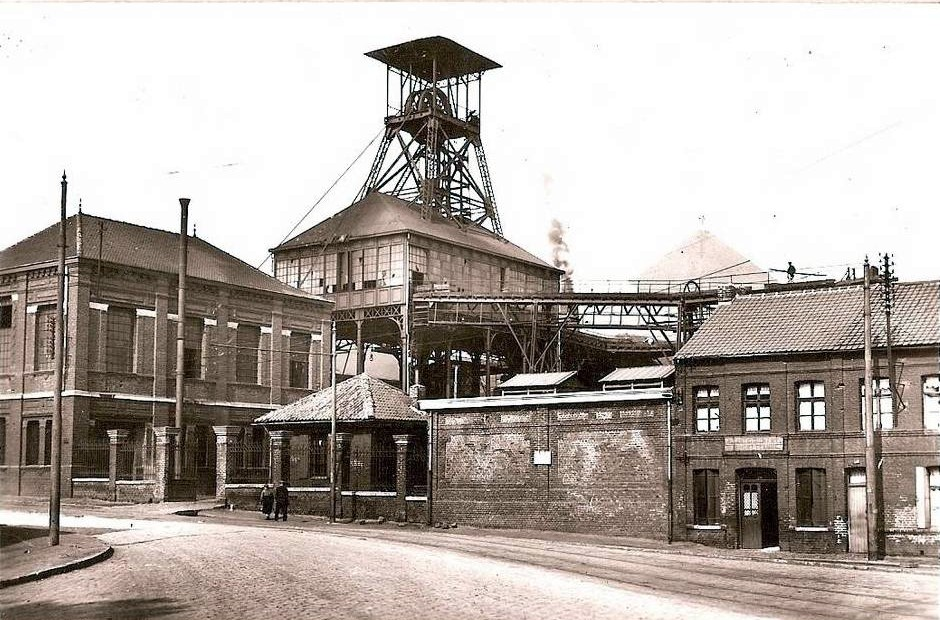
La fosse Bleuse Borne vers 1920.

D'abord connue sous le nom de fosse Saint Léonard, le puits de la fosse Bleuse Borne est ouvert en 1783 à 1,2 km au nord de la fosse du Pavé. Quatre puits avaient été creusés sans succès sur les mêmes lieux. Le creusement est très difficile : il faut trois ans pour traverser le niveau des eaux. L'épuisement de l'eau est tel que tous les puits des environs sont mis à sec ainsi que les fossés de la Citadelle de Valenciennes. Le charbon demi-gras est trouvé à 85 m de profondeur.
La fosse de la Bleuse Borne sera mise en communication avec les fosses voisines La Cave, Saint Louis et plus tard avec Thiers. L'extraction est arrêtée le 16 février 1935. C'est la fosse Bleuse Borne qui a fourni la plus forte production de l'établissement d'Anzin avec 8 830 000 tonnes après 1807. Cette fosse possède trois terrils entièrement boisés.

### Fosse Saint-Joseph (Fresnes-sur-Escaut)
Puits Saint-Joseph Levant
50° 26′ 43″ N, 3° 34′ 00″ E
1783-1787
Puits Saint-Joseph Couchant
50° 26′ 43″ N, 3° 34′ 00″ E
1783-1787

### Fosse Stanislas
50° 27′ 38″ N, 3° 34′ 44″ E
1784-1787
Ouvert le 15 mars 1784 à Vieux-Condé, en souffrance en 1787 et abandonné sans serrement en 1789 à cause de ses charbons tendres et sulfureux, ce puits n'avait atteint que 54 mètres de profondeur.

### Fosse Léonard
50° 27′ 51″ N, 3° 33′ 28″ E
1785-1897
Ouvert le 10 mai 1785, le puits avait pour objectif exclusif la reconnaissance de la veine Neuf Paumes, véritable "vache à lait" de l'établissement de Vieux-Condé. Cette veine fut effectivement rencontrée à 34 mètres de profondeur. On y fit un « chassage au couchant qui s'arrêta sur un cran à 223 mètres de distance » . La reconnaissance principale, celle du Levant, qui s'enfonçait sous les terres du duc de Croy, fut poussée jusqu'à 55 mètres par une seule taille qui fut abandonnée en belle veine.
S'étant ainsi assuré de la rentabilité de la veine Neuf Paumes, on approfondit le puits jusqu'à la veine suivante, Escaille, qui fut rencontrée à 74 mètres de profondeur. Cette veine magnifique avait 1,30 mètre d'épaisseur.
La reconnaissance étant jugée suffisante, la fosse fut abandonnée, décuvelée et même comblée. Cette date d'abandon se situerait vers le 22 septembre 1787.
Le puits Léonard est ouvert le 22 novembre 1865, dans le puits de la Fosse Saint Léonard, sous son nom laïcisé qu'il conservera jusqu'à sa fermeture définitive. La fosse fut exploitée jusqu'au 18 mai 1897, mais à partir de 1876, son histoire se confond avec celle de la fosse de Vieux-Condé no 1. Le puits fut définitivement remblayé et serrementé au mois d'août 1897.

### Avaleresses Carniaux
Avaleresse Carniaux no 1
1785-1785
Avaleresse Carniaux no 2
1785-1785
Foncés en 1785, hors d'aplomb. Abandonnés la même année.

### Avaleresse des Quatre Pagnons
50° 26′ 32″ N, 3° 33′ 42″ E
1785-1787
L'avaleresse des Quatre Pagnons a été ouverte sans succès à Fresnes-sur-Escaut.

### Fosse des Rameaux
Puits des Rameaux Extraction
50° 26′ 12″ N, 3° 34′ 11″ E
1786-1843
Puits des Rameaux Épuisement
50° 26′ 12″ N, 3° 34′ 12″ E
1786-1826

### Fosse de l'Avocat
50° 27′ 29″ N, 3° 34′ 50″ E
1787-1789
Ouvert en 1787, le puits fut abandonné sans serrement en 1789, il était profond de 100 mètres.

### Fosse du Bois (Fresnes-sur-Escaut)
50° 26′ 08″ N, 3° 33′ 10″ E
1787-1793

### Fosse Saint-Jean (Vieux-Condé)
50° 27′ 51″ N, 3° 33′ 28″ E
1788-1854
Cette fosse fut creusée jusqu'à 249 mètres de profondeur.

### Avaleresse du Pied
50° 26′ 05″ N, 3° 34′ 19″ E
1791-1791

### Avaleresse d'Hergnies
1791-1791
La première fosse d'Hergnies, ensuite nommée avaleresse d'Hergnies, est ouverte de mars à décembre 1791.

### Fosse de l'Espérance
1795-1795
La fosse l'Espérance est ouverte en 1795 à Petite-Forêt et abandonnée la même année. Il s'agit très probablement d'une avaleresse.

### Fosse des Viviers
Puits des Viviers Extraction
50° 26′ 19″ N, 3° 34′ 03″ E
1796-1824
Puits des Viviers Épuisement
50° 26′ 19″ N, 3° 34′ 03″ E
1796-1830

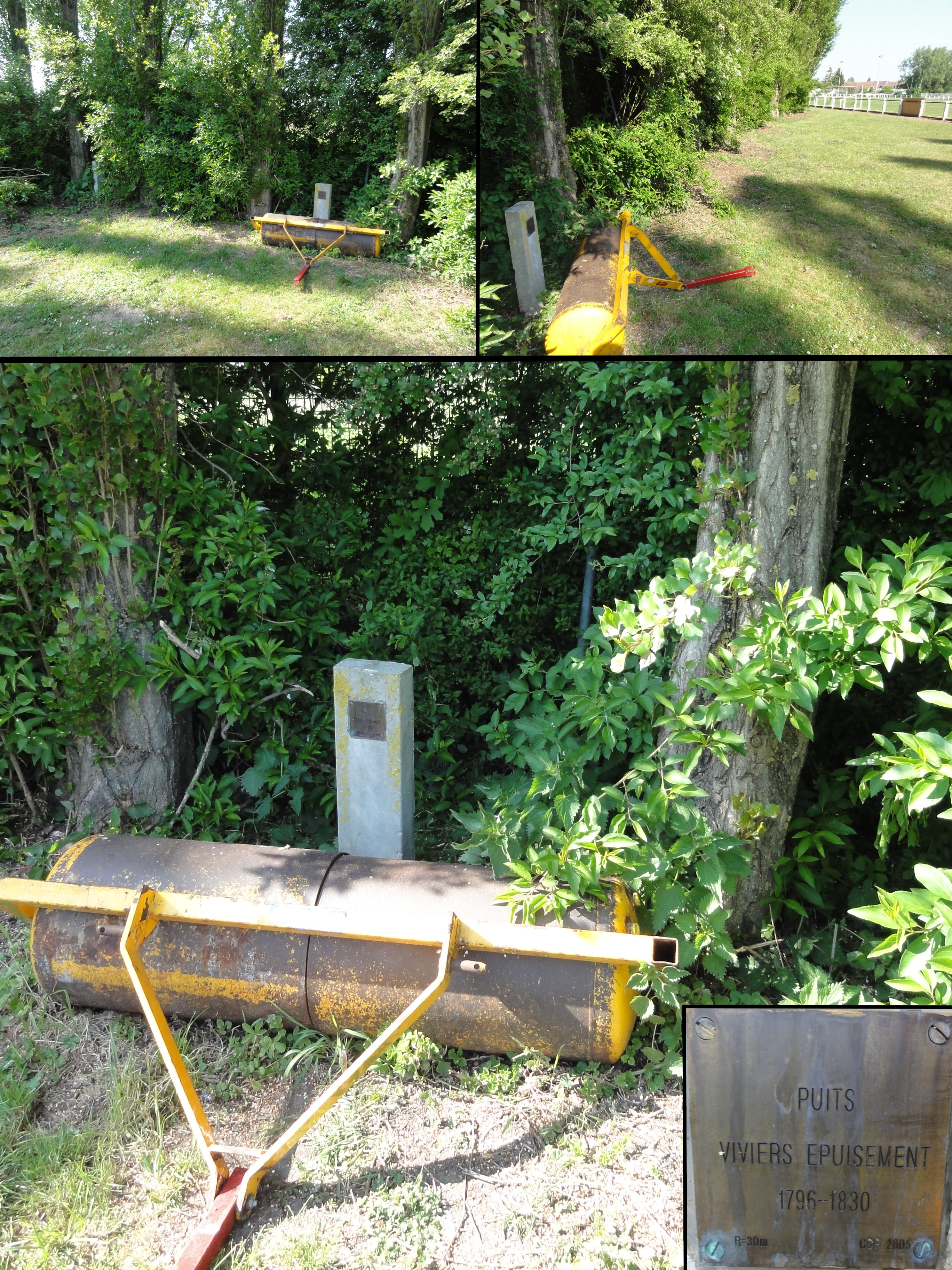
Tête de puits non matérialisée Viviers Épuisement.

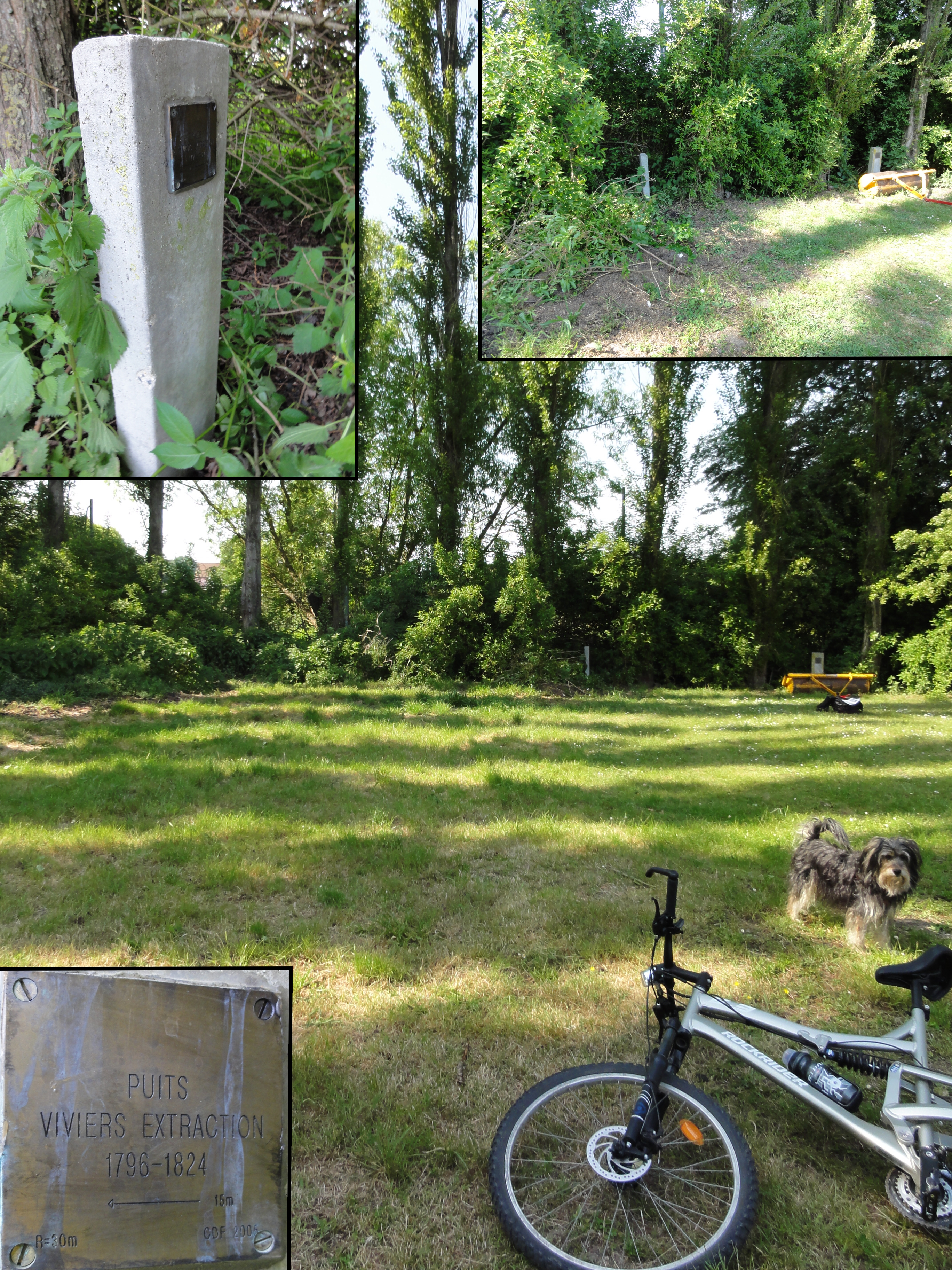
Tête de puits non matérialisée Viviers Extraction, le puits est situé où le vélo est posé.

La Compagnie des mines d'Anzin ouvre la fosse Viviers à Fresnes-sur-Escaut en 1796, au nord-ouest de la fosse des Rameaux. Le puits d'épuisement est serrementé en 1824, quant au puits d'extraction, il l'est en 1830.
Charbonnages de France retrouve l'emplacement des puits en 2005, et y installe des têtes de puits non matérialisées. Celle du puits d'épuisement est à son emplacement exact, quant à celle du puits d'extraction, elle est située à quinze mètres, le puits étant situé sur les côtés d'un des terrains de football du stade de la commune.

### Fosse du Verger
50° 21′ 54″ N, 3° 30′ 19″ E
1797-1878

### Fosse du Moulin
Puits Le Moulin no 1
1798-1903
Puits Le Moulin no 2
1798-1903
La fosse du Moulin, à ne pas confondre avec les avaleresses du Moulin, est ouverte à Anzin près de la fosse Bleuse Borne, au pied de ses terrils.

### Avaleresse Désirée
1799-1805
L'avaleresse Désirée est ouverte en 1799 sur le territoire d'Aubry-du-Hainaut, près des limites avec Hérin, et abandonnée en 1805.

### Fosse Saint-Jacques
50° 26′ 02″ N, 3° 34′ 10″ E
1801-1822
La fosse Saint-Jacques est ouverte à Fresnes-sur-Escaut.

### Fosse Bonne Part

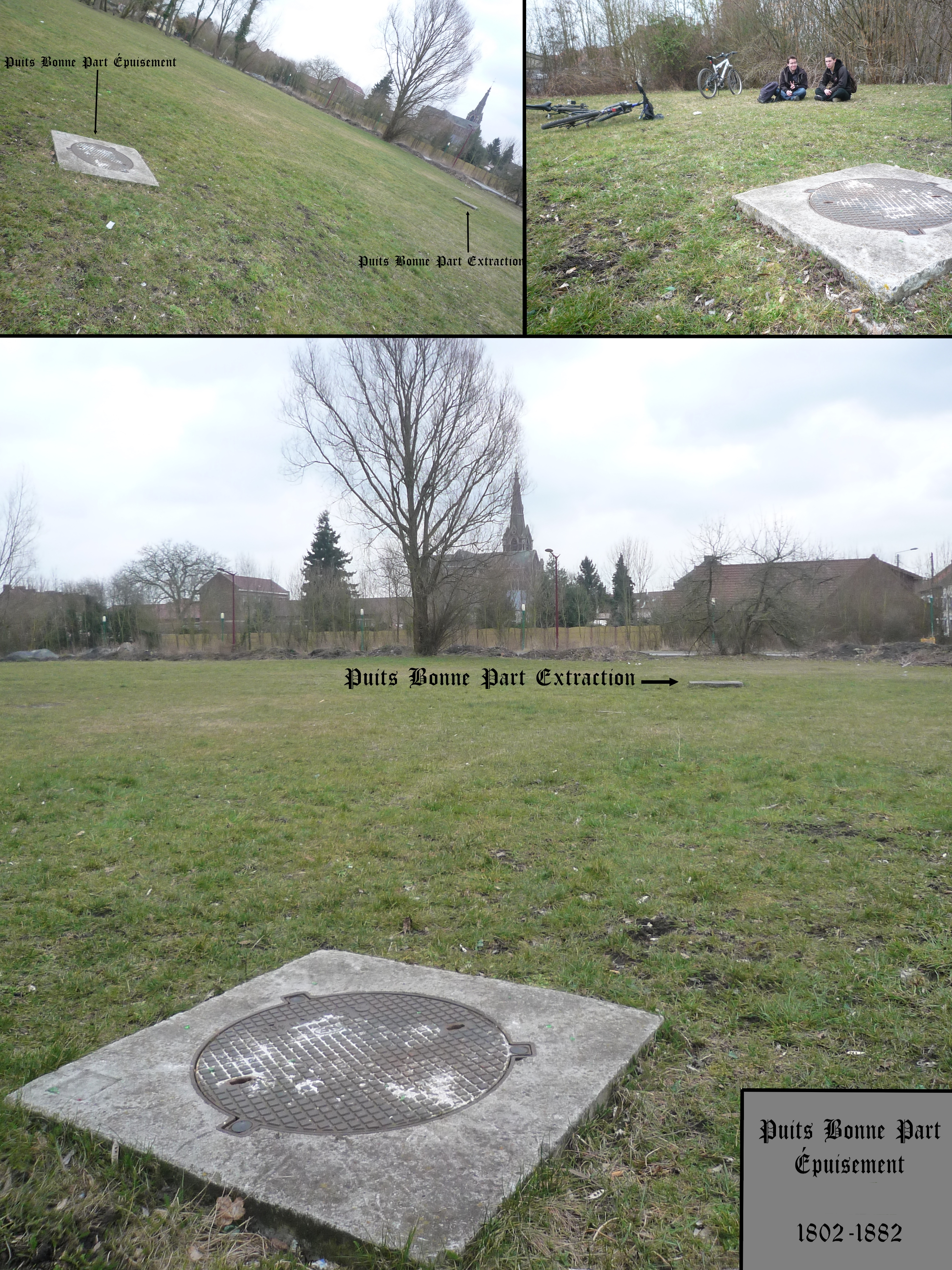
Le puits Bonne Part Épuisement en mars 2010.

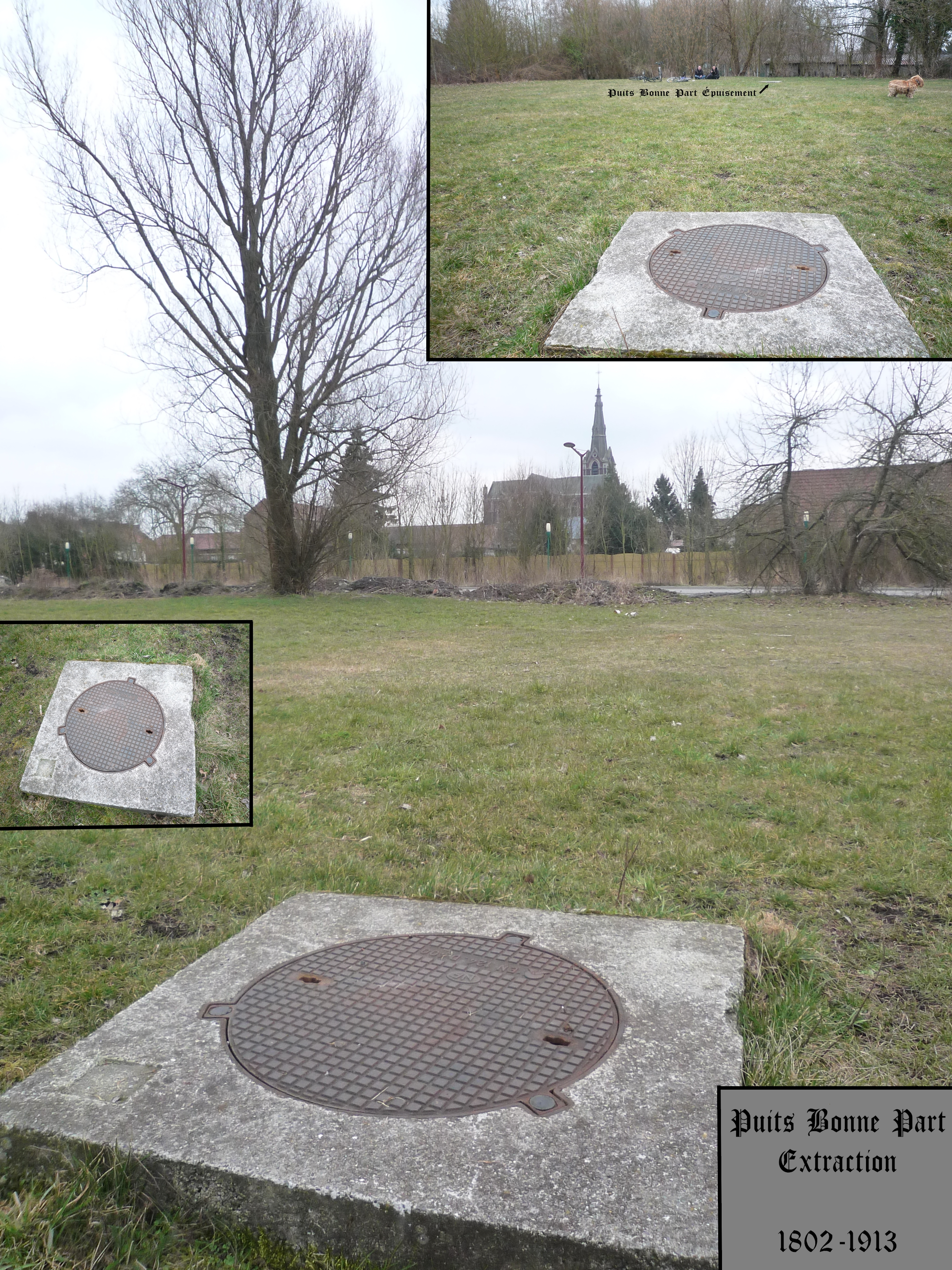
Le puits Bonne Part Extraction en mars 2010.

Puits Bonne Part Extraction
50° 26′ 06″ N, 3° 34′ 29″ E
1802-1913
Puits Bonne Part Épuisement
50° 26′ 07″ N, 3° 34′ 29″ E
1802-1882
Les deux puits de la fosse Bonne Part ouverts en octobre 1802, sont encore de forme carrée. Le puits d'extraction mesure 1,95 m de côté, le puits d'épuisement 1,80 m. Le terrain houiller est atteint à la profondeur de 44 mètres. L'exploitation s'effectue jusqu'au 15 octobre 1882. Les puits sont abandonnés jusqu'en 1895. Le puits d'extraction est dénoyé afin de permettre l'exploitation des fosses de Vieux-Condé et La Grange. La fosse est fermée définitivement en 1913. Le puits était profond de 370 mètres.

### Fosse Trou Martin
50° 27′ 45″ N, 3° 33′ 26″ E
1803-1969
Le puits de la fosse Trou Martin est donc le premier creusé après la Révolution, le 20 juillet 1803. Il reste ouvert 166 ans. Dès le début ce puits est en chômage pendant plus d’un an. Lorsque l’extraction redémarre, elle s’effectue au niveau de 89 toises (158 mètres) de profondeur dans des veines que nous retrouvons dans tout le secteur : Huit Paumes, Neuf Paumes et Escaille.
Tenue en réserve pendant de nombreuses années, elle retrouva un semblant d’activité pendant la période euphorique qui suivit la guerre de 1870. Le puits fut même approfondi de 40 mètres supplémentaires en janvier 1874 et amorcé à 345 mètres, mais cet étage ne fut jamais mis en exploitation. Devenu retour d’air de la fosse l’Avaleresse no 1 en 1891, le puits fut encore approfondi à 407 mètres en 1911. Il resta donc au service de cette fosse et fut mis hors service le 9 septembre 1969 et comblé en novembre de la même année.

### Fosse Saint-Joseph (Valenciennes)
Puits Saint-Joseph Nord
50° 21′ 34″ N, 3° 30′ 05″ E
1803-1839
Puits Saint-Joseph Sud
1805-1840
Le puits de la fosse Saint-Joseph est situé à moins de 100 mètres à l'est de l'hôpital de Valenciennes.

### Fosse Sainte-Barbe
50° 27′ 48″ N, 3° 34′ 25″ E
1804-1835
L'appellation a été donnée en l'honneur de la patronne des « carbonniers ». La fosse Sainte-Barbe exploite les veines de Masse, A.Filons et Douze Paumes à 76 mètres de profondeur. Pour se rendre à leur travail, les ouvriers descendaient par le « goyot » de la fosse Mon Désir dont les travaux communiquaient avec ceux de Sainte-Barbe. Par la suite un goyot sera établi dans ce puits et, à son tour, il servira au passage des ouvriers de la fosse Marie-Louise.

### Avaleresse Saint-Grégoire
1805-1806
Ouverte sur la commune d'Hergnies en 1805, l'avaleresse Saint-Grégoire est abandonnée la même année à 14 mètres de profondeur.

### Avaleresse des Prés
50° 27′ 15″ N, 3° 34′ 09″ E
1805-1805
L'avaleresse des Prés est commencée en août 1805 à Fresnes-sur-Escaut, près des limites avec Vieux-Condé, et abandonnée le 25 septembre 1805 à quatre mètres de profondeur.

### Fosse Saint-Rémy
50° 26′ 08″ N, 3° 33′ 46″ E
1805-1884
Ouverte le 1er octobre 1805 jusqu'à la profondeur de 181 m, la fosse Saint-Rémy n'a pas été très productive. Elle avait un puits carré de 1,94 m de côté. Le puits est serrementé en mai 1823, rouvert en 1855 pour l'aérage des travaux de Bonne Part, puis serrementé à nouveau en novembre 1883.

### Fosse de l'Écluse
50° 22′ 14″ N, 3° 31′ 22″ E
1805-1834
La fosse de l'Écluse est commencée en 1805 et abandonnée en 1834.

### Fosse d'Hergnies
50° 28′ 08″ N, 3° 32′ 33″ E
1806-1854
La deuxième fosse d'Hergnies, couramment appelée fosse d'Hergnies, est creusée jusqu'à 161 mètres de profondeur.

### Fosse Saint-Charles
50° 21′ 12″ N, 3° 29′ 24″ E
1806-1840

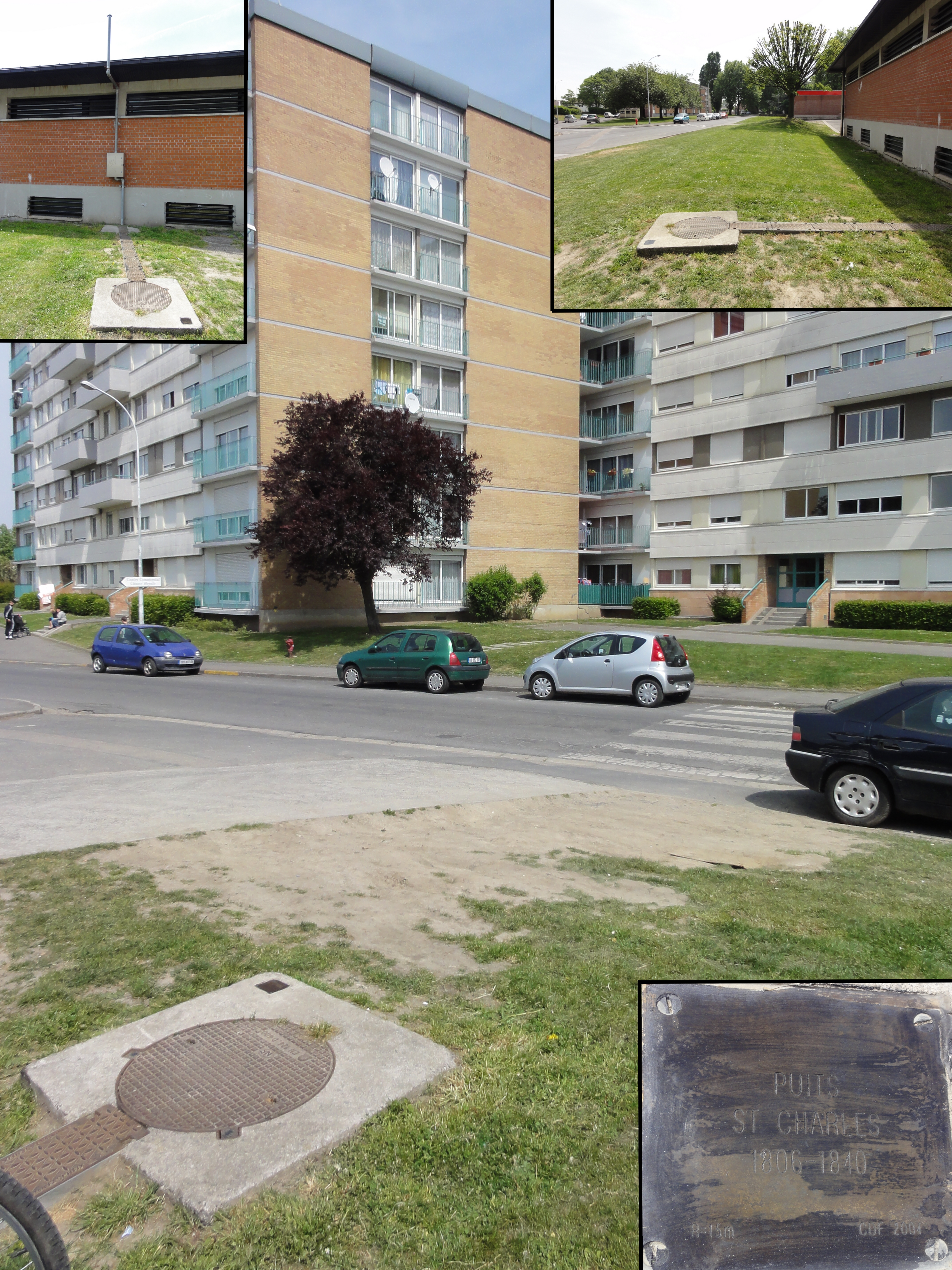
Tête de puits matérialisée Saint Charles.

La fosse Saint-Charles est ouverte en 1806 sur le territoire de Valenciennes, le puits est profond de 215 mètres. La fosse est abandonnée en 1840.

### Fosse Marie-Louise
50° 27′ 42″ N, 3° 34′ 31″ E
1809-1835
Le puits de la fosse Marie-Louise est creusée jusqu'à 248 mètres de profondeur. Les veines Neuf Paumes, Cinq Paumes, A.Filons, Masse, Élisabeth et Six Paumes furent exploitées.

### Avaleresse du Moulinet
1812-1814
L'avaleresse du Moulinet a été foncée à Valenciennes en 1812, elle est abandonnée en 1814 à la profondeur de 19 mètres.

### Fosse du Grand Wez
50° 26′ 23″ N, 3° 34′ 13″ E
1812-1879
Un seul puits creusé de 1,94 mètre de côté le 26 juillet 1812, jusque 213 mètres, 267 mètres selon le BRGM. La fosse du Grand Wez commence à extraire en janvier 1816. Elle arrête l'extraction en 1844 et sert d'aérage aux fosses Bonne Part et Outre Wez jusqu'en 1879.

### Fosse Neuve Machine
50° 27′ 35″ N, 3° 34′ 12″ E
1816-1916
La puits de la fosse Neuve Machine, creusé tout à proximité du puits de la fosse Vieille Machine, prend ce nom par opposition à ce dernier. Il est creusé d'emblée jusque 368 mètres de profondeur. Le cuvelage avait la forme d'un octogone inscrit dans un cercle de 2,30 m de diamètre. Après quelques essais infructueux, l'installation fut mise en service en 1823. Clef de voûte de tout l'établissement de Vieux-Condé pour l'épuisement des eaux, elle comportait 6 étages dont l'un, celui de la base, était aspirant et refoulait sur douze mètres seulement. Les cinq autres refoulaient chacun 70 mètres de hauteur. Jusqu'en 1857, le sort de cette installation fut surtout lié à celui de Vieille Machine, puis devint ensuite véritablement la centrale d'exhaure de Vieille Machine, Trou Martin et de quelques autres anciennes fosses. Elle fut démantelée en 1886, après la mise en service de la pompe souterraine de l'étage 407 de la fosse no 1 de Vieux-Condé. Un ventilateur fut alors installé provisoirement sur le puits pendant la réfection de la fosse Vieille Machine. Mis en service le 6 janvier 1890, ce ventilateur assura l'aérage de la fosse no 1 de Vieux-Condé jusqu'au 30 avril suivant, date à laquelle le foyer de la fosse Vieille machine fut rallumé. Le puits de Neuve Machine fut ensuite tenu en réserve sans assurer un service régulier jusqu'au moment où le puits fut remblayé et serrementé au cours de l'année 1916. Il avait tout juste un siècle d'existence.

### Fosse de la Cave
Avaleresse de la Cave
50° 22′ 37″ N, 3° 30′ 21″ E
1816-1818
Fosse de la Cave
50° 22′ 37″ N, 3° 30′ 21″ E
1817-1879
Une avaleresse est tout d'abord ouverte sans succès sur le carreau de la fosse de la Cave, puis un puits productif a été exploité.

### Fosse d'Outre Wez
50° 26′ 37″ N, 3° 34′ 08″ E
1817-1916
Le puits de la fosse d'Outre Wez est ouvert le 1er juillet 1817, de forme octogonale, inscrit dans un cercle de 2,40 m. Il est creusé jusqu'à 226 m et l'extraction démarre vers 1823. Elle cesse en 1867, puis sert d'aérage pour Bonne Part. Remblayé et serrementé en 1883, ce puits est rouvert pour assurer le retour d'air pour Vieux-Condé no 1 ; il est définitivement remblayé en 1916.

### Fosse La Sentinelle
50° 21′ 02″ N, 3° 29′ 03″ E
1818-1852
Le fonçage de la Fosse La Sentinelle commence en 1818, le puits a atteint la profondeur de 170 mètres.

### Fosse Bon Air
50° 20′ 52″ N, 3° 29′ 12″ E
1819 - 1843

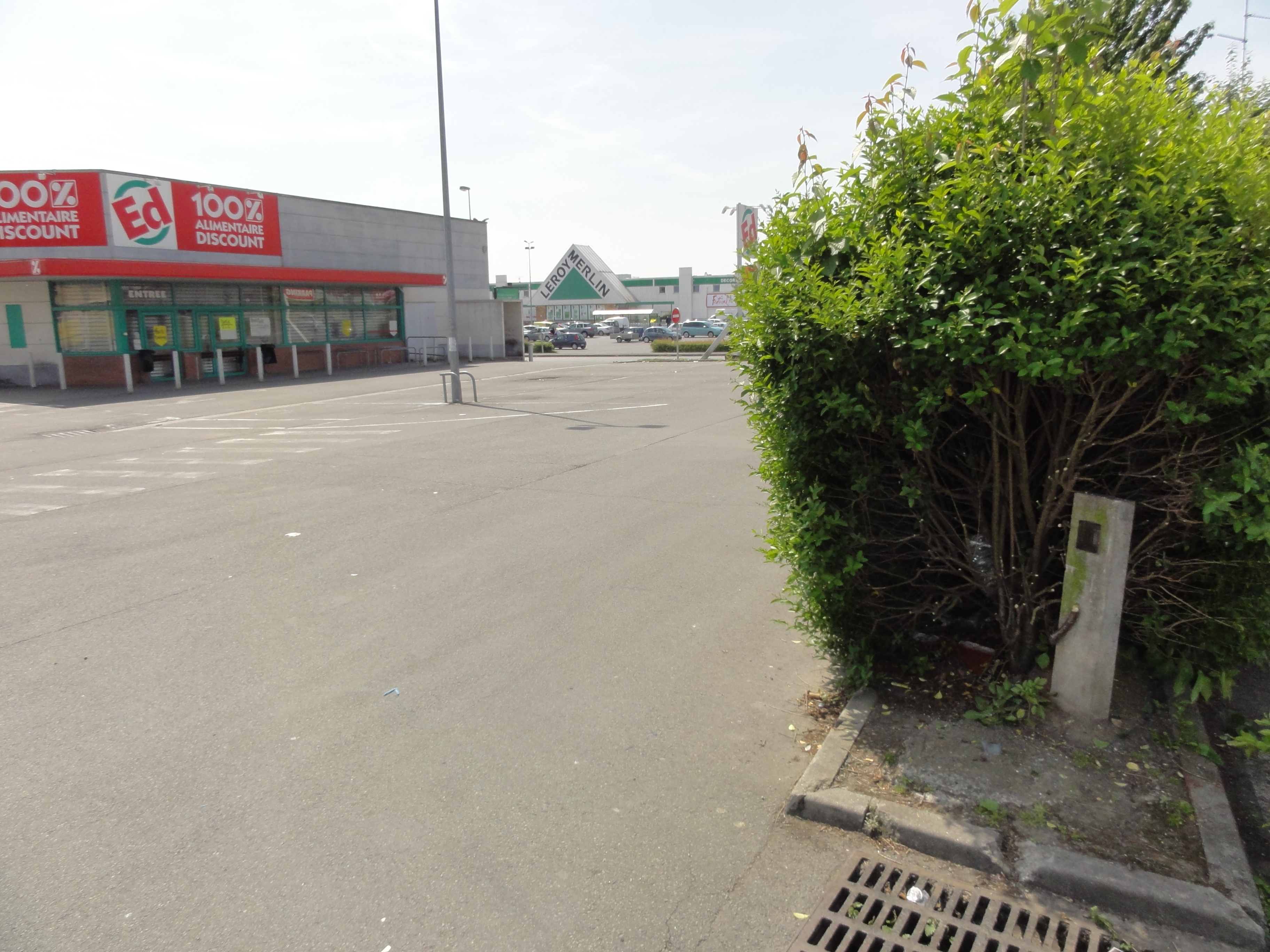
Le site en mai 2011.

Le puits de la fosse Bon Air est profond de 80 mètres. Un Burger King s'installe en 2022 sur le site.

### Fosse Saint-Louis (Anzin)
50° 22′ 31″ N, 3° 30′ 45″ E
1821 - 1899

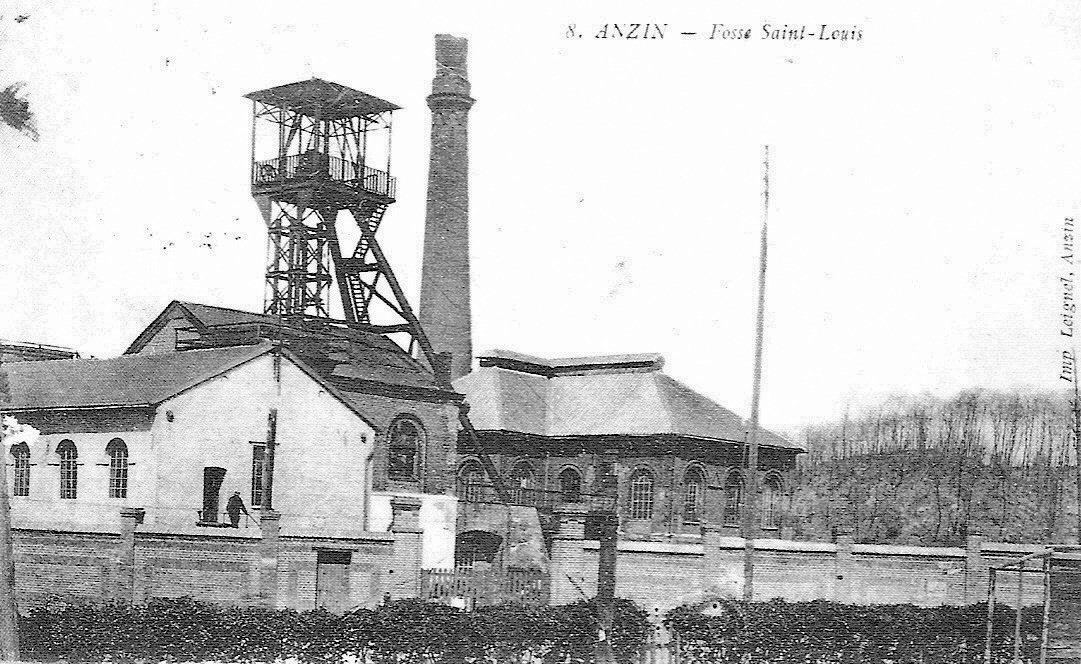
La fosse Saint Louis vers 1900.

Foncée en 1821 sur le faisceau de la fosse Bleuse Borne, à 700 mètres au sud-ouest de celle-ci. La fosse Saint-Louis est arrêtée le 1er décembre 1899 après avoir extrait 3 864 000 tonnes de charbon et sert alors à l'aérage de la Bleuse Borne jusqu'à la fermeture de celle-ci.

### Fosse du Sarteau
Puits du Sarteau no 1
50° 27′ 09″ N, 3° 33′ 24″ E
1822-1862
Puits du Sarteau no 2
50° 27′ 09″ N, 3° 33′ 22″ E
1823-1861
Le gisement sur lequel se trouve la fosse du Sarteau a été le premier exploité dans le Bassin du Nord-Pas-de-Calais en 1720. Le chevalement du puits Nord en maçonnerie de briques, en forme de tour carrée ressemblant à un donjon médiéval, a été édifié entre 1823 et 1855. Le puits a été fermé en 1860. Le chevalement fut transformé au cours de la Première Guerre mondiale, aménagé en blockhaus entièrement bétonné en 1938 et accompagné d’une casemate construite au nord ; C’est un des seuls témoins en France des techniques d’exploitation du charbon au milieu du XIXe siècle.

### Fosse La Pensée
50° 20′ 16″ N, 3° 18′ 15″ E.
1822-1950

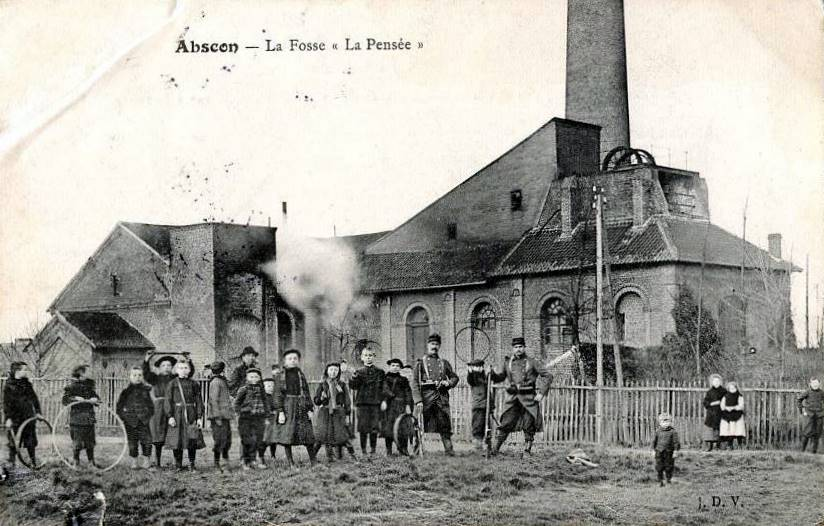
Fosse La Pensée vers 1906.

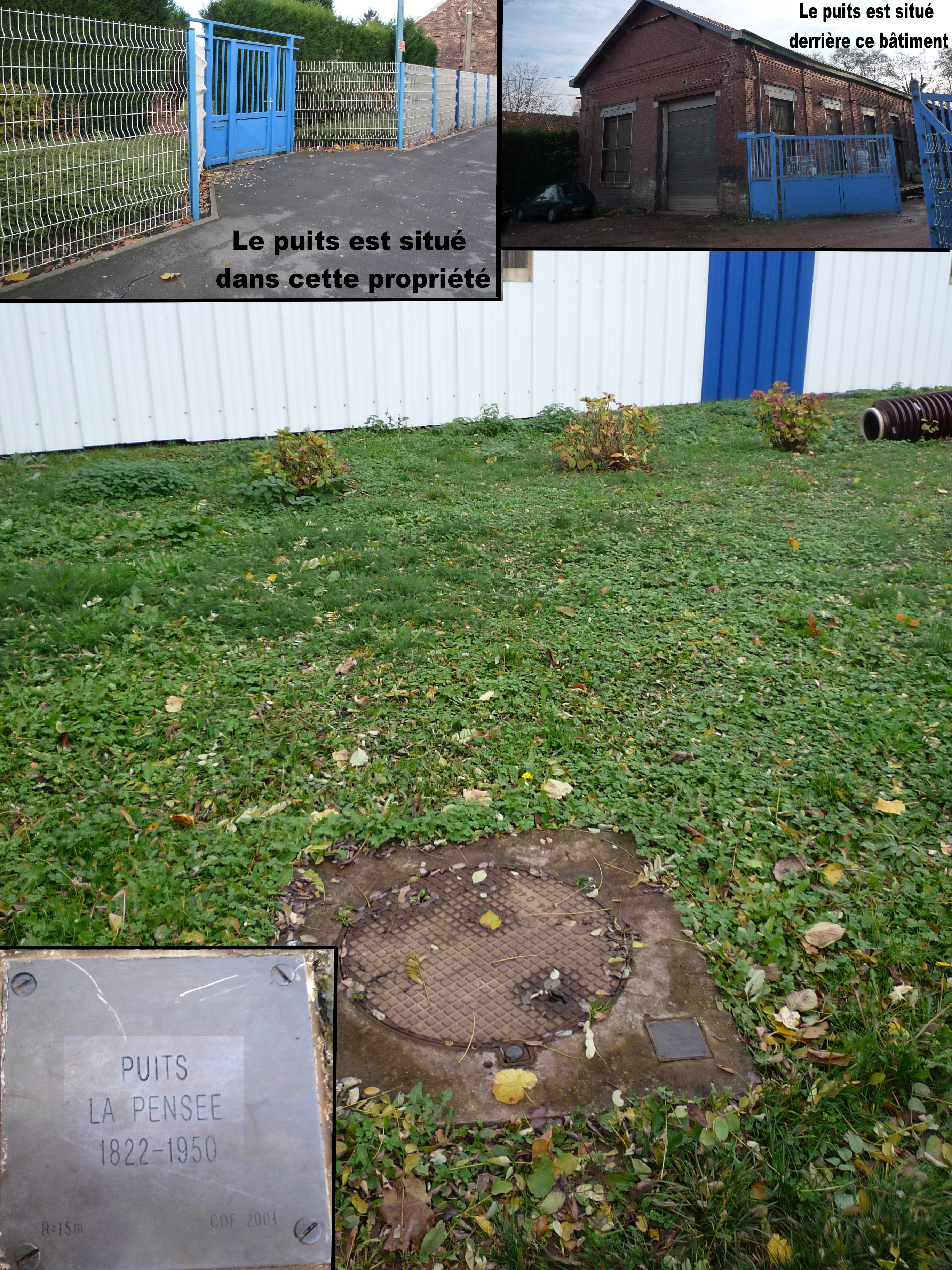
Tête de puits matérialisée La Pensée en 2009.

Foncée en 1822 à Abscon, la fosse La Pensée commence à produire en 1824. Le puits est creusé jusqu'à 594 mètres de profondeur et cesse d'extraire en 1871 après avoir produit 337 850 tonnes de charbon. La fosse servira ensuite pour l'aérage de la fosse Saint Mark à Escaudain distante de quelques centaines de mètres. Le puits est remblayé en 1950.
Abscon est à la limite des concessions des Compagnies des mines d'Anzin, d'Azincourt et d'Aniche. Il existait deux autres puits de mines sur le territoire d'Abscon qui faisaient partie des Mines d'Azincourt : l'avaleresse des Lillois ouverte et fermée en 1838 sans avoir donné de charbon et Saint Auguste ouverte de 1846 à 1876.

### Fosse de la Régie
50° 21′ 30″ N, 3° 28′ 51″ E
1824-1858
Après le succès de Dutemple pour la traversée du Torrent d'Anzin, La Compagnie décide le fonçage de la fosse de la Régie par le même procédé, à Valenciennes. Située à 350 mètres au sud de la fosse Dutemple, la fosse est ouverte en 1824 et creusée jusque 307 mètres. Elle a produit 413 000 tonnes de charbon. Après sa fermeture, le gisement sera repris par les fosses Dutemple et Réussite.

### Fosse Réussite
50° 21′ 21″ N, 3° 28′ 51″ E
1824-1949

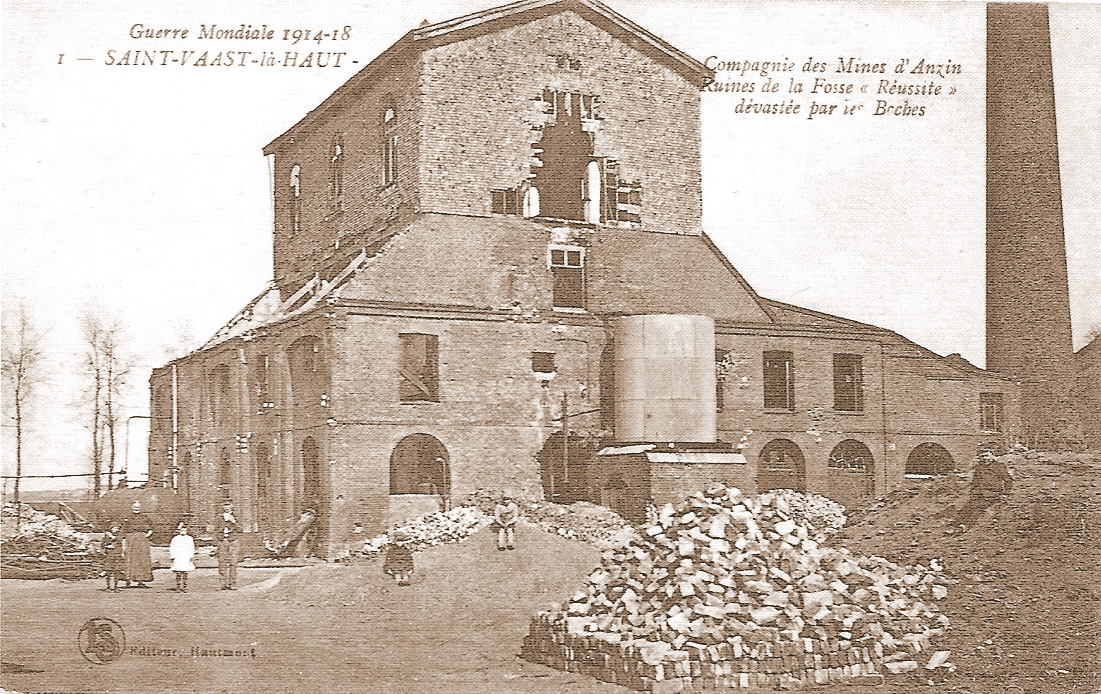
La fosse Réussite vers 1920.

Le puits de la fosse Réussite est situé sur le territoire de Saint-Waast, un hameau de Valenciennes. Le puits atteint le houiller à 76 mètres de profondeur. La fosse concentre rapidement les productions des fosses de la Régie, Ernest et Tinchon. Elle est creusée jusque 520 mètres et a produit 3 578 000 tonnes de charbon gras et demi-gras.

### Fosse Villars
Puits Villars Extraction
50° 19′ 32″ N, 3° 23′ 10″ E
1826-1894
Puits Villars Épuisement
50° 19′ 33″ N, 3° 23′ 11″ E
1829-1887

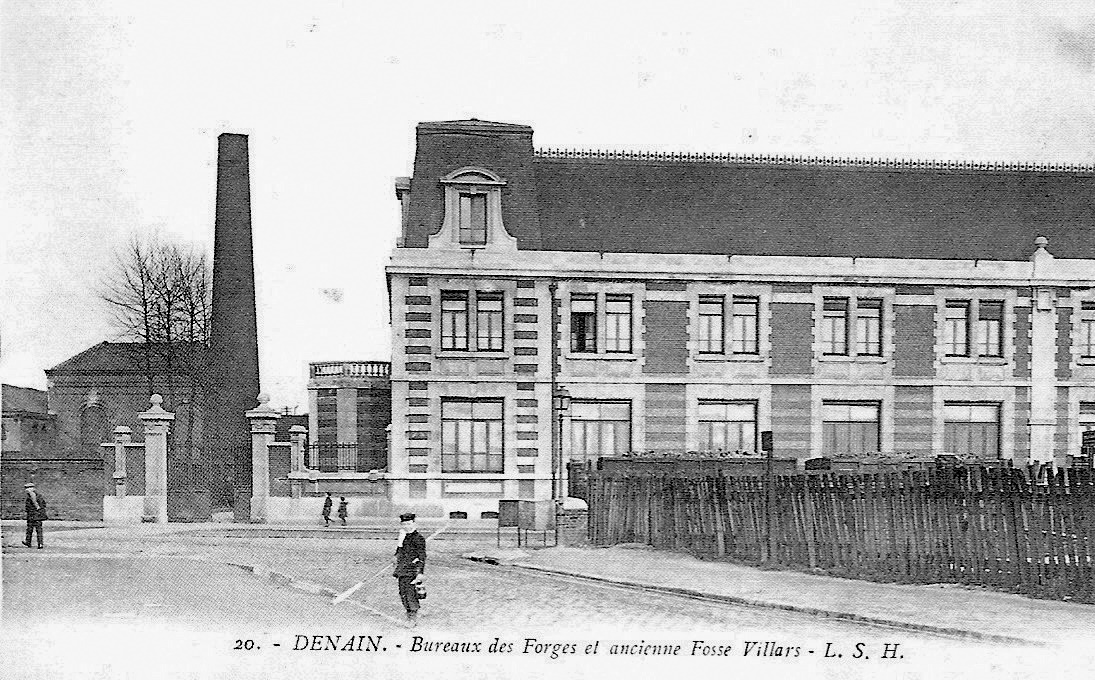
Fosse Villars à Denain vers 1900.
Il s'agit du bâtiment sur la gauche.

Les recherches de charbon débutèrent en fait à la fin du XVIIIe siècle. Les premiers forages eurent lieu en 1777 sur les terres des dames chanoinesses, face à l'hôtel de ville actuel, cette communauté religieuse ayant accordé son autorisation. Les recherches se soldèrent par un échec et furent à l'époque provisoirement abandonnées. Mais l'existence de tronçons entrecoupés ayant été prouvée, de nouvelles investigations reprirent en 1826. L'issue fructueuse au bout de deux années d'investigations lança, en 1828, la production de charbon dans la fosse Villars qui vit sortir la première gaillette. Une veine fut enfin exploitée à Denain. Un an plus tard, un second puits fut ouvert pour l'épuisement des eaux et pour l'aérage (Villars Épuisement).
La fosse est construite autour d'un remblai qui mit la tête du puits à l'abri des crues de l'Escaut et surélève la recette, ce qui permet de faciliter le stockage du charbon. La fosse cessera d'extraire le 1er septembre 1876. Le puits d'exhaure Villars Épuisement fonctionnera jusqu'en 1887 et sera serrementé et remblayé en octobre 1888. L'ancien puits Villars Extraction, profond de 387 mètres, servira encore à l'épuisement des eaux pour la fosse Renard jusqu'en 1894. Il sera remblayé en 1895.

### Fosse Ernest
50° 21′ 12″ N, 3° 28′ 37″ E
1826-1894
La fosse Ernest est ouverte en 1826 sur le territoire de La Sentinelle (hameau de Trith à cette époque), à 180 mètres au nord-est de la fosse Demézières et à 380 m au sud-ouest de la fosse Réussite. Le puits Ernest, d'un diamètre de 3,80 m, traversa 50 m de morts terrains avant de rencontrer le terrain houiller à la profondeur de 80 m. Le fonçage constitua à lui seul, un record, puisqu'il avait duré moins de huit mois. L'aérage était en partie assuré par les puits Réussite et Desmaizières. D'une profondeur de 387 m, le puits Ernest fut fermé en 1894, après une production totale de 617 000 tonnes. Le gisement plus profond fut repris par la fosse Réussite. C'est avec la fosse Ernest que s'achevèrent les dernières recherches dans le faisceau gras d'Anzin. L'intérêt principal de la compagnie allait en effet se déplacer vers la région de Denain, où la fosse Villars Extraction découvrit le charbon gras en 1826.
Abandonnée par la police des mines avant 1909, une cité minière s'implanta sur l'ancien carreau de fosse (cité Ernest actuelle). Le puits est relocalisé en 2001 par Charbonnages de France.

### Fosse Pauline
50° 21′ 02″ N, 3° 28′ 29″ E
1826-1867
Le fonçage de la fosse Pauline commence en 1826 à La Sentinelle pour une profondeur de 208,50 mètres.

### Fosse Vedette
50° 20′ 58″ N, 3° 28′ 34″ E
1826-1857
Le puits de la fosse Vedette est ouvert en 1825 à La Sentinelle. Il est profond de 196 mètres.

### Fosse Turenne
50° 19′ 52″ N, 3° 23′ 00″ E
1828-1888

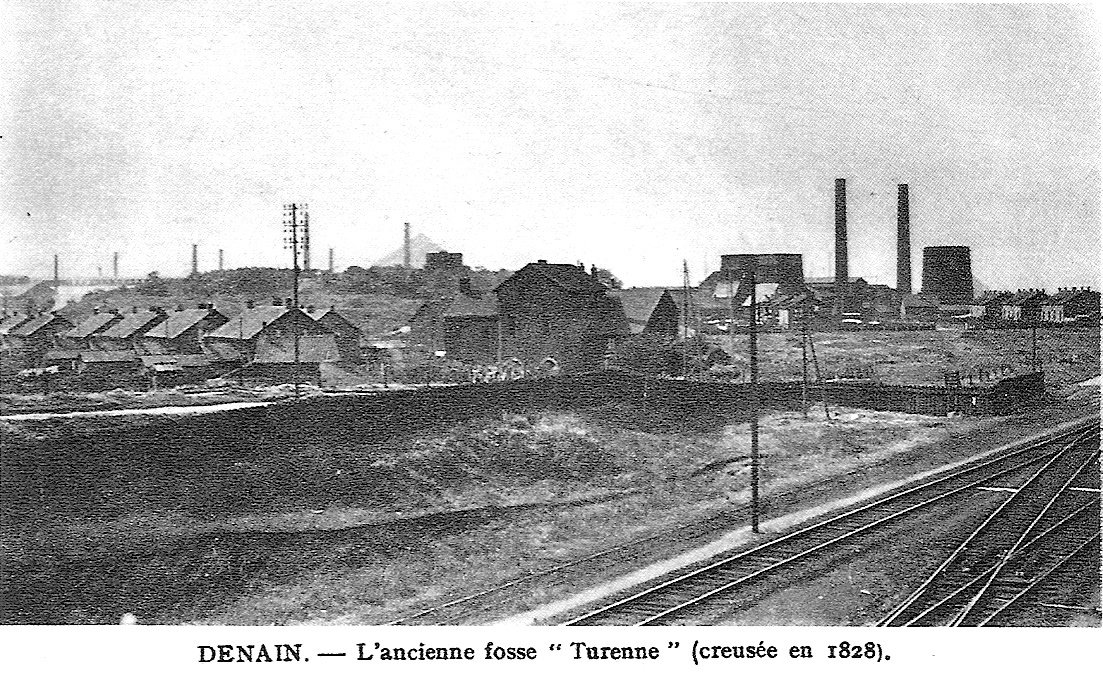
La fosse Turenne à Denain vers 1900.

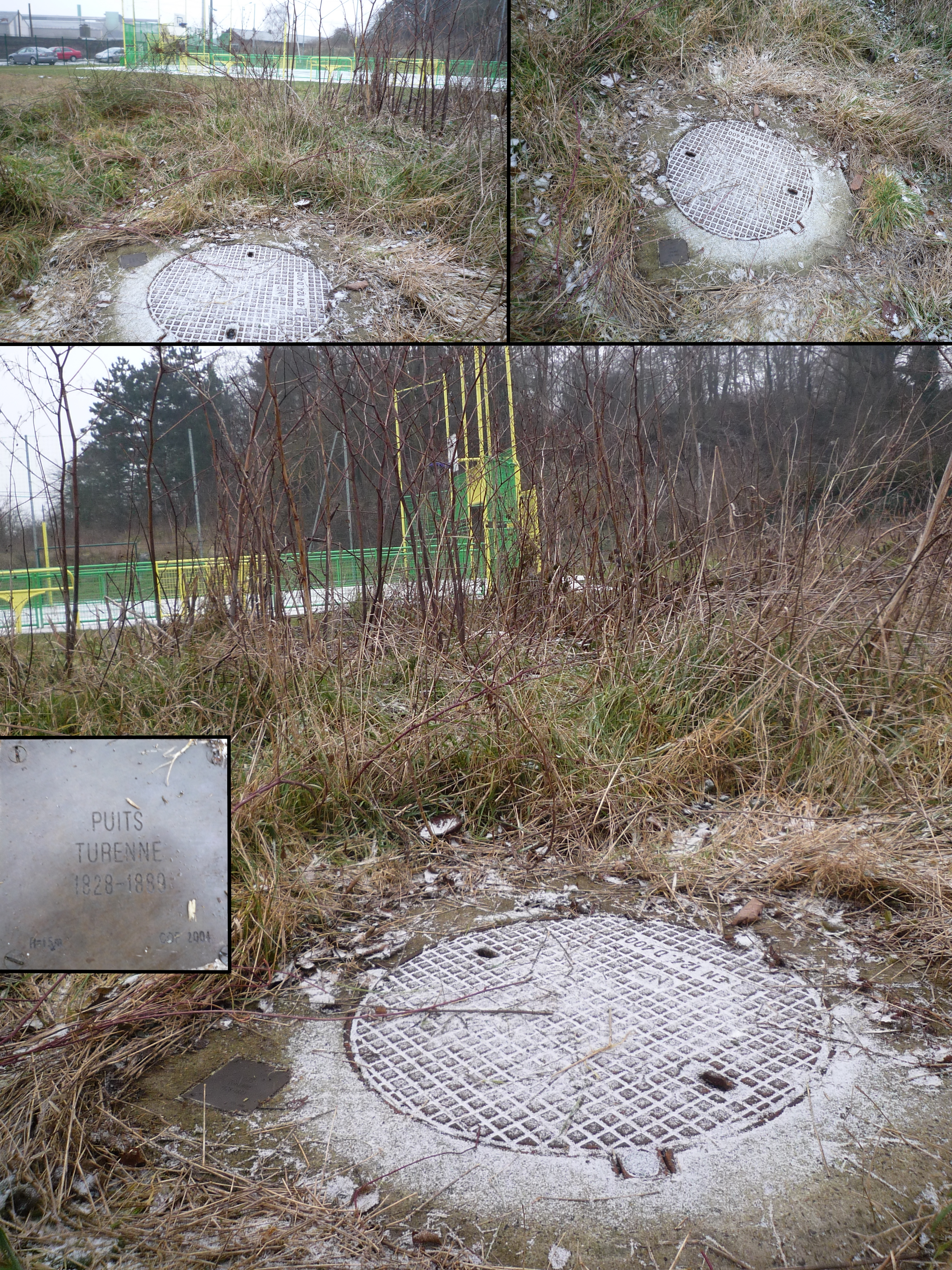
Le puits Turenne en février 2010.

Le houiller est atteint à 69 m. Le dernier accrochage de la fosse Turenne est situé à 466 m de profondeur en 1886. L'extraction a été arrêtée de 1869 à 1875.

### Fosse Bayard
1829-1887
À Denain, le puits de la fosse Bayard creusé à partir de 1829 atteint la profondeur finale de 243 mètres. Il est abandonné en 1887.

### Fosse Saint-Mark
Puits Saint-Mark no 1
50° 20′ 17″ N, 3° 18′ 52″ E
1830-1968
Puits Saint-Mark no 2
50° 20′ 17″ N, 3° 18′ 54″ E
1887-1968

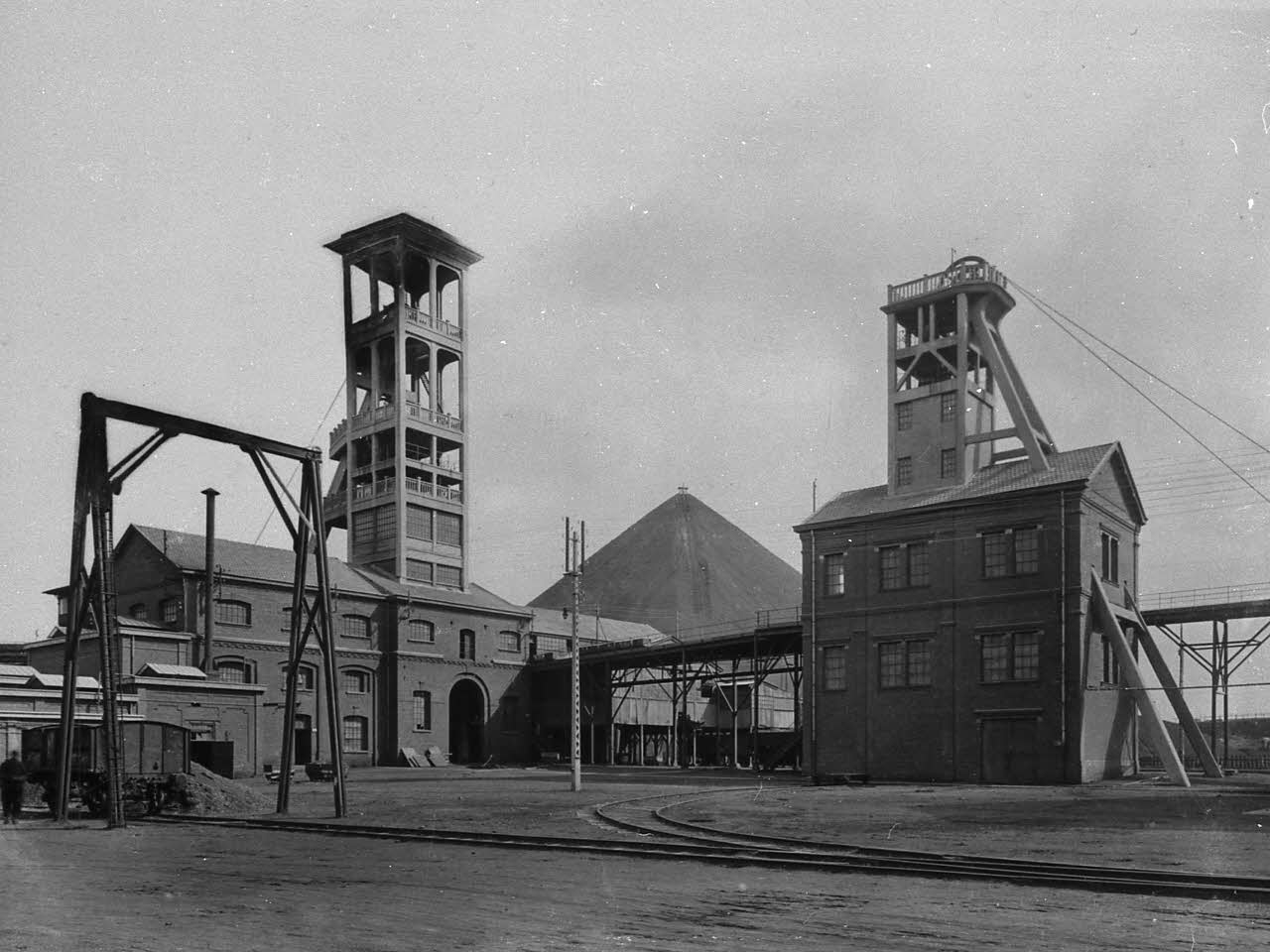
la Fosse Saint-Mark en 1960.

La fosse Saint-Mark ou Mark Jennings (du nom d'un membre de la direction de la Compagnie d'Anzin) est située à Escaudain et est foncée en 1830. Elle rencontre le houiller à 105 mètres de profondeur. Commence alors l'exploitation d'un gisement de charbon gras à partir de 312 mètres. En 1887, on creuse au diamètre de cinq mètres le puits no 2 qui entre en extraction, le no 1 assurant dès 1889 le service et l'aérage. À partir de 1935, la production de la fosse Casimir Périer (située à Somain) remonte par Saint Mark à l'étage −733 mètres, puis celle d'Audiffret Pasquier en 1956. Dès 1960 on atteint le niveau −1 010 mètres, c'est à cette époque la fosse la plus ancienne et la plus profonde de tout le bassin. Elle cesse d'extraire en juin 1968, après avoir remonté en 138 ans d'existence 19 834 000 tonnes nettes. Les puits no 1 de 856 m et no 2 de 858 m sont remblayés en 1969. Les installations de surface seront par la suite totalement démantelées ainsi que les deux terrils lors de la construction de la rocade minière. La fosse Saint Mark est située à proximité immédiate du centre-ville d'Abscon.

### Fosse Jean Bart
50° 19′ 33″ N, 3° 23′ 29″ E
1831-1881
L'exploitation du puits de la fosse Jean Bart date de 1831. C'est en effet cette année-là qu'a commencé le creusement du sous-sol. La date précise du début d'extraction du charbon est cependant inconnue. Ce puits a été exploité jusqu'en 1859 soit 28 ans et la mine a été définitivement fermée en 1881. Il s'est donc écoulé 22 ans avant la fermeture définitive du site. Les puits comme celui-ci où l'exploitation avait cessé pouvaient être utilisés comme puits de service : ils servaient à la montée et à la descente des mineurs, au transport des matériaux afin de privilégier l'exploitation dans les puits encore en activité avec lesquels ils étaient reliés par des galeries. Il atteindra 257 mètres au total. Le centre commercial Carrefour est construit par-dessus le puits.

### Fosse Mathilde
50° 20′ 00″ N, 3° 23′ 00″ E
1831-1863

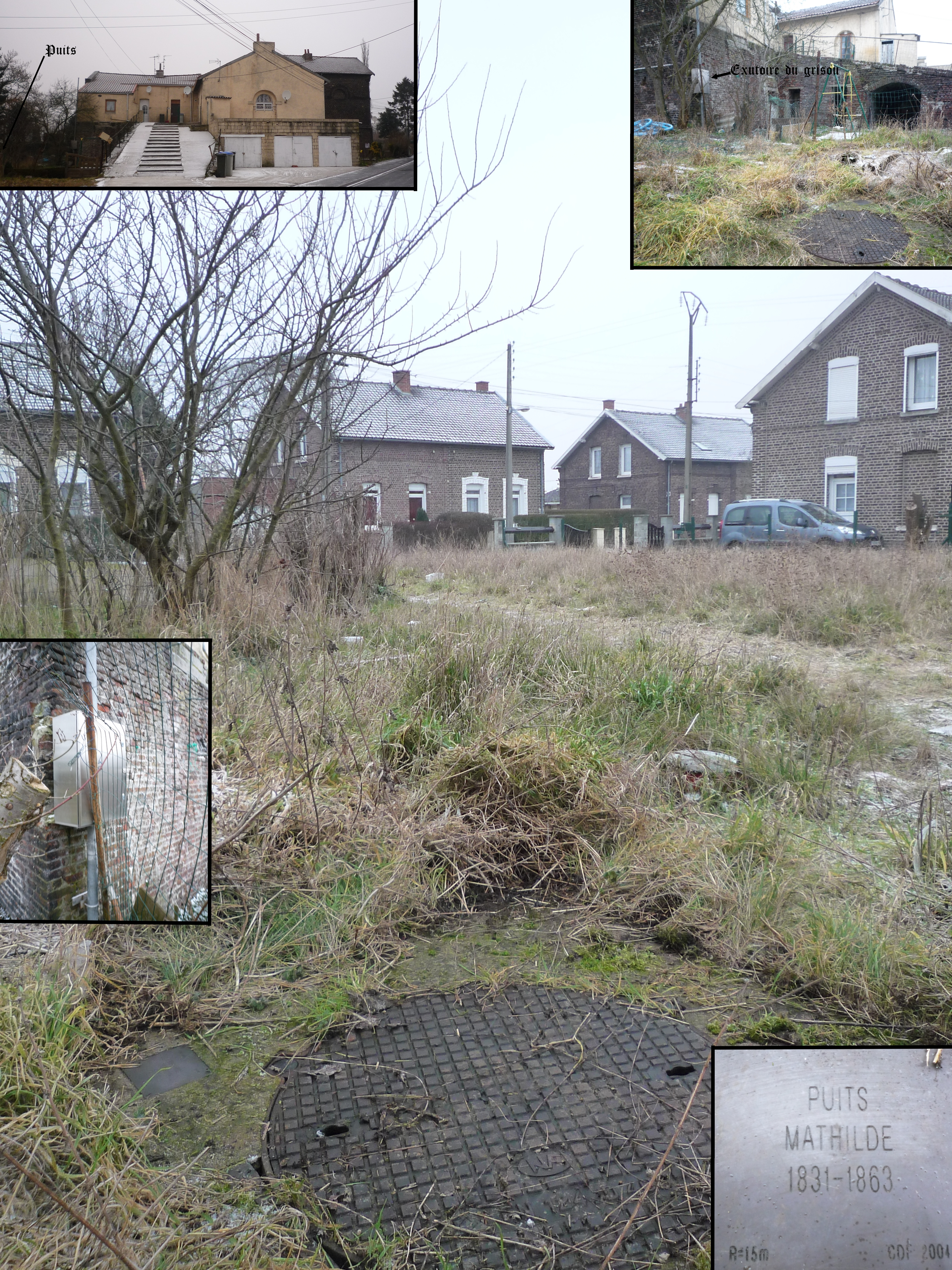
Le puits Mathilde en février 2010.

Le puits de la fosse Mathilde est profond de 311 mètres.

### Fosse Orléans
1832-1901
La fosse Orléans est ouverte en 1832 à Denain. Le puits est profond de 254 mètres, il est abandonné en 1901.

### Fosse Napoléon
50° 19′ 59″ N, 3° 22′ 37″ E
1833-1864
Le puits de la fosse Napoléon est creusé en 1833 à Denain. La profondeur atteinte est de 232 mètres. Il est abandonné en 1864.

### Fosse Laurent
50° 27′ 56″ N, 3° 32′ 19″ E
1833-1884
Du nom de Pierre-Joseph Laurent, d'abord éclusier à Bouchain qui devint « sans l'aide de personne », le plus célèbre ingénieur de son siècle et l'un des administrateurs de la Compagnie des mines d'Anzin. Le puits de la fosse Laurent a été creusé jusque 170 mètres de profondeur.

### Fosse Bellevue
50° 20′ 36″ N, 3° 22′ 43″ E
1834-1844
Le puits de la fosse Bellevue ouvert en 1834 est profond de 160 mètres. Il est abandonné en 1844.

### Fosse Amaury
1834-1949

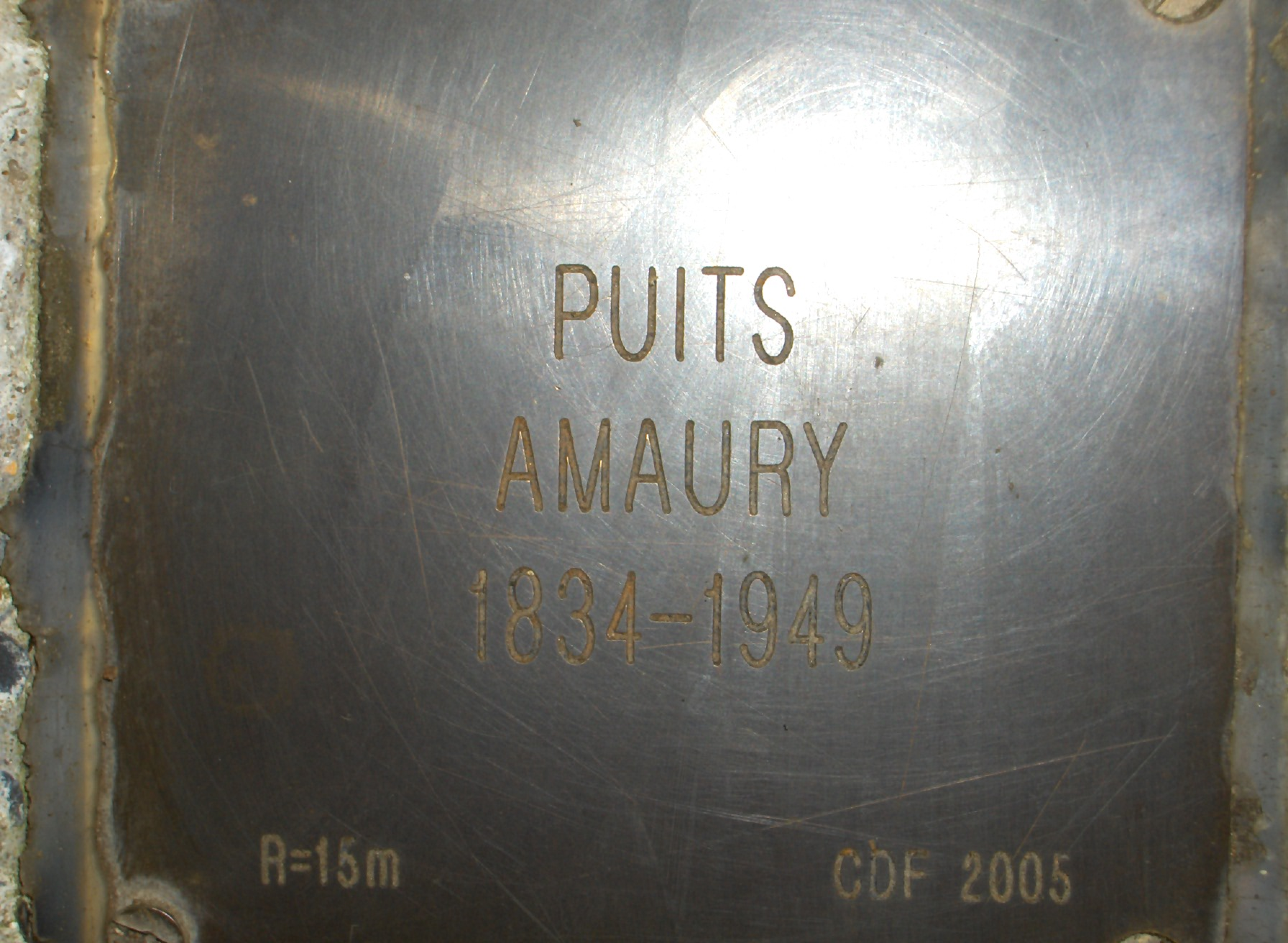
Sépulture du Puits Amaury d'Hergnies.

La fosse Amaury fut ouverte le 5 mai 1834, elle prit le nom du baron Amaury de la Grange, parent de Pierre Taffin créateur de la première compagnie des mines avec Jacques Desandrouin. La houille exploitable fut trouvée à partir de 61 mètres de profondeur (veine « 9 paumes et 5 paumes du midi »). La veine « Masse », la plus profonde fut atteinte à 232 mètres. Ce puits de 2,60 mètres de diamètre s'enlisa dès le départ dans une série de difficultés dues à des problèmes d'eau (noyage des travaux, arrêt du transport sur l'Escaut dû à la construction de l'écluse d'Hergnies et inondations…).
L'exploitation, difficile, peu rentable et donnant un produit friable peu apprécié de la clientèle, fut entrecoupée de 1843 à 1896 de longues périodes de suspension d'activité pour travaux de remise en état ou de chômage complet. L'extraction du charbon reprit péniblement en septembre 1896 pour se stabiliser entre 200 et 350 tonneaux par jour jusqu'en octobre 1912 date de la fermeture complète d'Amaury dont les exploitations devinrent partie intégrante de la fosse Vieux-Condé. Utilisée ensuite comme puits d'aération, Amaury ne fut remblayé qu'en 1949. Pour éviter que les eaux ne s'introduisent dans le puits, celui-ci fut surmonté d'une tour en béton. Aujourd'hui c'est une simple dalle de béton qui recouvre cette entrée.

### Fosse Taffin
50° 27′ 51″ N, 3° 31′ 48″ E
1834-1915
Le puits de la fosse Taffin a été creusé jusque 120 mètres de profondeur.

### Fosse Sophie
50° 28′ 08″ N, 3° 32′ 34″ E
1835-1867

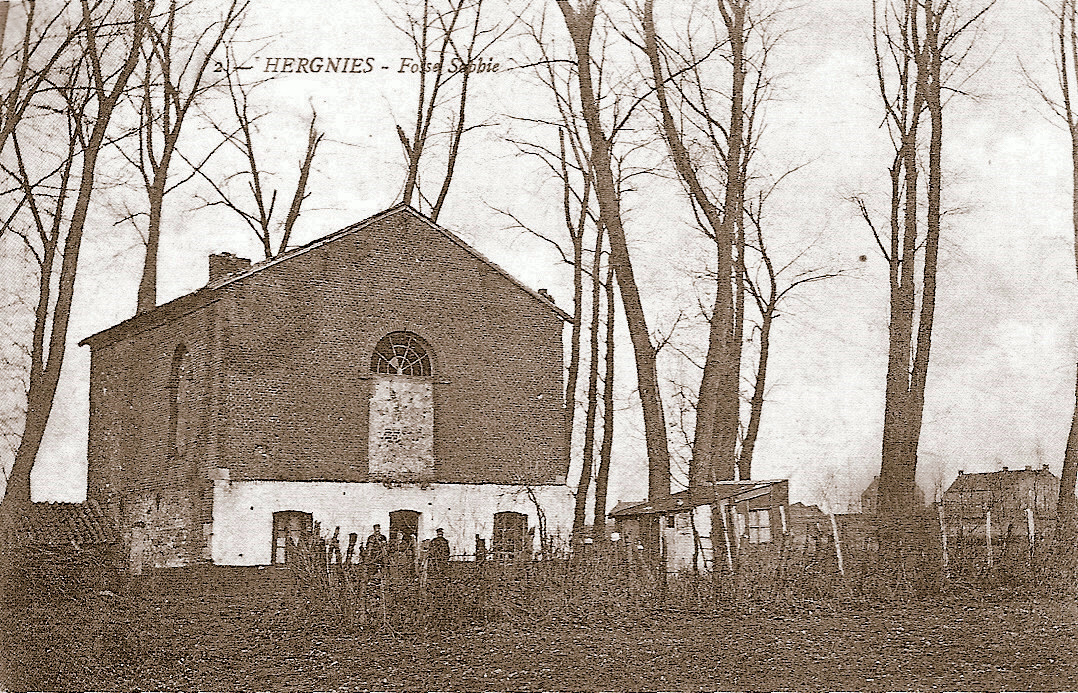
La fosse Sophie à Hergnies vers 1900.

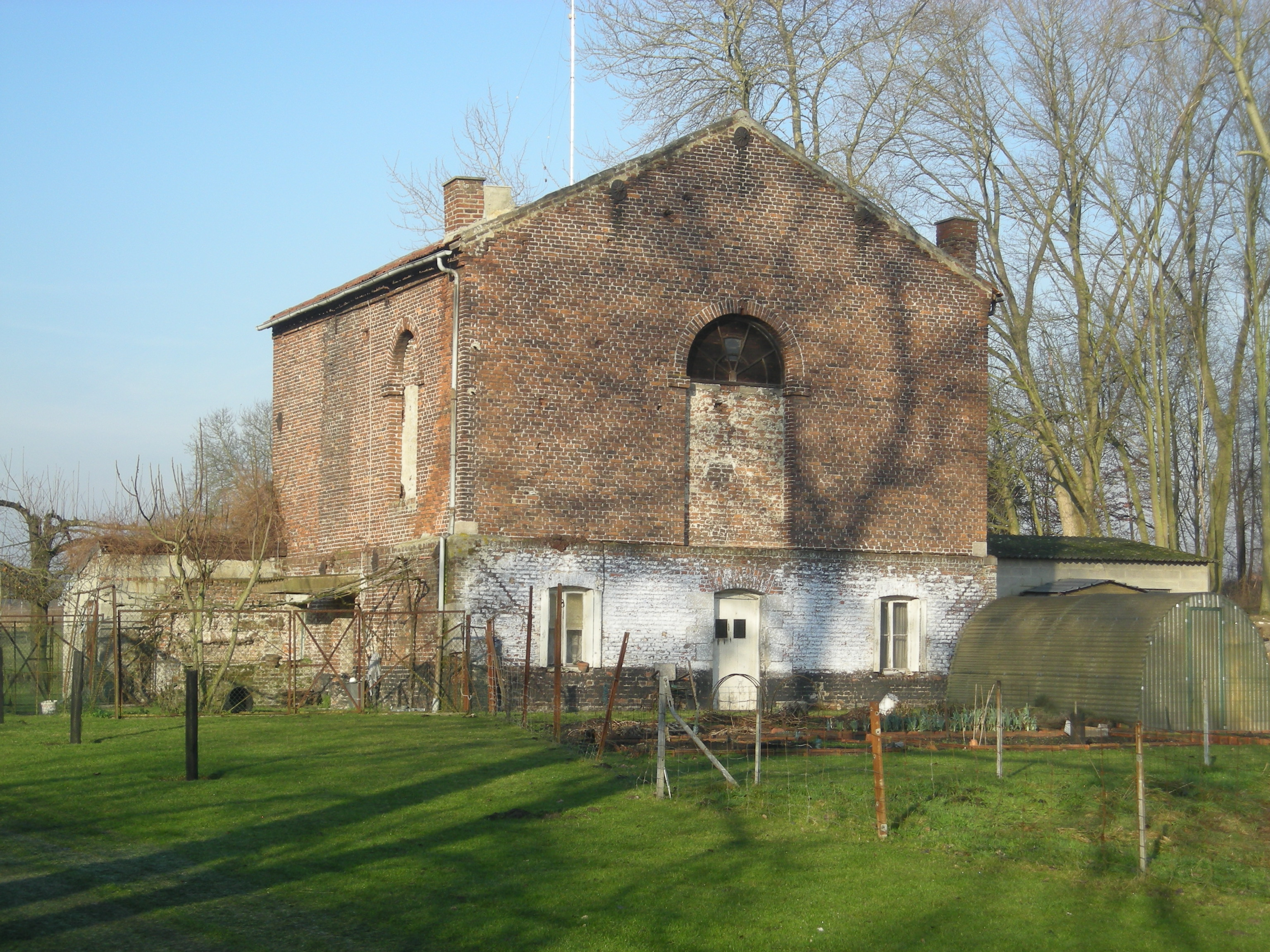
La fosse Sophie à Hergnies en 2007.

Le puits de la fosse Sophie a été creusé jusque 148 mètres de profondeur. Une partie de la fosse, qui avait été transformée en maison d'habitation, existe toujours. Le propriétaire est Joel Pascuzzo. Le site accueille une association qui a pour but la prise de conscience d'un site naturel et historique et propose des activités équestres et pédestres familiales.

### Fosse Casimir
50° 19′ 44″ N, 3° 22′ 48″ E
1835-1885
Le puits de la fosse Casimir profond de 308 mètres a été foncé en 1835 et remblayé en 1885.

### Fosse Renard
Puits Renard no 1
50° 19′ 31″ N, 3° 22′ 29″ E
1836-1952
Puits Renard no 2
50° 19′ 33″ N, 3° 22′ 30″ E
1873-1952
La fosse Renard est celle dans laquelle est descendu Émile Zola en 1884 avant d'écrire Germinal. C'est également dans cette fosse qu'a travaillé durant 46 ans le mineur-poète Jules Mousseron, père du célèbre Cafougnette. La fosse cesse d'extraire en 1948 après avoir remonté 14 618 000 tonnes de houille depuis son ouverture. Le puits no 1, profond de 832 mètres, et celui du no 2 de 833 mètres, sont remblayés en 1952. Le chevalet du no 1 est dynamité le 1er mars 1974 et celui du no 2 le sera le 18 mars. Actuellement[Quand ?], le garage Peugeot Sodena est bâti entre les deux puits, le reste du site est occupé par un garage Citroën, un ferrailleur, et une casse automobile.

### Fosse Jennings
50° 20′ 14″ N, 3° 19′ 30″ E
1837-1855

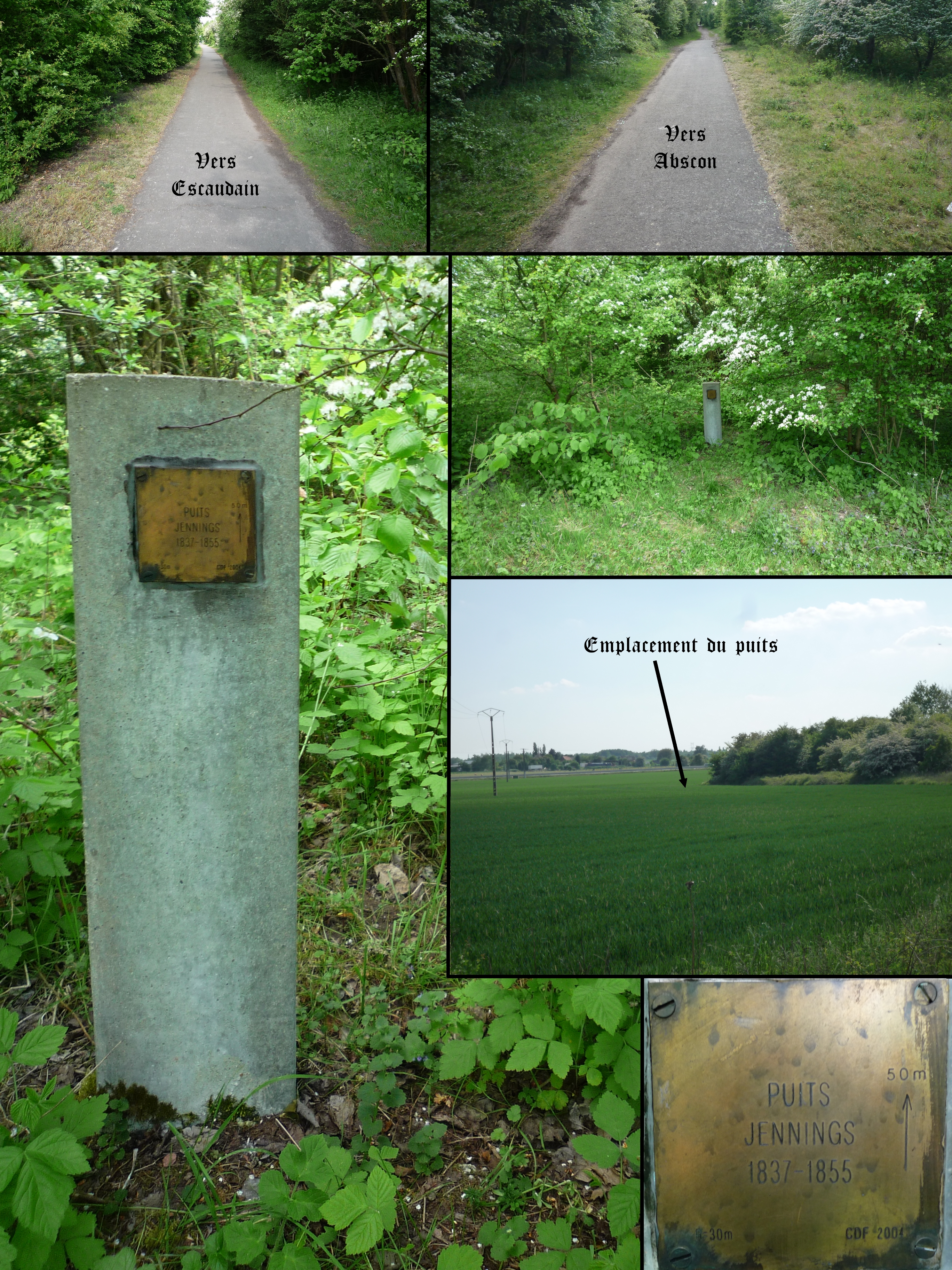
Le puits Jennings en mai 2010.

La fosse Jennings a été ouverte à Escaudain. Le puits a atteint 290 mètres de profondeur.

### Fosse d'Escaudain
50° 20′ 11″ N, 3° 21′ 05″ E
1838-1855
La fosse d'Escaudain a été ouverte à Escaudain.

### Fosse des Tertres
50° 24′ 38″ N, 3° 22′ 42″ E
1838-1845
Le 21 décembre 1837, un sondage dit des Tertres est commencé dans une pâture, près de l'actuelle rue Édouard-Vaillant, à environ 1 600 mètres au sud-ouest du clocher d'Hasnon, et amené finalement à la profondeur de 115,46 mètres. Le 11 mars 1838, le charbon a été découvert à la profondeur de 103,90 mètres, après que le terrain houiller a été passé à 102,20 mètres. Le 3 mai 1838, de nouvelles couches sont découvertes, le sondage est abandonné le 6 mai.
En mai 1838, à l'emplacement du sondage est établie la fosse des Tertres, et amenée jusqu'à la profondeur de 137,60 mètres. Les travaux du puits sont terminés le 8 janvier 1840. Des bowettes sont ouvertes aux niveaux de 110 et 134 mètres, et poursuivies sur une assez grande distance du puits au nord et au sud, mais elles n'ont recoupé que trois veinules irrégulières de charbon anthraciteux sale, qui n'ont pas permis l'exploitation de la fosse. Les travaux sont terminés le 15 décembre 1840. La fosse est ensuite abandonnée.

### Fosse des Prés Barrés
50° 24′ 32″ N, 3° 23′ 06″ E
1839-1845
La fosse des Prés Barrés a été foncée en 1839 dans une pâture au sud d'Hasnon, près de la route des Prés-Barrés, à 500 mètres au sud-est de l'avaleresse des Tertres. La profondeur atteinte a été de 135 mètres, le terrain houiller a été atteint à cent mètres. De longues bowettes ont été effectuées aux profondeurs de 112 et 132 mètres, mais seuls quelques filets charbonneux et une veine de charbon sale y ont été découverts, et ne paraissaient pas exploitables. La fosse est abandonnée en 1841.

### Fosse des Bouils
50° 24′ 03″ N, 3° 24′ 31″ E
1839-1845
Le puits de la fosse des Bouils ou des Boules a été foncé à partir 16 mai 1840 sur le territoire de Wallers, le long de la Drève des Boules d'Hérin (connue sous le nom de Trouée d'Arenberg), dans la forêt de Raismes-Saint-Amand-Wallers, deux kilomètres au nord-ouest de la future fosse Arenberg. La profondeur atteinte est de 135 mètres, le terrain houiller est atteint à 116 m. L'accrochage est établi à 130,30 mètres. Une bowette longue de cent mètres est menée vers le nord. Tous les travaux ont cessé en février 1843. Dans le courant des mois de mars et avril 1844, les machines sont démontées et expédiées vers Denain. En juin et juillet 1844, les installations sont démolies, le puits comblé, et le terrain déblayé. Il s'agissait de la troisième fosse d'Hasnon, sise elle sur le territoire de Wallers.

### Fosse Chabaud-Latour (Denain)
Puits Chabaud-Latour 57
50° 20′ 04″ N, 3° 23′ 59″ E
1842-1877
Puits Chabaud-Latour 58
50° 20′ 05″ N, 3° 23′ 59″ E
1842-1877
La fosse Chabaud-Latour (à ne pas confondre avec celle ouverte à Condé-sur-l'Escaut dans les années 1870) est foncée à partir de 1842 sur le territoire de Denain, 610 mètres au nord-nord-est de la fosse Joseph Périer, et 625 mètres à l'est-nord-est de la fosse Ernestine, toutes deux ouvertes l'année précédente à Denain. Le terrain houiller est atteint à 77 mètres, le puits no 58 est profond de 210 mètres. En 1873, une autre fosse portant le nom de Chabaud la Tour est ouverte sur le territoire de Condé-sur-l'Escaut, avec trois puits. Les puits Chabaud la Tour nos 57 et 58 sont abandonnés en 1877. Le puits no 57 est localisé Cité Ernestine, près d'une aire de jeux et d'un container pour le recyclage du verre, à une soixantaine de mètres au sud de la ligne de Somain à Péruwelz dont le tracé est repris par le tramway de Valenciennes. Le puits no 58 est situé à proximité, mais n'est pas encore géolocalisé avec précision.

### Fosse Ernestine
50° 19′ 56″ N, 3° 23′ 30″ E
1841-1943
Le puits de la fosse Ernestine est foncé à partir de 1841 à Denain, il est profond de 456 mètres.

### Fosse Joseph Périer
50° 19′ 46″ N, 3° 23′ 46″ E
1841-1918

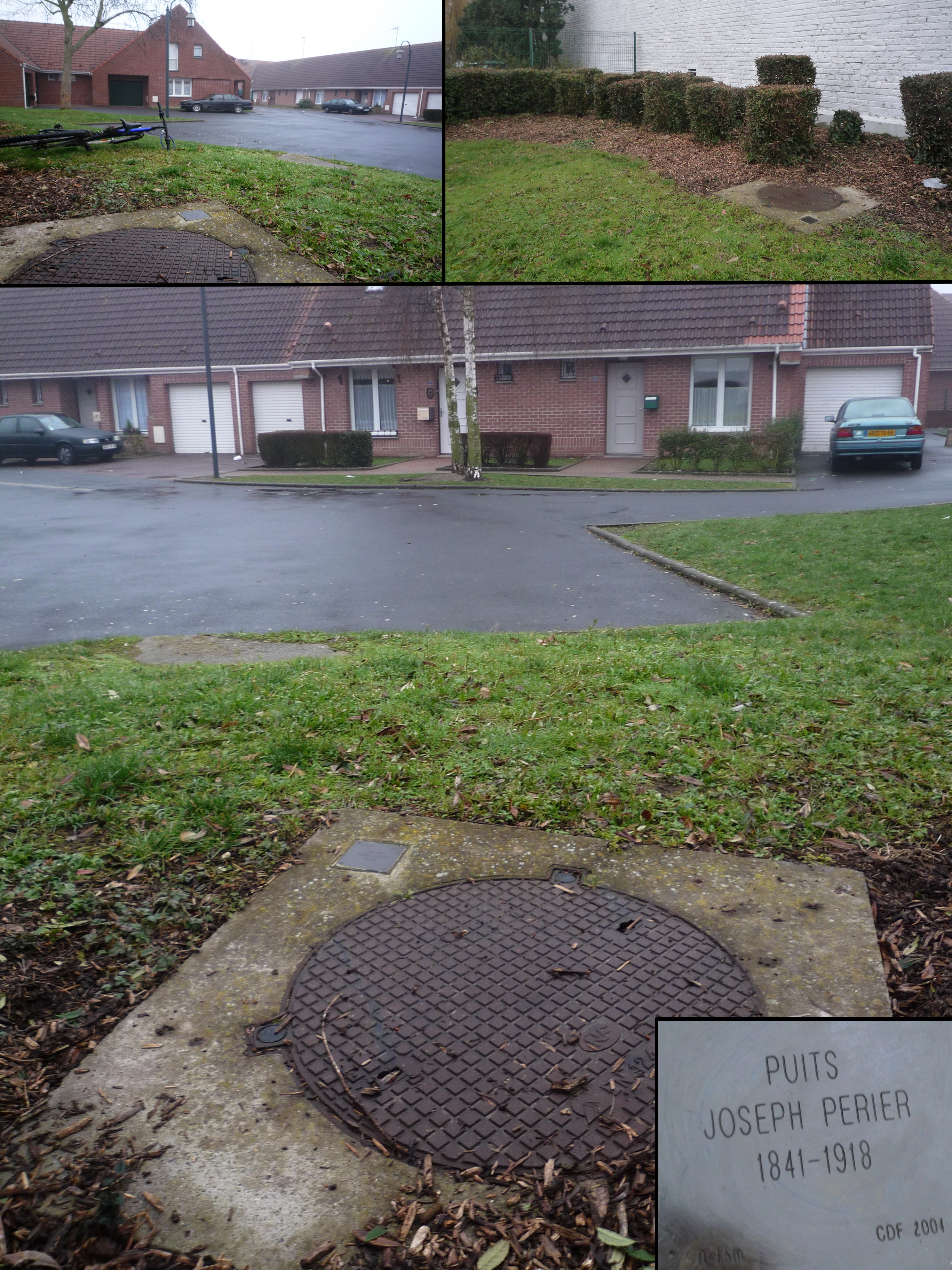
Le puits Joseph Périer en 2010.

La fosse Joseph Périer se situait au centre du coron Périer, entre le « Grand » et le « Petit » Périer, à Denain. Elle fut creusée en 1841 et l'extraction y débuta en 1859, jusqu'en 1918. Il s'agissait d'un petit puits, donnant un faible tonnage. Les bâtiments de la fosse Périer sont longtemps restés en excellent état : ils étaient encore utilisés jusqu'à leur récente démolition. Lors de ces démolitions susdites du coron Périer, on a retrouvé l'emplacement exact du puits. Le puits a atteint 365 mètres de profondeur.

### Fosse Davy
50° 21′ 05″ N, 3° 28′ 03″ E
1843-1942
En hommage à l'inventeur de la lampe de sureté, Humphry Davy, la fosse Davy est ouverte en 1843 dans une partie jusqu'alors inexplorée du gisement d'Anzin à 1 060 mètres au sud-ouest de la fosse Réussite. Les terrains houillers ont été atteints à 86 m. Bien qu'ayant atteint la profondeur de 278 mètres, l'extraction cesse en 1883, date à laquelle la fosse est abandonnée. Production totale : 1 383 000 tonnes. Son gisement est repris par les fosses Dutemple et d'Hérin. Approfondi par la suite jusqu'à 387 mètres, le puits est remblayé en 1942.

### Avaleresse Bois du Roi
50° 28′ 40″ N, 3° 37′ 35″ E
1843-1854

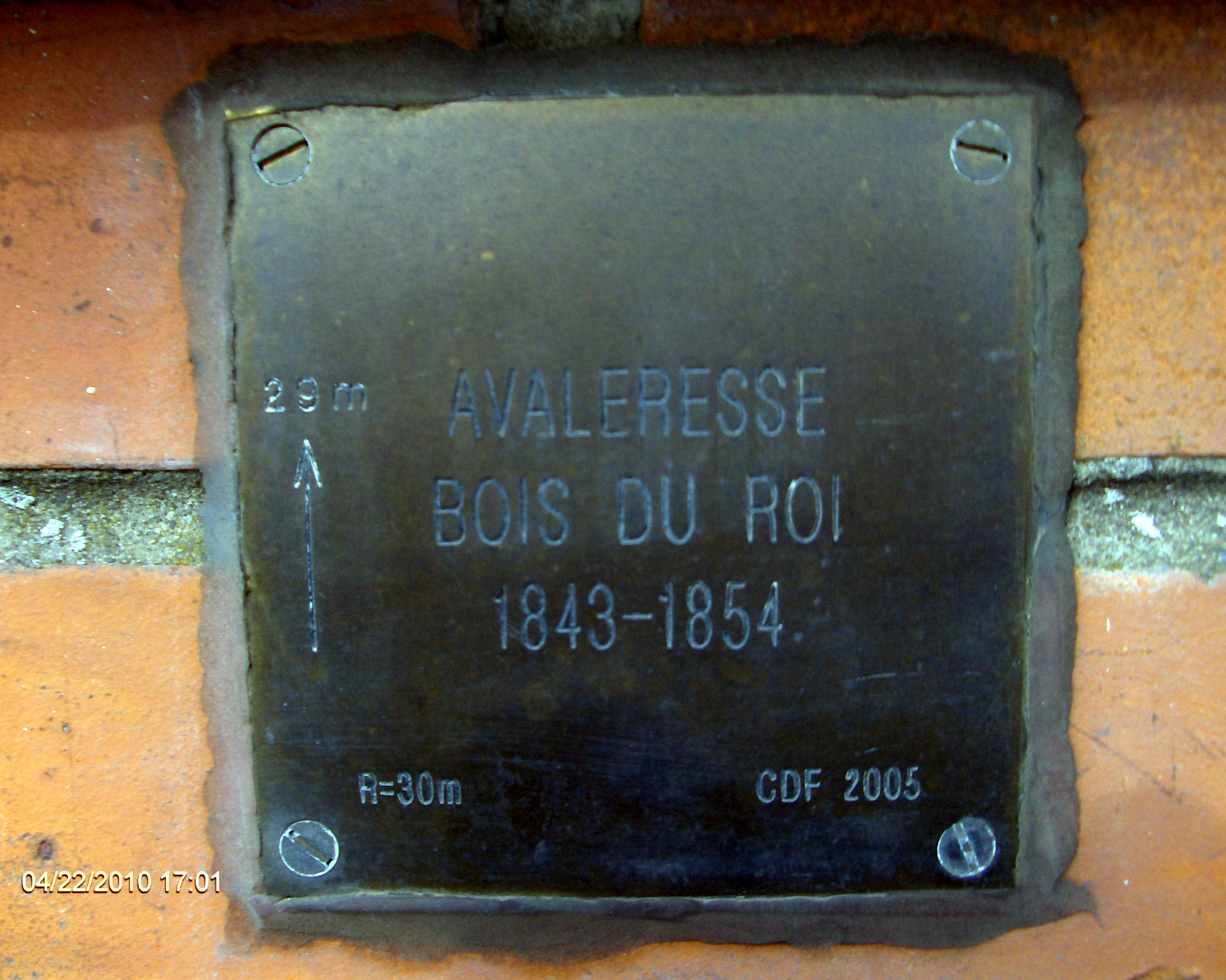
Sépulture de la Fosse Bois du Roi.

L'avaleresse Bois du Roi a été creusée en 1843. Elle est à moins d'un kilomètre de la frontière belge, près de Bernissart.

### Avaleresse Coq Hardi
50° 27′ 44″ N, 3° 35′ 44″ E
1843-1854

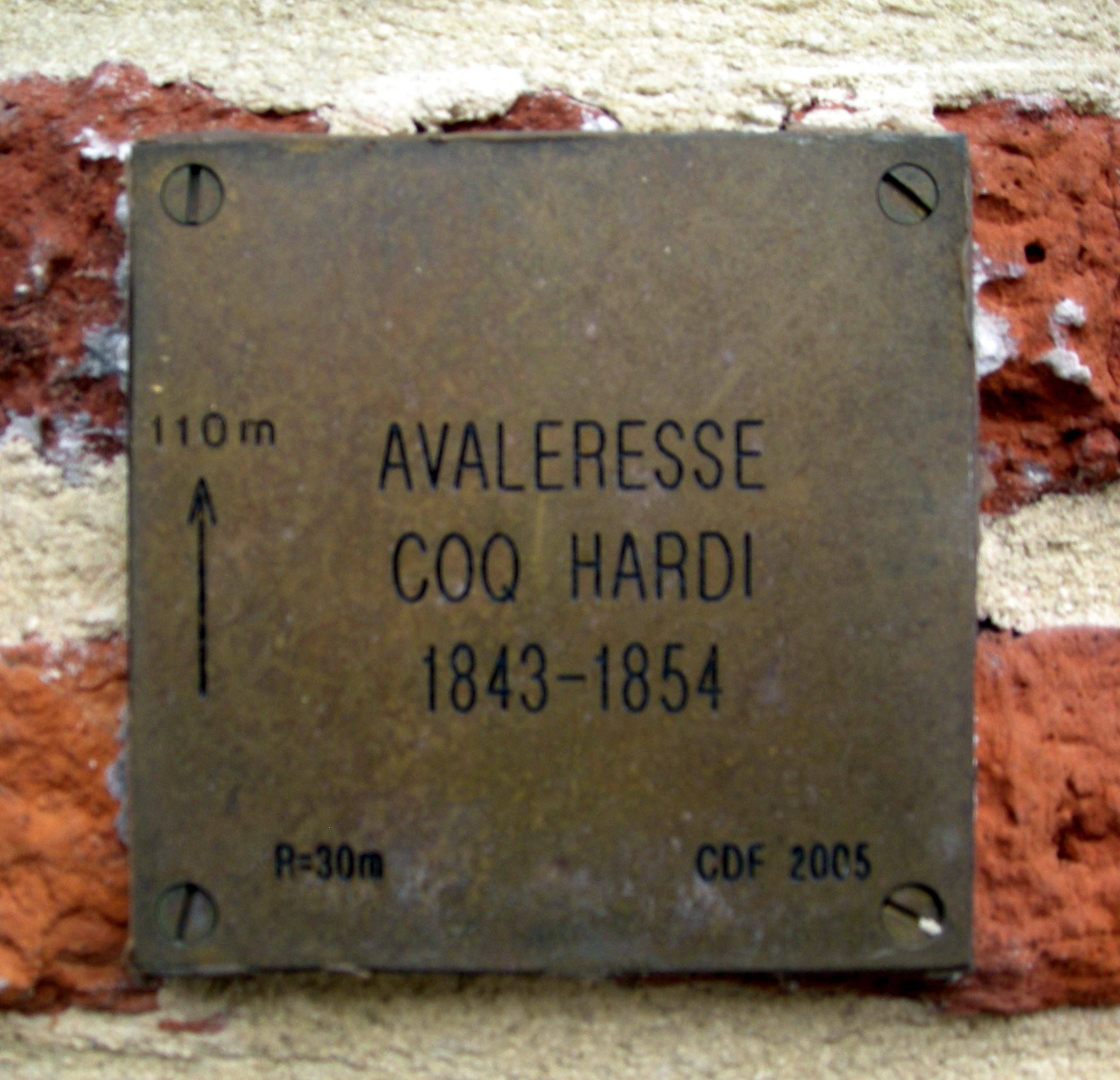
Sépulture du puits Coq Hardi

Elle figure sur un plan établi le 15 septembre 1868. l'avaleresse Coq Hardi était située à Condé-sur-l'Escaut à l'angle de la route de Bonsecours et de la rue Maréchal.

### Avaleresse de l'Escaut
1848-1848
L'avaleresse de l'Escaut a été ouverte et abandonnée en 1848 à Anzin.

### Fosse Lebret
50° 19′ 11″ N, 3° 22′ 08″ E
Le puits de la fosse Lebret est profond de 290 mètres. Il a été ouvert en 1849.

### Fosse Élise
50° 20′ 10″ N, 3° 20′ 10″ E
1851-1867

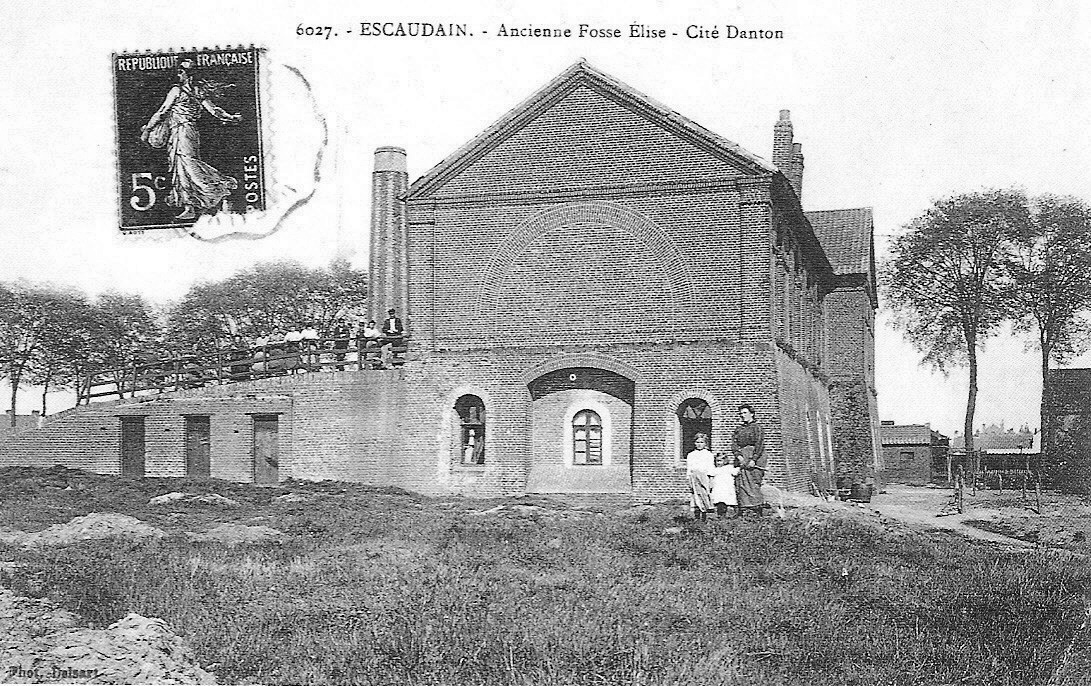
La fosse Élise à Escaudain vers 1900.

Ouverte en 1851 dans une partie du gisement particulièrement tourmenté, la fosse Élise est foncée jusqu'à 273 mètres et sera très rapidement fermée en 1867 : les veines rencontrées, très pentées, présentent de nombreux étranglements qui les rendent inexploitables.

### Fosse Enclos
Puits Enclos no 1
50° 19′ 12″ N, 3° 23′ 38″ E
1853-1955
Puits Enclos no 2
50° 19′ 12″ N, 3° 23′ 40″ E
1891-1953
C'est la fosse la plus au sud de la concession d'Anzin, à la limite avec la concession de la Compagnie des mines de Douchy.
Ouvert en 1853, le puits no 1 de la fosse Enclos atteint le terrain houiller à 64 mètres. En 1891, le puits no 2 est creusé. La fosse est détruite en 1914-1918 et après la guerre, lors de la reconstruction, le chevalet du puits no 2 est récupéré et remonté. La fosse cesse d'extraire en 1936 après avoir produit 6 977 000 tonnes de charbon gras. Le no 1 atteint la profondeur de 727 mètres et le no 2, 630 mètres. La fosse assurera l'aérage et le service pour la fosse Renard à partir de cette date. Une mine-image se situe encore à proximité immédiate du carreau de fosse.

### Fosse Vieux-Condé
Puits Vieux-Condé no 1
50° 27′ 07″ N, 3° 34′ 22″ E
1854-1982
Puits Vieux-Condé no 2
50° 27′ 06″ N, 3° 34′ 25″ E
1907-1982

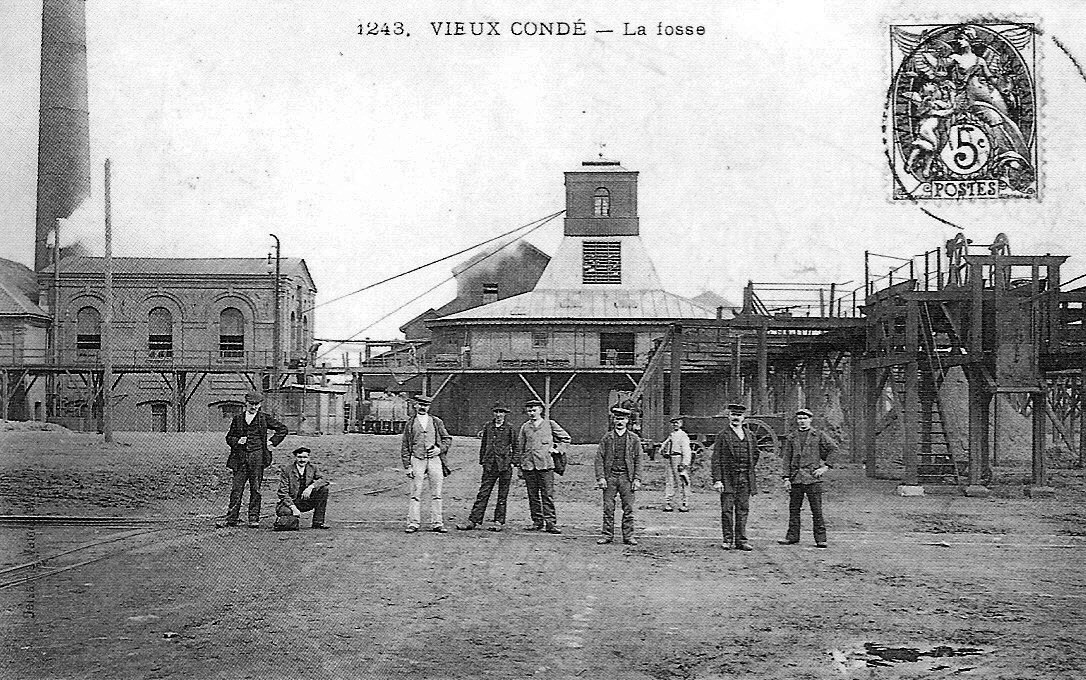
La fosse Vieux-Condé au début du XXe siècle.

La fosse Vieux-Condé nommée encore L'avaleresse de Vieux-Condé, est toujours restée connue sous le nom de fosse de l'Avaleresse. Elle était située à quelques centaines de mètres du centre-ville. Creusée à proximité de l’Escaut, la fosse l’Avalleresse fut dotée d’une gare d’eau destinée aux péniches et qui est encore visible actuellement.
Le puits no 1 a été foncé en 1854 et a atteint le houiller à 27 mètres de profondeur, il commencera à extraire en 1861. Le puits no 2 sera foncé à proximité du no 1, à l'est de celui-ci en juin 1907 et assurera alors l'extraction pour le siège. Détruites en 1918, les installations seront reconstruites.
Le no 1 n'est plus doté de chevalet, le no 2 sera récupéré et remonté après réparations. La fosse, rattachée à la fosse Ledoux de Condé-sur-l'Escaut, cessera d'extraire en juin 1972. Le personnel continuera à descendre par le puits no 2 et, en octobre 1972, des équipes de creusement entreprendront, à partir de l'étage -500, une bowette de liaison creusée conjointement à partir de Ledoux. La jonction sera effectuée le 26 juin 1974.
La fosse cessera tout service en 1982. Le tonnage total extrait s'est élevé à 21 853 000 tonnes. Le puits no 1, profond de 417 mètres, et le no 2 de 511 mètres, seront remblayés en 1982. Le chevalet du no 2 est abattu le 16 juin 1983.

### Fosse de Rœulx
Puits de Rœulx no 1
50° 19′ 16″ N, 3° 20′ 22″ E
1854-1957
Puits de Rœulx no 2
50° 19′ 16″ N, 3° 20′ 23″ E
1854-1958

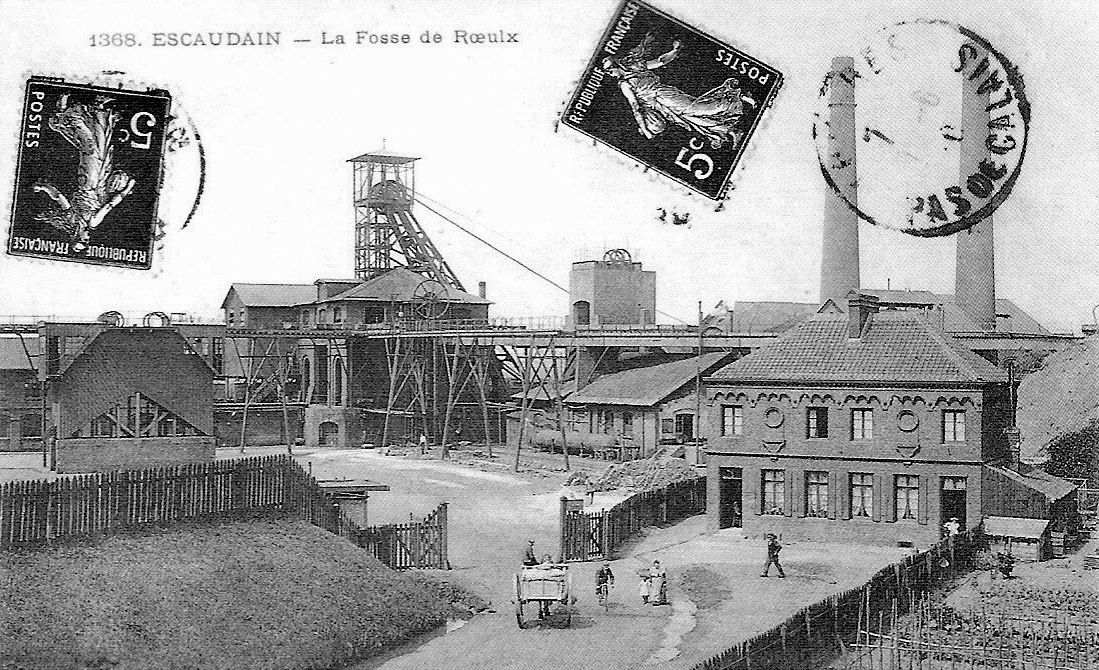
Fosse de Rœulx vers 1900.

Ouverts en 1854 à 3 800 mètres de la fosse Enclos à Denain, les deux puits de la fosse de Rœulx pénètrent dans le houiller à 80 mètres. Toutes les veines sont renversées et le gisement difficilement exploitable. La fosse entre en extraction en 1858 et sera fermée à l'extraction en mars 1939 après avoir extrait 8 151 545 tonnes de charbon. Les puits servent, à partir de 1946, à l'aérage pour les travaux de la fosse Schneider de la Compagnie des mines de Douchy. Le puits no 1 est remblayé en 1957, celui du no 2 l'est en 1958.

### Fosse d'Hérin
Puits d'Hérin no 1
50° 20′ 59″ N, 3° 27′ 01″ E
1854-1955
Puits d'Hérin no 2
50° 21′ 00″ N, 3° 27′ 03″ E
1854-1955
Puits d'Hérin no 3
50° 21′ 01″ N, 3° 27′ 03″ E
1890-1955

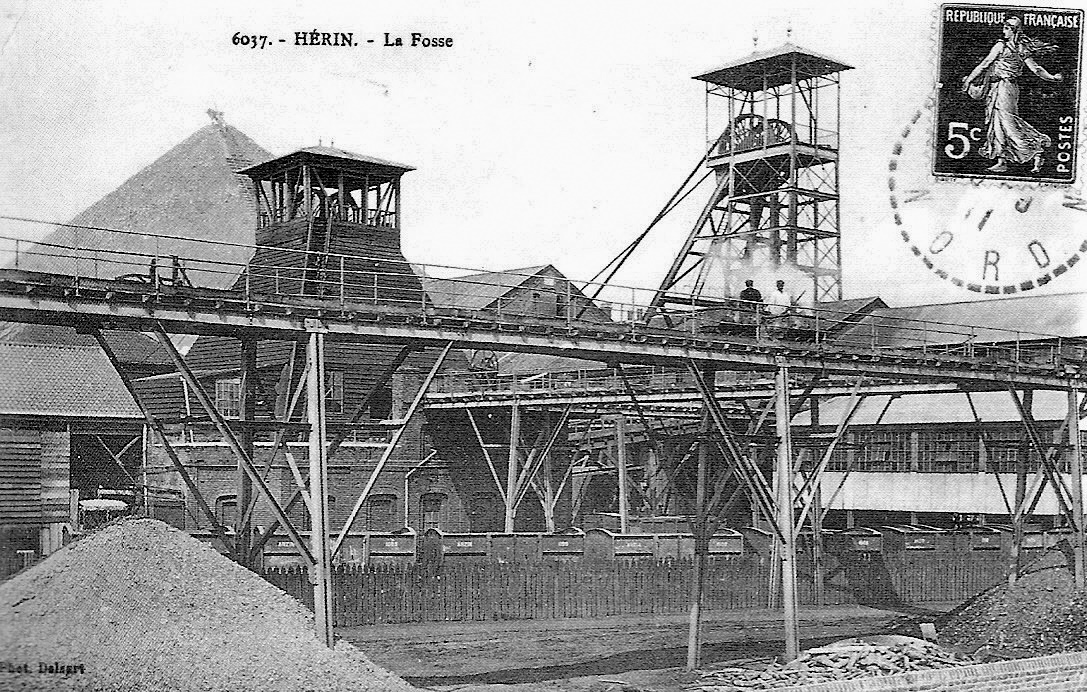
La fosse Hérin vers 1900.

Les puits no 1 et 2 de la fosse d'Hérin sont foncés en 1854. On rencontre le houiller à 85 mètres de profondeur et on commence à extraire en 1857. En 1890, un troisième puits est creusé. Détruites pendant la guerre 1914-1918, les installations de surface sont reconstruites vers 1920. La fosse cesse son extraction le 31 juillet 1936 après avoir produit 8 048 800 tonnes. Le no 1 avait 382 mètres de profondeur, le no 2, 609 m et le no 3, le dernier à avoir été maintenu en activité, 734 mètres. Ils ont été remblayés en 1955.

### Fosse Thiers
Puits Thiers no 1
50° 24′ 20″ N, 3° 33′ 42″ E
1856-1968
Puits Thiers no 2
50° 24′ 20″ N, 3° 33′ 43″ E
1856-1968

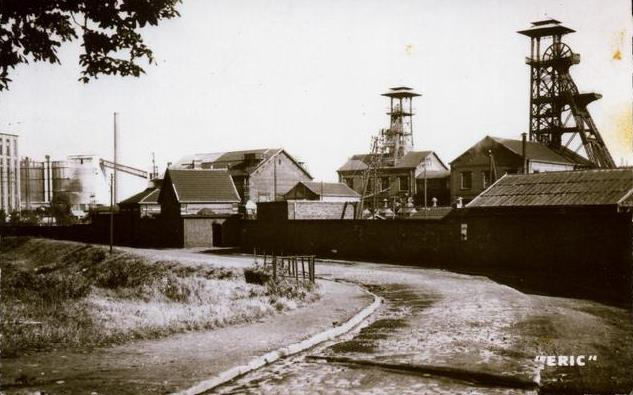
La fosse Thiers vers 1950.

La fosse Thiers porte le nom du président du conseil d'administration de l'époque, Adolphe Thiers, elle est foncée en 1856 sur un gisement de charbon gras, à proximité du canal de l'Escaut. Ses deux puits rencontrent le terrain houiller à la profondeur de 139 m. Des bowettes creusées au nord et au sud rencontrent de très nombreuses veines de charbon dont beaucoup ne sont pas exploitables. La fosse commence à produire en 1860. Les installations sont détruites pendant la guerre 1914 - 1918, Reconstruite en 1919, la fosse sera dotée d'une centrale et d'une cokerie.
La fosse Thiers cesse l'extraction en 1955, après avoir remonté 14 540 000 tonnes de houille : elle assure alors, avec le seul puits no 2, le service du matériel et du personnel ainsi que l'aérage pour la fosse Cuvinot jusqu'en 1967. Le puits no 1, profond de 608 m et le no 2, de 607 m, sont remblayés en 1968 et les installations du jour démantelées.

### Fosse Casimir-Perier
50° 20′ 31″ N, 3° 17′ 33″ E
1856-1969

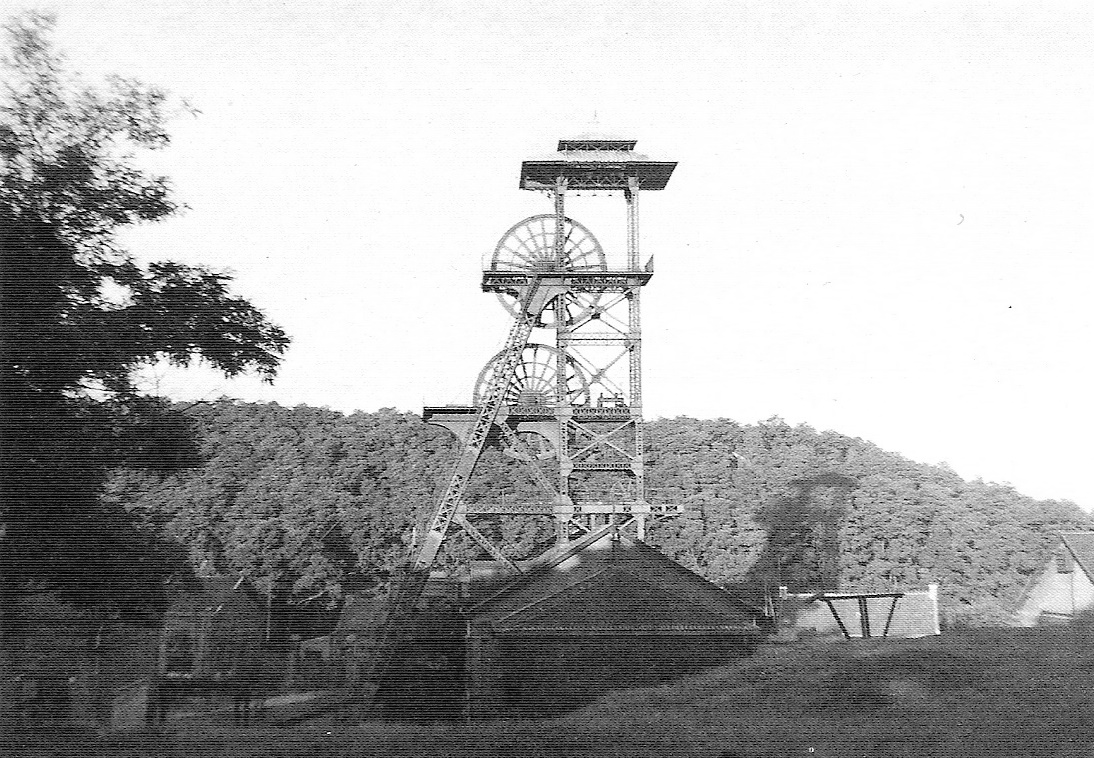
Fosse Casimir Perier en 1963.

Le puits de la fosse Casimir-Perier est foncé en 1856 sur le territoire de Somain, près des limites d'Abscon et de Fenain. C'est la fosse la plus occidentale de la Compagnie. Elle rencontre le terrain houiller à 114 mètres et commence à extraire en 1856. Mise en communication avec la fosse Saint Mark, la fosse Casimir Perier cesse d'extraire en novembre 1935 et sert alors de puits de service (aérage et circulation du personnel) pour Saint Mark à Escaudain. La production totale de cette fosse est de 7 836 000 tonnes de charbon gras et demi-gras. L'exploitation cesse en 1968, date à laquelle ferme la fosse Saint Mark.
Le puits est remblayé en 1969 et le chevalement abattu. Des bâtiments subsistent encore et servent actuellement à une scierie. Le puits a été nommé en hommage à Casimir Perier. À quelques mètres de profondeur subsiste la mine-image bien que l'accès soit condamné.

### Fosse d'Haveluy
Puits d'Haveluy no 1
50° 21′ 15″ N, 3° 24′ 21″ E
1866-1954
Puits d'Haveluy no 2
50° 21′ 14″ N, 3° 24′ 22″ E
1866-1954

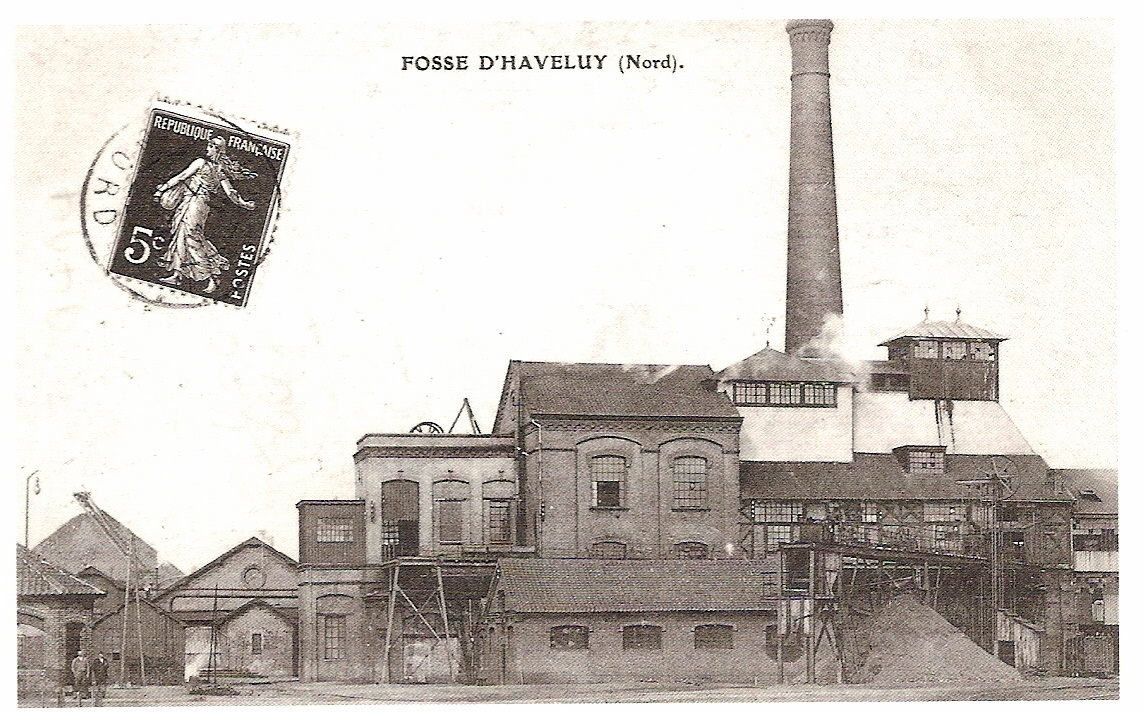
La fosse Haveluy vers 1900.

Les deux puits de la fosse d'Haveluy sont foncés en 1866. On rencontre le terrain houiller à 74 mètres de profondeur et l'exploitation commence en 1868. Détruite durant la guerre 1914-1918, la fosse est reconstruite. Elle cesse d'extraire en août 1936 après avoir produit 7 209 600 tonnes. Le no 1 a été creusé à 608 mètres de profondeur et le no 2 à 543 mètres. Les puits ont été remblayés en 1954 et les chevalements détruits en 1974.

### Fosse Chabaud-Latour (Condé-sur-l'Escaut)
Puits Chabaud-Latour no 1
50° 27′ 49″ N, 3° 36′ 14″ E
1873-1915
Puits Chabaud-Latour no 2
50° 27′ 49″ N, 3° 36′ 15″ E
1873-1972
Puits Chabaud-Latour no 3
50° 27′ 50″ N, 3° 36′ 17″ E
1873-1972
La fosse Chabaud-Latour (à ne pas confondre avec celle de Denain) est foncée sur un très riche gisement de charbon maigre et la Compagnie décide d'en faire un important siège de production. Trois puits sont creusés simultanément à partir du 5 juin 1873. Le houiller est atteint à 61 mètres et le creusement donne lieu à des découvertes préhistoriques. Foncés à 200 mètres, les puits no 1 et 2 commencent à produire en 1875, le puits no 3, profond de 160 mètres sert à l'aérage. La fosse produit 218 533 tonnes en 1883. Le plus grand ennemi est l'eau, abondante dans cette partie du gisement, puisqu'elle atteint 900 mètres cubes par jour en 1884. La fosse est arrêtée progressivement à l'extraction à partir de 1904, le charbon étant alors remonté par la fosse Ledoux nouvellement créée. L'extraction par cette fosse cesse définitivement en mars 1910. Le puits no 1 est serrementé et remblayé en 1915. Les puits no 2 et 3 servent de retour d'air de la fosse Ledoux jusqu'en 1972 date à laquelle ils sont remblayés. Au total, la fosse Chabaud-Latour a produit 6 143 000 tonnes de charbon.

### Avaleresse d'Hasnon
1875-1875
L'avaleresse d'Hasnon a été ouverte et fermée en 1875, à Wallers.

### Fosse Lambrecht
Puits Lambrecht no 1
50° 21′ 07″ N, 3° 22′ 17″ E
1879-1955
Puits Lambrecht no 2
50° 21′ 08″ N, 3° 22′ 18″ E
1888-1955.

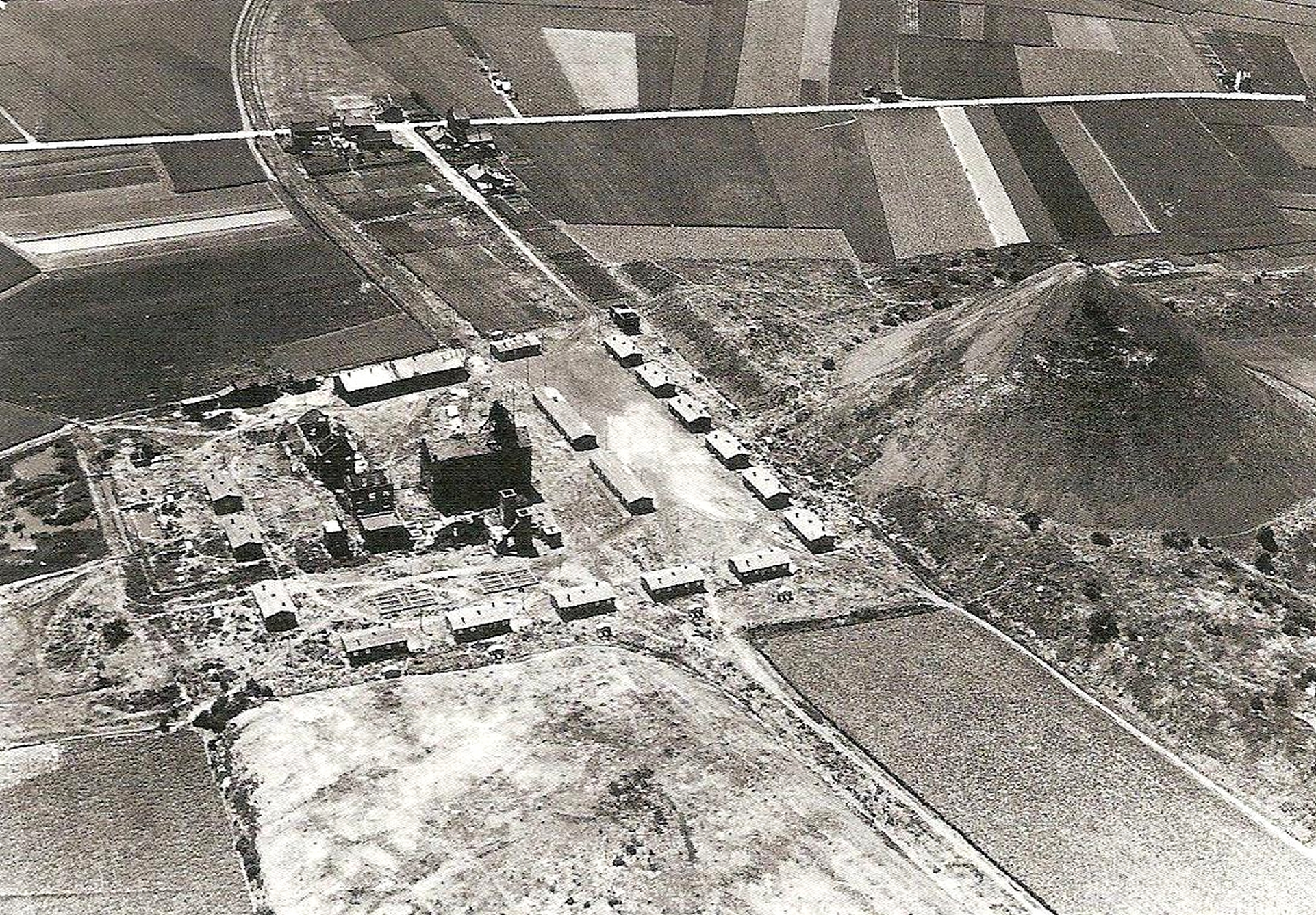
La fosse Lambrecht en 1949.

La fosse Lambrecht a été commencée en 1879, 2 400 mètres à l'ouest de la fosse d'Haveluy. Le terrain houiller est atteint à 82 mètres, le puits est amené à la profondeur de 270 mètres. Deux accrochages sont établis, aux profondeurs de 150 et 200 mètres. Lors de l'ouverture, les plus belles veines découvertes sont Lambrecht et Adolphine. Le fonçage du second puits débute en 1888.
Arrêtée à l'extraction depuis 1933 après avoir produit 6 357 000 tonnes, la fosse est ensuite utilisée pour l'aérage de la fosse Audiffret-Pasquier. Les puits, respectivement profonds de 573 et 453 mètres sont remblayés en 1955, ou 1954 selon les plaques apposées sur les têtes de puits. Cette fosse possède deux petits terrils, partiellement exploités.

### Fosse Audiffret-Pasquier
Puits Audiffret-Pasquier no 1
50° 20′ 46″ N, 3° 20′ 40″ E
1880-1967
Puits Audiffret-Pasquier no 2
50° 20′ 48″ N, 3° 20′ 39″ E
1888-1967

Foncés en 1880, les deux puits de la fosse Audiffret-Pasquier atteignent le terrain houiller à 96 mètres de profondeur. La fosse entre en exploitation en 1884, produisant du charbon demi gras. Elle est concentrée sur la fosse Saint Mark le 1er mai 1956, cessant alors d'extraire après avoir remonté 10 817 000 tonnes de charbon. La fosse est affectée comme puits de service et d'aérage pour Saint Mark. Les deux puits profonds de 763 mètres, sont remblayés en 1967 et les installations démantelées. De cette fosse, il ne subsiste qu'un seul terril, Audiffret Sud, Audiffret Nord ayant été exploité à partir de 1978.

### Fosse La Grange
Puits La Grange no 1
50° 25′ 05″ N, 3° 32′ 41″ E
1884-1975
Puits La Grange no 2
50° 25′ 05″ N, 3° 32′ 39″ E
1894-1975
Du nom du Baron de la Grange, administrateur des Mines d'Anzin, le puits no 1 de la fosse La Grange est foncé en juillet 1884 sur un gisement de charbon maigre compris entre les fosses Bonne Part et Thiers. L'extraction commence en 1888, ralentie par un aérage insuffisant. Le puits no 2 est creusé en 1894 jusqu'à 325 mètres de profondeur. La production peut alors se développer. Des deux chevalets détruits pendant la guerre 1914-1918, seul celui du no 2 pourra être réparé. Un nouveau chevalement est monté sur le puits no 1. La fosse cesse d'extraire en janvier 1974, après sa concentration sur la fosse Sabatier. Elle sert alors pour le service jusqu'au 13 septembre 1974. Sa production totale est de 24 757 000 tonnes. Le puits no 1, profond de 505 mètres, et celui du no 2 de 506 mètres sont remblayés en 1975.
Le chevalet du no 2 est abattu le 18 juillet 1977, celui du no 1 tombe le 15 septembre 1977. Les deux terrils (La Grange Est et La Grange Ouest) ont été exploités, il ne reste plus qu'une dizaine de mètres de hauteur pour le terril au sud du carreau (La Grange Ouest).

### Fosse de la Cuvette
50° 19′ 48″ N, 3° 21′ 15″ E
1886-1941
La fosse de la Cuvette est une fosse d'aérage non reliée au réseau ferré qui a été entreprise au sud-est d'Escaudain.

### Fosse Blignières
Puits Blignières no 1
50° 19′ 54″ N, 3° 25′ 22″ E
1893-1955
Puits Blignières no 2
50° 19′ 55″ N, 3° 25′ 20″ E
1893-1955

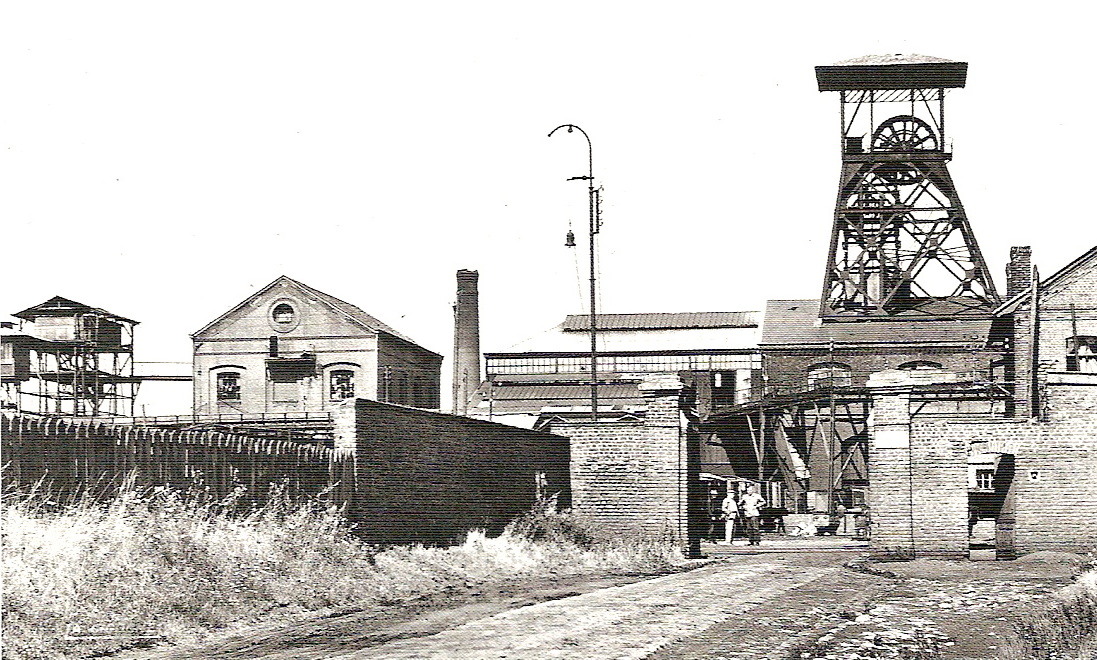
La fosse Blignières vers 1950.

Foncée entre les installations d'Hérin, Enclos et Renard. Les deux puits de la fosse Blignières sont entrepris en 1893 et traversent le fameux torrent d'Anzin. Les méthodes de fonçage s'étant améliorées depuis l'expérience de la fosse Dutemple en 1764, le passage du niveau s'effectue sans trop de difficultés. La fosse commence à produire en 1897, l'extraction cesse en 1953, les puits sont remblayés en 1955. Cette fosse possédait trois terrils.

### Fosse Cuvinot
Puits Cuvinot no 1
50° 24′ 11″ N, 3° 35′ 58″ E
1893-1968
Puits Cuvinot no 2
50° 24′ 09″ N, 3° 36′ 02″ E
1893-1968
Foncée en juillet 1893, entre la frontière belge à l'Est et la fosse Thiers à l'ouest, le creusement des puits de la Fosse Cuvinot s'effectue par congélation. Le 27 août 1894, un violent orage éclate, noyant les deux puits en cours de fonçage : les ouvriers sont remontés à la hâte. L'extraction commence en mars 1897 : la fosse possède une particularité unique de posséder toute la gamme des charbons connus dans le Nord-Pas-de-Calais, allant des maigres aux gras. Les installations sont reconstruites après la guerre et les puits approfondis jusqu'à 480 mètres. La fosse cesse d'extraire le 29 décembre 1967, après avoir remonté 13 212 000 tonnes depuis l'origine. Le puits no 1, profond de 491 mètres, et le no 2 profond de 484 mètres, sont remblayés en 1968 et les installations de surface aussitôt démantelées.

### Fosse Arenberg
Puits Arenberg no 1
50° 23′ 05″ N, 3° 25′ 31″ E
1900-1989
Puits Arenberg no 2
50° 23′ 07″ N, 3° 25′ 29″ E
1900 - 1989
Puits Arenberg no 3 et 4
50° 23′ 02″ N, 3° 25′ 31″ E
1954-1989
Les puits no 1 et no 2 de la fosse Arenberg sont foncés en 1900. Le puits no 1, destiné à l'extraction, mesure cinq mètres de diamètre, Le second puits assure l'aérage et mesure 3,65 m de diamètre, son chevalement est le plus petit du carreau. La fosse entre en exploitation en juin 1903 et devient une des plus importantes de la compagnie, produisant 218 915 tonnes en 1906, 302 000 tonnes en 1925 et 452 630 tonnes en 1930.
En 1946, le puits no 1, dont les installations ont été modernisées en 1936, avec un chevalet à molettes superposées venu coiffer l'ancien et une machine d'extraction à poulie Koepe, assure l'extraction et le service. Le puits no 2 est affecté à l'aérage et au service. Dès la nationalisation, il est envisagé de faire de la fosse un puissant siège d'extraction et en 1954, il est procédé au creusement du puits no 3 et 4 de 6,50 m de diamètre équipé à double compartiment. Creusé jusqu'à l'étage −334 m, le puits est coiffé d'un chevalet portique à quatre molettes superposées identique à celui de la fosse no 13 - 13 bis du Groupe de Béthune et assure, à partir du 28 août 1961, l'extraction par quatre cages à trois étages recevant des berlines de 3 000 litres. Chaque compartiment est numéroté : il y a le puits no 3 et le puits no 4.
Le vendredi 24 mars 1989, à 11 h, les « dernières » berlines remontent au cours d'une cérémonie qui rassemble la presse et les élus régionaux. La dernière vraie remontée s'effectue à huis clos, le vendredi 31 mars, soit une semaine plus tard.

### Fosse Ledoux
Puits Ledoux no 1
50° 27′ 22″ N, 3° 37′ 11″ E
1901-1989
Puits Ledoux no 2
50° 27′ 23″ N, 3° 37′ 09″ E
1902-1989

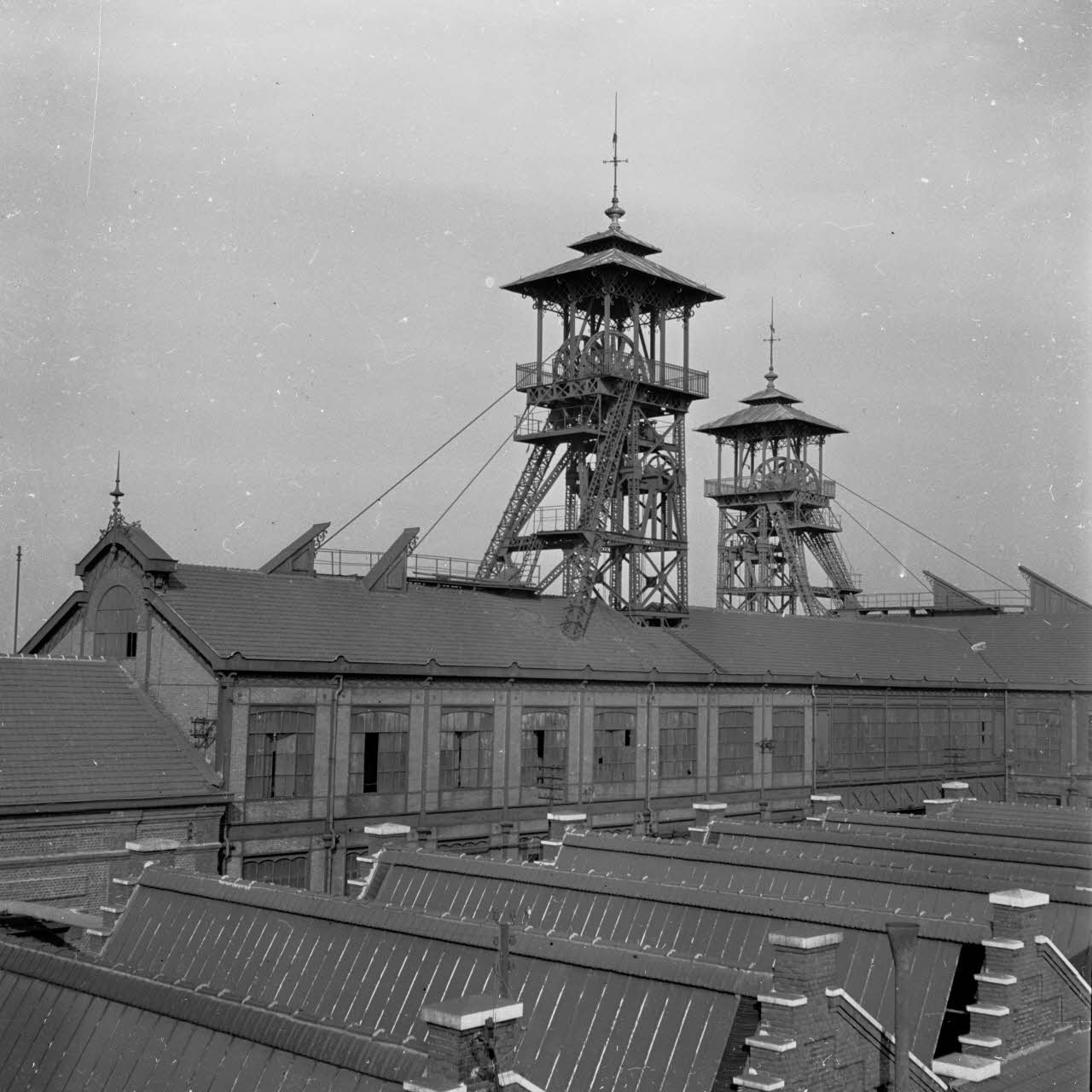
La fosse Ledoux avant sa modernisation.

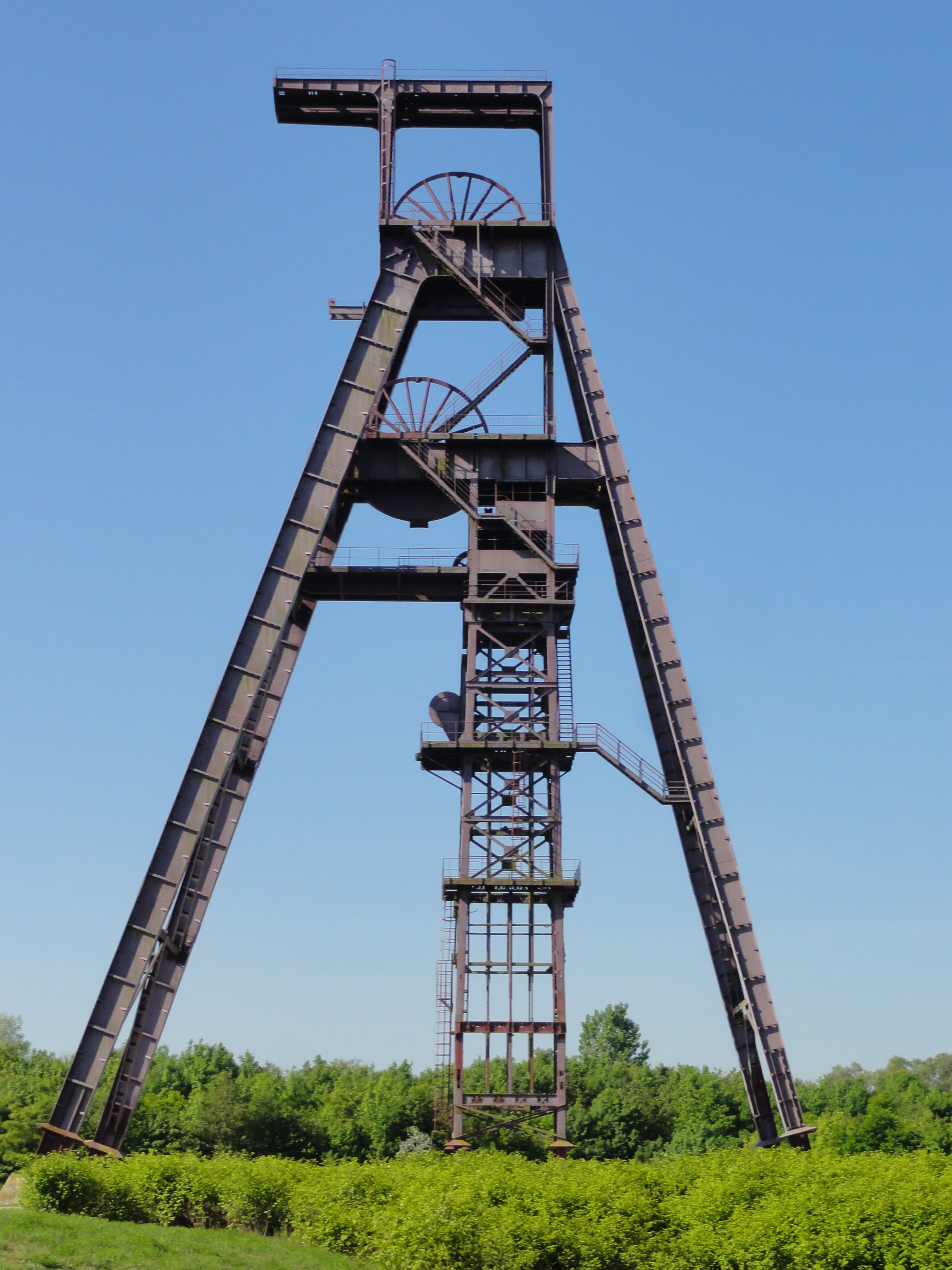
Le chevalement subsistant en 2011.

Les travaux préliminaires à la création de la fosse Charles Ledoux, du nom d'un des administrateurs de la Compagnie des mines d'Anzin, commencèrent en 1900 et les creusements des puits en 1901. Les premiers accrochages furent aménagés en 1903 à −245 mètres au puits no 1 et en 1905 à −322 mètres au puits no 2. Puis vinrent les accrochages à -418 en 1928, à -500 en 1928, à -580 en 1954, et -660 en décembre 1968. À la nationalisation, les installations du jour furent modernisées avec la création d'un lavoir et de deux machines d'extraction électriques.
À l'arrêt du siège, la production totale est de 33 645 000 tonnes pour un charbon maigre anthraciteux. Si l'on tient compte des différentes fosses du secteur, c'est en fait plus de 74 000 000 tonnes qui ont été extraites : Chabaud-Latour : 6 143 000 tonnes, Saint-Pierre : 5 820 000 tonnes, Soult nos 1 et 2 : 5 608 000 tonnes, Vieux-Condé : 21 853 000 tonnes et 988 000 tonnes pour Trou Martin.
Le vendredi 30 décembre 1988 à 9 heures, au cours d'une cérémonie, les dernières gaillettes venant de la taille Philippe Couchant sont remontées du puits no 1. Le puits no 1, profond de 759 mètres, et le no 2 de 687 mètres, sont remblayés en juin 1989. Les installations de surface sont démantelées en 1990 et 1991. Le chevalement du puits no 1 tombe le jeudi 7 mars 1991, à 10 h 30. Quant à celui du no 2, resté seul, il est proposé à l'inscription des Monuments Historiques en 1992.

### Fosse Agache
Puits Agache no 1
50° 21′ 35″ N, 3° 18′ 16″ E
1907-1976
Puits Agache no 2
50° 21′ 36″ N, 3° 18′ 16″ E
1907-1976
La cimentation des deux puits de la fosse Agache, baptisés du nom d'Édouard Agache, administrateur de la Compagnie, est entreprise le 14 mai 1907. Le puits no 1 est commencé le 10 octobre 1907 et le puits no 2, le 16 septembre 1907. L'extraction commence en 1913. Détruite partiellement, l'extraction reprend début 1921 par l'étage 380. La fosse produit 250 000 tonnes en 1922 et 450 000 tonnes en 1938.
À partir de 1950, les installations d'Agache sont modernisées. Les deux puits sont surmontés de deux chevalements modernes à molettes superposées, équipés chacun de machines d'extraction à poulie Koepe installées dans une vaste salle commune. Un lavoir à grains de 400 tonnes par heure de capacité est construit en 1960. En 1970 est préparé le raval du puits no 1 jusqu'à −780 m. La mise en route de cet étage a lieu en 1972. À partir du 1er juillet 1973, la fosse Agache est rattachée à l'unité de Production de Douai, comme tous les sièges du Valenciennois encore en service à cette date.
Le 30 juin 1976, la dernière berline est remontée. La fosse a extrait 22 321 000 tonnes de charbon en 63 années d'existence. Le chevalet du premier puits est abattu le 25 janvier 1979, l'autre le 14 mai 1979.

### Fosse Sabatier
Puits Sabatier no 1
50° 24′ 19″ N, 3° 30′ 03″ E
1910-1980
Puits Sabatier no 2
50° 24′ 20″ N, 3° 30′ 02″ E
1910-1980
Le puits Sabatier no 1 est foncé le 15 juillet 1910 au diamètre de cinq mètres, le no 2 le 12 juillet au diamètre de 3,65 m. Le début de l'extraction d'un riche gisement de charbons anthraciteux commence en 1913. La guerre de 1914 interrompt tous les travaux. L'extraction reprend le 6 octobre 1920 et atteint 132 975 tonnes en 1923 puis 283 763 tonnes en 1926. La production est cependant fortement perturbée par d'importantes venues d'eau. Celle du 25 mai 1925 arrête l'exploitation d'une bonne partie des chantiers. Le maximum de production est atteint en 1939 avec 409 358 tonnes.
La Fosse Sabatier ferme en mai 1980 après avoir extrait 21 920 000 tonnes.

### Fosse Heurteau
Puits Heurteau no 1
50° 22′ 32″ N, 3° 20′ 27″ E
1927-1966
Puits Heurteau no 2
50° 22′ 34″ N, 3° 20′ 27″ E
1927-1976

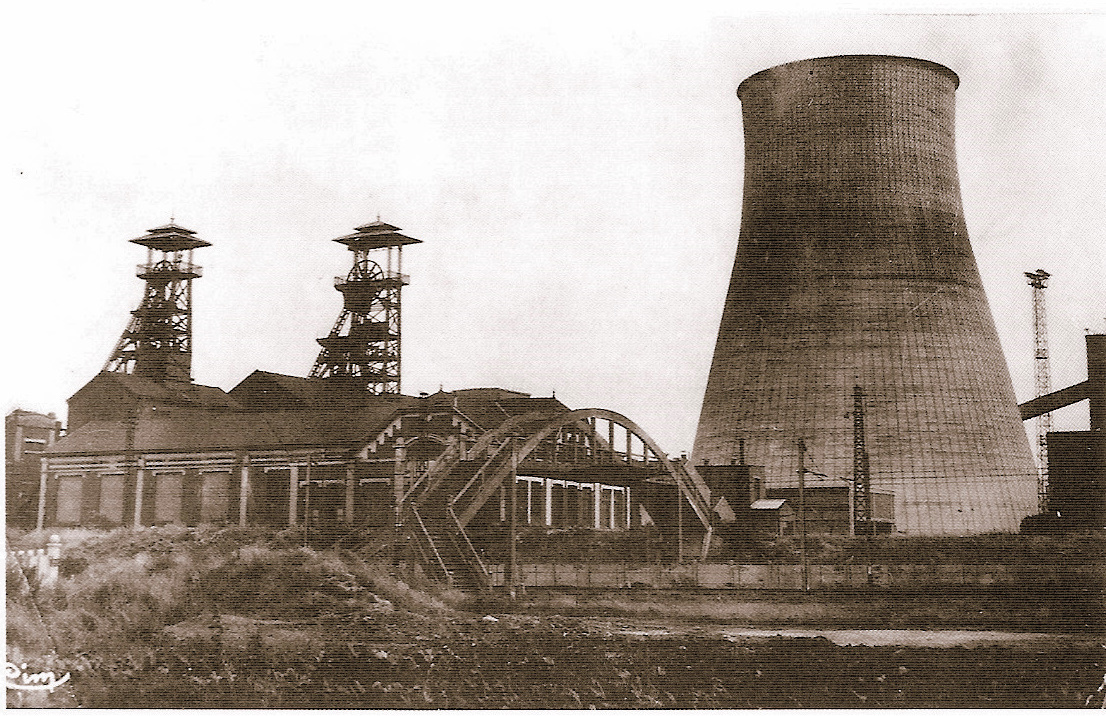
La fosse Heurteau en 1960.

La fosse Heurteau comprend deux puits foncés en 1927, à l'extrême nord du gisement de la Compagnie d'Anzin (au nord-est de la Centrale d'Hornaing). Elle ne produira jamais de charbon, ne servant qu'à l'aérage et au service pour la fosse Agache de Fenain par laquelle la production est remontée. Le premier puits, profond de 313 mètres, est remblayé en 1966 et les installations détruites. Le second puits, profond de 472 mètres, est remblayé et voit ses installations détruites en 1976. Le chevalement est démoli le 19 septembre 1978.

### Fendue Saint-Georges
50° 28′ 42″ N, 3° 35′ 33″ E
1961-1970
La fendue Saint-Georges est située dans la forêt domaniale de Bonsecours, à Condé-sur-l'Escaut. Il s'agit de la seule fendue du bassin minier du Nord-Pas-de-Calais. Elle semble aussi nommée « Descenderie du Chêne Raoul ». Dans les environs de Bonsecours, les morts terrains sont très minces. Un montage creusé dans la veine de Saint-Georges au siège Ledoux, parti de 322 mètres de profondeur est remonté tout en restant dans le terrain houiller jusqu'à vingt mètres sous la surface du sol. En juillet 1961, un carreau miniature a été édifié par-dessus le trou d'homme. Cette entrée d'air permet d'exploiter la veine Saint-Georges, épaisse d'un mètre. Le puits est remblayé en 1970, et les installations sont détruites.

## Les terrils
Comparativement aux autres compagnies et en raison de sa longue histoire, un assez grand nombre de terrils ont été édifiées sur les concessions appartement à la Compagnie des mines d'Anzin,.
- Terril no 147, Casimir Périer Ouest
- Terril no 148, Casimir Périer Est
- Terril no 149, Saint Mark Sud
- Terril no 149A, Saint Mark Nord
- Terril no 150, Agache
- Terril no 151, Centrale d'Hornaing
- Terril no 152, Audiffret Nord
- Terril no 153, Audiffret Sud
- Terril no 154, Lambrecht Ouest
- Terril no 155, Lambrecht Est
- Terril no 156, Turenne
- Terril no 157, Haveluy Nord
- Terril no 158, Haveluy Sud
- Terril no 159, Fosse d'Hérin
- Terril no 160, Arenberg
- Terril no 161, Rœulx
- Terril no 162, Renard
- Terril no 162A, Renard
- Terril no 163, Enclos Est
- Terril no 163A, Enclos Nord
- Terril no 164, Enclos Sud
- Terril no 165, Blignières Ouest
- Terril no 166, Blignières Est
- Terril no 166A, Blignières Carreau
- Terril no 171, Mare à Goriaux
- Terril no 174, Sabatier Sud
- Terril no 175, Sabatier Nord
- Terril no 175A, Sabatier Nord plat
- Terril no 176, Lavoir Rousseau
- Terril no 177, La Grange Est
- Terril no 178, La Grange Ouest
- Terril no 179, Thiers
- Terril no 179A, Mixtes sur 179
- Terril no 180, Remblais Petit Diable
- Terril no 181, Cendres sur 180
- Terril no 182, Bonnepart
- Terril no 183, Soult
- Terril no 185, Agglomérés
- Terril no 186, La Réussite
- Terril no 187, Davy Sud
- Terril no 187A, Davy Nord
- Terril no 188, Saint Louis
- Terril no 189, Bleuse Borne plat
- Terril no 189A, Bleuse Borne gros cône
- Terril no 189B, Bleuse Borne petit cône
- Terril no 190, Pont du Sarteau
- Terril no 191, Vieux-Condé
- Terril no 192, Saint Léonard
- Terril no 193, Trou Martin
- Terril no 194, Acacias
- Terril no 195, Ledoux Nouvelle Route
- Terril no 195A, Ledoux Moulineaux
- Terril no 196, Ledoux Lavoir
- Terril no 201, Cuvinot
- Terril no 202, Cuvinot Ouest
- Terril no 218, Bleuse Borne Mine Image

## Chemin de fer

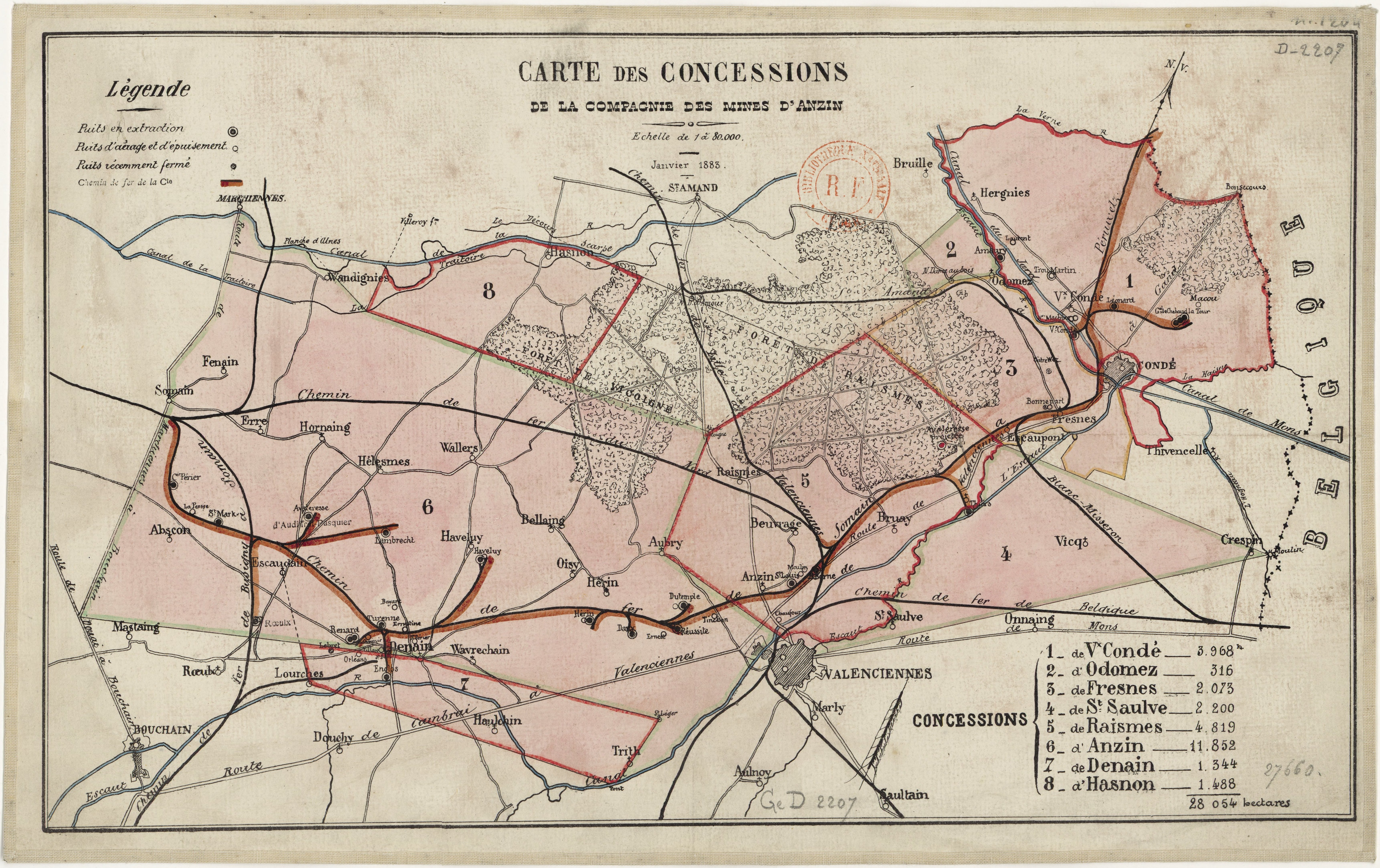
La ligne de Somain à Péruwelz est l'artère principale de la Compagnie d'Anzin.

La ligne du chemin de fer d'Anzin à Denain, Abscon, puis Somain, construite par la Compagnie des mines d'Anzin, est l'une des premières qu'ait possédée la France. La concession date du 24 octobre 1835 et les travaux sont commencés immédiatement.

#### Divers
- Bassin minier du Nord-Pas-de-Calais.
- Germinal (roman) d'Émile Zola.
- Compagnie des mines d'Aniche, une compagnie minière voisine et rivale.

#### Compagnie des mines d'Anzin
- Fondation • Histoire
- Liste des fosses, à Fresnes-sur-Escaut, à Anzin, à Valenciennes et à Vieux-Condé

#### Personnalités de la compagnie
- Jean-Jacques Desandrouin (1682-1761), industriel belge, fondateur de la compagnie.
- Pierre du Buat (1734-1809), ingénieur puis directeur de la compagnie.
- La famille Mathieu, qui dirigea la compagnie des mines d'Anzin.
- Honoré-Gabriel Riqueti de Mirabeau puis Jean-Jacques-Régis de Cambacérès : avocats de la compagnie sous la Révolution française.
- duc d'Audiffret-Pasquier (1823-1905), leader orléaniste, actionnaire important de la compagnie.
- Jean Casimir-Perier (1847-1907), président de la République, gros actionnaire et dirigeant de la compagnie.
- Adolphe Thiers (1797-1877), président du Conseil, actionnaire important de la compagnie.
- Émile Basly (1854-1928), mineur, syndicaliste, modèle d'Étienne Lantier de Germinal (roman), puis député et maire de Lens.
- Jacques Denis (1902-1972), ingénieur des mines plus connu comme arachnologiste.

#### Historique
- Historique sur le site du diocèse de Cambrai
- Historique en 1789-1815 sur le site consacré à son avocat d'affaires Jean-Jacques-Régis de Cambacérès.
- Historique de la Compagnie sur le site du village d'Odomez

#### Patrimoine
- [PDF] Bureau de recherches géologiques et minières, « Article 93 du Code minier - Arrêté du 30 décembre 2008 modifiant l’arrêté du 2 avril 2008 fixant la liste des installations et équipements de surveillance et de prévention des risques miniers gérés par le BRGM - Têtes de puits matérialisées et non matérialisées dans le Nord-Pas-de-Calais »(Archive.org • Wikiwix • Archive.is • Google • Que faire ?), sur dpsm.brgm.fr, 2008

#### Sur Anzin
- Alexandre de Saint-Léger, Les mines d'Anzin et d'Aniche pendant la révolution, E. Leroux, 1935 extraits en ligne.
- Woollen, Geoff, Benjamin Appert, les écoles de la Compagnie d'Anzin et la problématique de l'éducation dans Germinal, Lez Valenciennes, no 10, 1985, p. 195-204.

#### Sur Anzin etGerminal
- Émile Zola, Germinal.
- Émile Zola, notes sur Anzin.
- Henri Mitterand, « Les notes d'enquêtes inédites de Zola : de l'ethnographie au roman », in Hommages Jacques Petit, Université de Besançon, 1985, p. 763-778.
- Henri Mitterand (professeur à la Columbia University), Zola à Anzin, in Revue Travailler, no 7/2002-1.
- Richard H. Zakarian, Zola's 'Germinal': A Critical Study of Its Primary Sources in The Modern Language Review, Vol.70, no 3, juillet 1975, p. 637-638.

#### Sur les fosses ouvertes à Condé-sur-l'Escaut et Vieux-Condé
- Cercle d'Histoire et d'Archéologie de Vieux-Condé et de sa Région - Histoires et Traditions du Pays de Pierre Choquet

#### Sur les mines du Nord et du Pas-de-Calais
- Guy Dubois et Jean Marie Minot, Histoire des Mines du Nord et du Pas-de-Calais. Tome I, 1991
- Guy Dubois et Jean Marie Minot, Histoire des Mines du Nord et du Pas-de-Calais. Tome II, 1992
- Émile Vuillemin, Le Bassin Houiller du Pas-de-Calais. Tome I, Imprimerie L. Danel, 1880 (lire en ligne)
- Émile Vuillemin, Le Bassin Houiller du Pas-de-Calais. Tome II, Imprimerie L. Danel, 1880 (lire en ligne)
- Émile Vuillemin, Le Bassin Houiller du Pas-de-Calais. Tome III, Imprimerie L. Danel, 1883 (lire en ligne)
- Albert Olry, Bassin houiller de Valenciennes, partie comprise dans le département du Nord, Imprimerie Quantin. Paris, 1886
- Édouard Grar, Histoire de la recherche, de la découverte et de l'exploitation de la houille dans le Hainaut français, dans la Flandre française et dans l'Artois, 1716-1791, t. II, Impr. de A. Prignet, Valenciennes, 1848, 371 p. (lire en ligne), p. 110
- Caroline Morel, Christian Marion et Hervé Boullée, Étude des aléas miniers du bassin minier du Nord-Pas-de-Calais : Zone 1, Metz, Géodéris, 20 septembre 2010, 56 p. (lire en ligne), p. 19, annexe 4a, annexe 5a
- Hervé Boullée et Christian Marion, Étude des aléas miniers du bassin minier du Nord-Pas-de-Calais : Zone 3, Metz, Géodéris, 12 octobre 2011, 67 p. (lire en ligne), annexe 4a, annexe 5a

### Compagnies des mines d'Anzin et protestations sociales auXIXesiècle
- Émeute des quatre sous
- Grande grève des mineurs d'Anzin